# 北區 (香港)
22°29′41″N 114°08′17″E / 22.49472°N 114.13806°E
北區，因其爲香港十八區中最北的區議會分區而得名，於1979年從大埔區拆分獨立成區，是香港兩個陸地連接中國大陸的區份之一（另一個為元朗區）。北面與廣東省深圳市以深圳河、沙頭角河及中英街作邊界，香港和內地的其中四條邊境過境通道（文錦渡、羅湖、沙頭角、香園圍邊境管制站）都位於北區，西面與新界元朗區，南面和大埔區相連。傳統上，北區分為上水、粉嶺、沙頭角和打鼓嶺四個部分，故獨立成區前亦稱爲上粉沙打地區，此外還包括大鵬灣的吉澳、鴨洲等離島。北區爲香港傳統鄉村文化保存最完整的地區之一，新界五大氏族中的鄧姓、侯姓、廖姓和彭姓在上水和粉嶺一帶都有大型聚居地，大族之多在香港十八區中絕無僅有，而打鼓嶺和沙頭角公路沿線亦分佈有大量規模較小的氏族之村落，故北區仍然保存不少中國傳統鄉村歷史建築。
根據2021年的人口統計，新界北區的人口有309,631人，佔全港人口4.2%，每平方公里內的人口數目為2,255人，為香港人口密度較低的行政分區之一，當中約26萬人居住於粉嶺／上水新市鎮，其餘約5萬人則分佈於鄉郊多條村落和低密度別墅區；而根據2021年家庭住戶每月收入中位數統計，北區家庭每月收入中位數爲24,400元。
2021年，行政長官林鄭月娥在任內最後一份施政報告中提出構建面積達300 平方公里、涵蓋北區的「北部都會區」，佔香港陸地總面積近三成。

## 地理

### 分區

北區

1979年10月1日前，北區為大埔區的一部分，而屬於後來北區的部分在當時被分為四個區域：上水、粉嶺、沙頭角、打鼓嶺，統稱為「上粉沙打」地區。獨立後的北區面積約136.53平方公里，是九龍的三倍，香港島的1.7倍，是香港第四大行政區，與新界西貢區相約，但政府在標示區內地方的地址時大致上仍然沿用「上粉沙打」時期的內部區劃，使北區成爲極少數有明確內部分界的地區，而當地居民普遍都認可這種「官方分區」。

### 城鄉發展

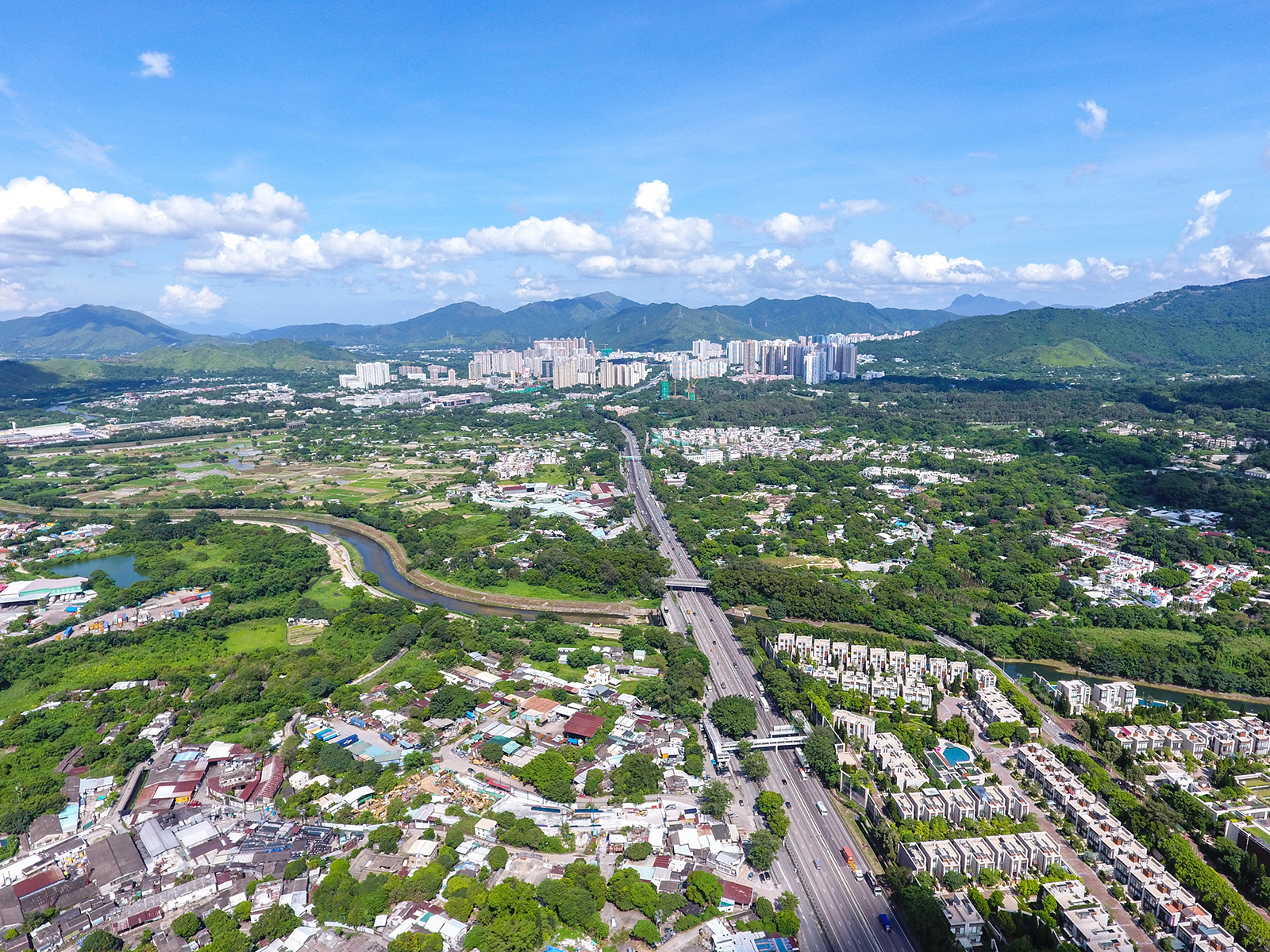
航拍北區（2017年）

北區目前仍有117條鄉村，是最能保留傳統新界鄉郊特色的地區之一，而北區有四分之一區域位於全港第二大的平原粉嶺低地，境內流淌梧桐河及其多條支流，故農業和養殖業發達，自清代中葉起數百年間先後發展出多個墟市。港英政府於1970年代末開始於粉嶺低地上建立粉嶺／上水新市鎮，雖然在政府規劃中爲單一的新市鎮，但粉嶺／上水新市鎮實際上是一個「二元結構」的新市鎮，即具有兩個中心，北面上水部分以九廣鐵路上水站爲中心點向外輻射，新市鎮建設大致上環繞火車站進行而成一個圓形，結構較爲緊湊，而在南面，粉嶺部分雖然也以九廣鐵路粉嶺站爲中心，但受地形及原有發展影響，居住區分成四個不相連的部分，位處不同方位，同時原安樂村一帶發展為工業區，而上水與粉嶺兩個市中心之間則由傳統圍村、低密度住宅、休憩用地和天然山崗所分隔。大體而言上水市中心的商業活動更發達，而粉嶺則爲行政中心和工業中心。至2020年代，上水西部的古洞北亦將發展成新一代的新市鎮，但由於多番爭議下古洞新市鎮的發展規模被限縮，預計僅有6萬人口入住，與原來的粉嶺和上水新市鎮的規模相差甚遠，再加上粉嶺／上水新市鎮將會繼續向梧桐河方向擴張，故此在可預見的將來粉嶺和上水仍然會是北區的地區中心。

### 道路建設
交通道路建設方面，可分爲兩個階段。第一階段是英國接管新界後至新市鎮發展前，所修築的以大埔公路和青山公路爲首的新界基本道路，大埔公路從九龍出發經大埔後貫穿粉嶺和上水，青山公路在繞行新界西部後，過白石凹後貫穿上水古洞，兩條公路於大頭嶺村以南連接在一起（今上水迴旋處），早年原有道路從上水直通羅湖進入深圳，路線大抵沿九廣鐵路發展，但自1951年政府設立邊境禁區及冷戰開始後至今不再通行。政府另外於1927年和1953年先後修築沙頭角公路和粉錦公路連接北區東北部的打鼓嶺和沙頭角和西南部營盤、蕉徑一帶的谷地，加上1959年前建成的馬會道和文錦渡路，上述六條道路構成北區早年的道路網絡。第二階段是政府決定開發粉嶺／上水新市鎮後，在新市鎮範圍建設的大量社區道路，以及1991年建成的香港9號幹線粉嶺公路，使北區接入香港高速幹線網絡，成爲現今北區交通的大動脈。1911年九廣鐵路落成，並先後設立粉嶺站、上水站和羅湖站，直到今天仍爲北區居民來往香港市區的最重要交通工具，同時也是香港市民經陸路進出內地的主要交通方法，並促成上水和粉嶺一帶發展成北區實質性的地區中心。

### 區界問題

北區區界以標示，香港特別行政區區界以黑色實線標示

北區與深圳的區界一直根據深圳河中心線而劃分。然則自1997年至2006年間開展的「深圳河治理工程」後，部分河道被拉直，雙方亦交換拉直後分別與香港和深圳靠近的新土地。在1997年5月頒佈、提及香港特別行政區之行政區域界線的《中華人民共和國國務院令第221號》中，特有一段提及「深圳河治理後，以新河中心線作為區域界線。」在接近羅湖一段的拉直工程於2003年完成後，雙方在近羅湖的界線已依照新河道重新劃分。然則在每四年一度更改的區議會劃界工作上，自工程完竣後一直未有隨着邊界的變更而作出修改，導致北區依舊以舊河道為界線，部分管轄的地方位於深圳市上，而港方新獲取的土地亦未被歸入北區範圍。目前雙方皆未就該兩塊土地作出任何發展，仍處於綠化狀態，但2018年傳真社掲發廣東邊防部隊佔用沙頭角邊境禁區內一幅面積約兩萬呎土地最少6年，引起廣泛報導。

### 自然生態
除了新市鎮的發展，北區仍保留不少自然景觀。印洲塘海岸公園是不少物種的棲息地，具保育價值；塱原主要為種植通菜和西洋菜的水耕農田和紅蟲塘，是香港重要而罕有的一片淡水濕地，曾因落馬洲支線工程而引起關注；蓮麻坑的蓮麻坑河和蓮麻坑鉛礦場分別列入具特殊科學價值地點，擁有稀有的淡水魚類品種以及香港十分重要的蝙蝠棲息地，更是僅餘一條連接內地和香港的生態走廊。蓮麻坑昔日曾有鉛礦開採，蓮麻坑鉛礦場於19世紀末已有葡萄牙人經營開採，為香港最早採礦的地方，曾開採出產鉛、鋅、黃鐵礦、黃銅礦等礦產。北區部分地方劃入林村郊野公園、船灣郊野公園和八仙嶺郊野公園，而紅花嶺郊野公園亦在規劃。
由於地處低窪平原，北區不少地方於雨季會出現水浸，多處為香港的水浸黑點，香港天文台會因此而發出新界北部水浸特別報告，渠務署亦於北區進行多項防洪工程。
氣候方面，打鼓嶺地處新界內陸受地形影響，冬天低溫時常有結霜的現象，農作物結霜令農民有所損失，此現象亦常為冬季時香港傳媒所報導，而因應農作物結霜的情況，香港天文台亦監察新界打鼓嶺草溫；而夏季時打鼓嶺亦常較其他地區炎熱。年溫差較香港其他地方為大。

從上水華山遠眺粉嶺、上水、梧桐河、深圳、打鼓嶺、紅花嶺及深圳梧桐山

## 歷史

### 早期發展
上水孔嶺、華山、吉澳等地曾發現新石器時代及靑銅器時代文物，至於先秦時期和兩漢時期的文物，則在沙頭角谷埔以及華山發現。 
唐宋時期，本區有了進一步發展，南宋寶祐六年（ 西元一二五八年），本區龍躍頭村人士鄧炎龍中舉，成為香港地區首名舉人。
清代嘉慶二十四年（ 西元1815年）刊行的《新安縣志》曾記載古洞村以及上水村等多條北區的村落。北區的上水及粉嶺一帶古時名為雙魚市，因為區內上水北面的雙魚河而得名。新界五大氏族其中的上水侯氏、上水廖氏、粉嶺彭氏及龍躍頭鄧氏自公元10世紀起便陸續移居現時的北區。英國租佔於新界後，1899年準備接收新界，但曾遭受新界居民聯合抵抗，上水、粉嶺等地村民亦參與其中。至正式接管後，港府將北區劃分為上粉沙打區，為上水、粉嶺、沙頭角及打鼓嶺各取頭一個字組成。廖氏其後在1930年代設立石湖墟，而粉嶺、打鼓嶺、沙頭角以及部分大埔區的鄉民亦於第二次世界大戰後設立聯和墟，成為新界北區的兩個重要的墟市。於英國租借新界初期，雙魚河地區曾是英國人以及一些香港名人渡假、狩獵等的勝地，不少渡假別墅築成。
香港與中國大陸的邊界，在第二次世界大戰前，除少量哨崗外，基本上不設防，香港市民可以自由從北區出入邊界，文錦渡、羅湖和沙頭角為主要地點。然而自中華人民共和國成立以及冷戰的開展，兩地政府開始在邊界設立關卡，香港於1951年設立邊境禁區。時任警務處處長麥景陶自1948年於邊界建設了多座被稱為麥景陶碉堡的混凝土碉堡作為監察深圳河對岸用途。
1950年代起至1980年代，由於中國共產黨在中國大陸發動的大躍進以及文化大革命的等令大量的難民湧到香港，引發逃港偷渡潮，大批難民以陸路經位處香港邊界的新界北區湧到香港。其中1962年5月一次大規模逃港潮中，曾有3萬多名難民聚集在新界華山，不少香港市民前往華山接濟。除此以外，六七暴動期間，因中國大陸民兵越過邊界攻擊新界沙頭角警崗，爆發沙頭角槍戰。邊境禁區於2012年才開始逐步開放。

### 1970年代至1990年代
1970年代，香港開始制定全新的行政區劃。北區原屬大埔區，1980年才從大埔區分拆成北區。1978年政府在北區發展第二代的香港新市鎮，名爲粉嶺／上水新市鎮。從1980年代到2000年代的20年間，上水和粉嶺迅速建立起現代化的社區和商業中心，高樓林立，不過其建築密度和人口密度仍然較大部分新市鎮爲低。打鼓嶺則大致上維持原來的村郊爲主的狀態。
沙頭角區因沙頭角鎮內中英街「一街兩制」的特殊情況，從1978年中國大陸實行改革開放後，迅速成爲全北區最繁榮的商業活動之地，其時因內地剛剛結束文化大革命，物資極其短缺，大量內地民衆爭相前往中英街「英界」一側由香港沙頭角居民開設的店鋪搶購港貨，在當時香港家庭月收入中位數還不到五千元，中英街「英界」一間衣服店的日收入就已經達到一千元，大量居於邊境禁區能進入沙頭角墟的沙頭角居民因此富裕起來，與此同時亦衍生大量跨境走私和（從內地的法律而言的）非法貨幣流動等現象，沙頭角鎮於1980年代在中國內地更享有「天下第一鎮」的美譽，這種特殊的熱潮直到2003年「自由行」政策開通後才告終止。

### 2000年後

#### 上水
2003年4月，香港爆發非典疫情，北區雖然並非疫情重災區，但零售市況亦因此陷入蕭條。至2003年7月，內地開放港澳個人遊計劃，逐步放開內地旅客以個人身份到訪香港旅遊，上水因其與深圳接壤且有地鐵連接邊境口岸的地利條件，區內各大購物商場迅速成爲內地旅客和深圳居民的購物熱點，至2010年前後隨着內地民衆收入不斷提高，加上多次爆出嬰幼兒奶粉等國產品牌存在質量問題，內地民衆對港貨及其他進口貨品需求日益殷切，造成代購活動和水貨活動劇烈增長，而靠近上水站的石湖墟更變成水貨熱門商品的集中地和商店街，每天有大量從事水貨活動和代購活動的香港本地和內地民衆攜帶行李箱出入石湖墟和上水市中心各大商場，並通過東鐵線將貨物帶入深圳。2009年中央開放深圳市戶籍居民「一簽多行」政策，深圳市居民可以隨時隨地前往香港購物，更將上水的商業發展推向高峰。
從正面而言，內地旅客個人遊消費和代購及水貨活動一方面刺激上水的商業發展，石湖墟甚至於2014年建成達13層的購物商場上水匯，而蓬勃的商業活動也爲區內較低學歷的本地居民和新來港移民提供大量零售業、飲食業、服務業、旅遊業、物流業、運輸業的工作崗位，有很多貧窮長者及因不諳粵語而在香港求職困難的內地新移民亦通過從事水貨活動賺取收入，上水區內的樓市也水漲船高，石湖墟大量老舊住宅被出租作貨倉之用，持有該等物業的業主因此得到可觀收入，在上水出售受水貨活動歡迎商品的商店，如藥房和食品店的經營者更賺得盤滿鉢滿，不少內地人也通過經營水貨產業及提供港貨代購服務賺取可觀的收入。
從反面而言，劇增的「內地需求」使區內的業主不斷加租，無論是購物商場還是石湖墟，絕大部分原來以滿足本地居民生活需求爲重心的小店都因無法承受高昂的租金而結業，取而代之的是大量滿足「內地需求」的店鋪，如連鎖化妝品店、連鎖金銀珠寶店、連鎖服裝品牌店、連鎖電器產品店、藥房、進口食品店等，平民化的小餐館被高級貴價餐館取代，不單因與生活有關的店鋪減少、店鋪單一化使居民感到生活不便，物價上漲也大大增加了居民的生活成本，北區居民平均收入在全港十八區中屬於較低水平，有不少貧困人口，追上市區的物價對貧困人口造成沉重負擔；而由於上水本身是緊湊型的市鎮，區內居民日常生活都離不開市中心地段，劇增的旅客和水貨客使居民生活必經的行人通道和天橋變得擁擠，時有居民被水貨客的行李箱和貨物撞傷，進一步激化區內部分未從個人遊政策得益的居民、商戶經營者、持有鋪位的業主、水貨客、內地旅客、乃至內地港貨消費者之間的多重利益矛盾，甚至是階級矛盾。上水存在的矛盾也成爲2010年後越演越烈的香港與內地矛盾的其中一個重要組成部分，其中對水貨活動的不滿情緒引發了2012年的「光復上水站」事件，上水與元朗及屯門等地出現的性質相近的社會矛盾也是日後的「香港本土化運動」乃至「香港獨立運動」的一個社會背景因素。2014年10月香港發生「佔中事件」、2015年4月中央人民政府應香港特區政府的請求將深圳市居民「一簽多行」改爲「一周一行」，再加上近年來發生的內地遊客在香港遭遇「本土派」人士辱罵、強迫購物等，多次負面事件造成大量內地民衆認爲香港不歡迎內地人以及不認同國家，造成整體內地訪港旅客人數減少，但上水市中心一帶的內地旅客及水貨活動要直至2020年春節起2019冠狀病毒病疫情爆發，港府對中國內地封關後才見明顯減少。
在商業活動以外，上水於回歸後的發展主要體現在上水南住宅區的興建和落成。經歷建築公司施工緩慢等負面消息，上水南首個屋苑清河邨於2007年開始入伙，之後該區相繼建成御皇廷、祥龍圍邨等屋苑，而保榮路遊樂場和保榮路體育館相繼落成亦標誌上水南的社區建設大致完成。上水站西北方的工貿大廈在2010年後逐漸變成區內水貨貨物的貨倉和集散地，每天由來水貨客從大廈領取貨物後通過東鐵線帶貨到深圳，雖然有意見批評該區工貿大廈被用作水貨倉是推動區內水貨活動的發展且違背了該地設立工貿大廈的初衷，但這種現象也舒緩了水貨活動對上水市中心一帶造成的人流壓力。

#### 粉嶺
與上水相比，粉嶺在回歸後的發展較爲平穩，主要體現在居民人數的增長。1999年至2003年間，粉嶺南牽晴間、昌盛苑、雍盛苑及聯和墟東北面三個私人住宅項目相繼入伙，粉嶺法院大樓及粉嶺健康中心亦於千禧年後於粉嶺站北面落成。安樂村工業區則因香港工業北移大勢而多轉型爲貨倉。隨着粉嶺南政府綜合大樓於2014年落成及粉嶺南公共圖書館於2016年啟用，粉嶺新市鎮的建設大致上宣告完成。在2016年底和2017年初，粉嶺更先後有兩間戲院分別在粉嶺名都和聯合墟新建的逸峯廣場開業。
由於粉嶺距離深圳較遠，且區內的商業區並不集中，無論對內地旅客還是從事水貨活動人士而言，其便利程度都不及上水，故2003年後個人遊政策開放和水貨活動增長對粉嶺產生的影響遠較上水爲小。受惠於區內居民增長，粉嶺聯和墟更有不少具有特色的餐館開業，甚至出現數間酒吧，其發展態勢與上水石湖墟截然不同，商業發展仍舊以滿足本地居民消費需求爲主，在2010年後甚至被譽爲「北區美食天堂」。

#### 沙頭角
沙頭角的中英街熱潮則因港澳個人遊政策開放、內地旅客可以通過申請個人遊簽證自由出入香港而漸趨平靜。由於與香港沙頭角爲鄰的深圳市鹽田區本身並非深圳市中心地段，且遠離各大火車站，至今未通地鐵，當內地民衆不需要再依靠中英街香港一側的商店採購港貨時，當地對旅客的吸引力便大大降低。然而隨着2012年後香港禁區邊境的逐步開放，有不少香港市民對沙頭角一帶原來位處禁區、外人無法進入而保存原好的村落和自然生態感興趣，開始出現「前邊境禁區遊」等深度旅遊項目。

### 歷史年表
- 1258年（南宋寶祐六年），區內龍躍頭村人鄧炎龍中舉，成為香港地區首名舉人。
- 1665年，清康熙5年（乙巳）秋天，兩廣總督周有德奉命勘展邊界，有見順治年間海禁遷民之苦，遂與廣東巡撫王來任一同向康熙皇帝上奏請求復界。同年王來任於疏書未及呈上已病逝。
- 1669年，清康熙八年（己酉），海禁令尚未廢除，船隻仍不能出海，但准許居民可以陸續遷回故地。王周兩人逝世後，上水侯氏、上水廖氏、龍躍頭鄧氏和太坑文氏四大族集資在石湖墟現巡撫街一帶興建「報德祠」，以紀念兩人的恩惠。這也是現今的石湖墟巡撫街的名稱來源。[9]
- 1744年，清乾隆九年（甲子）粉嶺龍躍頭覲龍圍門樓建造完成。
- 1789年，清乾隆五十四年（己酉），打鼓嶺地區的村落共同興建長山古寺，原名長生庵，供奉佛祖、觀音及地藏王。
- 1828年，清道光八年（戊子）上水應鳳廖公家塾（明德堂）落成，作為廖氏族人讀書修業之所。
- 1868年，清同治七年（戊辰），長山古寺重建，改為兩進式設計。
- 1898年，清政府和英國簽訂展拓香港界址專條，將深圳河以南土地連同離島租借給英國，北區自此納入香港的範圍。
- 1902年，舊上水警署建成。
- 1910年，九廣鐵路（英段）（現稱港鐵東鐵綫）通車，粉嶺車站啟用。
- 1911年，由港英政府購入十多條村的村民土地再租予皇家香港高爾夫球會建成的粉領高爾夫球場建成。沙頭角支線洪嶺站動工興建。
- 1912年，沙頭角支線啟用。
- 1915年，3月8日，上水警署接到村民報案，在龍躍頭發現虎蹤，遂派出歐裔警員 Ernest Goucher（警員編號 PCA126）和 Hollands，帶備霰彈槍和手搶試圖獵虎。這頭身長2.6米、重131公斤的老虎，卻是一頭猛虎，突然撲出襲擊兩警， Goucher 遇襲受傷， Hollands 隨即以手槍擊退猛虎。當時的警方新界助理總監當奴寶靈翰（Donald Burlingham）聞訊後重組行動，並親自帶隊，圍捕老虎。行動中，上水之虎反撲，印度裔警員 Rutaan Singh 當場死亡，上水之虎也被擊斃。同年3月12日 Ernest Goucher 於當時稱為「國家醫院」（Civil Hospital）的西營盤醫院傷重不治，葬在跑馬地公墓。
- 1924年，粉嶺狩獵會成立。
- 1927年，沙頭角公路落成啟用。同年粉嶺狩獵會兼成賽馬俱樂部，在沙頭角道軍地以灌木建立馬場，並在冬季星期日舉行賽馬，當中包括跨欄賽和障礙賽。
- 1928年，沙頭角支線停用。粉嶺狩獵會開始舉辦馬匹跨欄比賽。
- 1930年，上水車站啟用。
- 1931年，軍地馬場開始舉辦平地賽馬。同年發生九一八事變，日本侵奪滿洲，安排採購中國小馬進入混亂狀態，小馬來源地立即不得不訴諸於澳洲。
- 1934年，港督粉嶺別墅（現行政長官粉嶺別墅）建成。
- 1943年，夏天，蓮麻坑少年葉維里、葉盤嬌、葉煌青企圖炸毀蓮麻坑礦山，以摧毀日本在香港的軍備原料產地，事敗被新界沙頭角的日本憲兵逮捕，毆打及折磨，其後獲釋。
- 1944年，時任東江縱隊偵察員的葉維里再次建議攻打礦山，行動有200名游擊隊員及100名民工配合，成功把蓮麻坑礦山炸毀。
- 1948年，聯和墟開墟。
- 1949年，粉嶺戲院的前身開業，羅湖車站啟用。
- 1950年，石湖墟賽馬會診所啟用。軍地賽馬場關閉。
- 1951年，聯和市場以及和合石支線啟用。同年，邊境禁區設立。
- 1955年，石湖墟因一間米舖失火而引致大火，紀念兩廣總督周有德及廣東巡撫王來任的報德祠焚燬。
- 1956年，石湖墟於冬天時再次發生大火。
- 1959年，粉嶺戲院改建至現時所見的建築物。 石湖墟郵政局啟用。
- 1960年，第一個在新界興建的裁判法院前粉嶺裁判法院啟用。
- 1962年，颱風溫黛吹襲香港，北區附近損毀嚴重。 同年，邊境禁區擴大至現有範圍。
- 1962年，石湖墟重建完成。
- 1965年，賽馬會石湖墟醫療所，位於新界上水，由香港賽馬會捐款67萬港元興建。醫療所樓高三層，設有藥房、產房、診所及員工宿舍，為北區的居民服務。
- 1967年7月8日，一群中國共產黨武裝民兵非法越境進入沙頭角中英街，與沙頭角警崗爆發沙頭角槍戰，期後駐港英軍前往增援，直接駐守現場並調派踞喀兵到場及實施宵禁，事件共造成6死20傷。港府於8月11日宣佈香港邊境禁區全面封閉。
- 1969年12月9日，第一屆香港節粉嶺區提燈大會舉行。
- 1971年2月5日，社會福利署上水社區中心舉辦第二屆香港節上水區兒童遊藝大會，共1600位兒童及65名義工參與。
- 1975年，香港雲泉仙館購得新界坪輋園林地，修建作為宗教活動及旅遊渡假之用。
- 1978年，上水公共圖書館於1月30日啟用，當時的圖書館位於石湖墟新豐路二號成發樓地下及閣樓。
- 1979年，馬草壟堆填區停用，粉嶺游泳池啟用。
- 1982年，北區區議會成立。同年，彩園邨正式入伙，是粉嶺／上水新市鎮首個公共屋邨。
- 1983年，在前粉嶺裁判法院旁加建臨時建築物。 同年，和合石支線停用。
- 1983年，祥華邨入伙。
- 1985年，粉嶺公共圖書館於祥華邨祥樂樓啟用。
- 1986年，上水天平邨入伙。
- 1988年，粉嶺龍躍頭覲龍圍門樓被列為法定古蹟並已修復完好。
- 1989年，天平體育館啟用。上水太平邨入伙。
- 1990年，粉嶺中心、北區中央公園（今北區公園）及沙頭角公共圖書館啟用。 粉嶺華明邨入伙。 粉嶺郵政局由聯和墟遷至璧峰路政府合署現址。
- 1991年，康樂設施龍琛路體育館、上水游泳池啟用。華明郵政局啟用。
- 1992年，新都廣場入伙，康樂設施和興體育館啟用。
- 1994年，北區運動場啟用。同年，上水公共圖書館遷至智昌路13號石湖墟市政大廈3樓的現址，同時改稱為北區公共圖書館。粉嶺嘉福邨入伙。
- 1995年，上水廣場落成；粉嶺華心邨以及嘉盛苑入伙；行樂戲院結業
- 1997年2月，上水屠房開始興建。整項工程耗資港幣18億5800萬港元，佔地5.80公頃，總建築樓面面積達66,940平方米。
- 1998年，北區醫院啟用。時任行政長官董建華於施政報告提出於新界東北以「無煙城」概念興建新發展區，即粉嶺北新市鎮、古洞北新市鎮以及坪輋／打鼓嶺新市鎮，同時，董建華亦提出於烏蛟騰發展中藥港的計劃。
- 1999年，香港第二條文物徑龍躍頭文物徑正式開放。
- 2000年，1月，上水屠房啟用。北區公共圖書館回復上水公共圖書館的舊稱。粉嶺雍盛苑入伙。環保署否決九廣鐵路公司就落馬洲支線興建高架橋貫穿塱原的計劃，令九鐵改以地底隧道形式穿過塱原。同年上水名都戲院結業。
- 2001年，聯和墟巴士總站啟用。
- 2002年，粉嶺裁判法院以及聯和墟體育館落成啟用。
- 2003年，粉嶺公共圖書館遷至聯和墟現址，匡智粉嶺綜合復康中心啟用。東北新發展區計劃宣佈擱置。
- 2007年，落馬洲支線啟用，同年粉嶺女童院停止使用。上水清河邨入伙。行政長官曾蔭權於施政報告提出恢復進行粉嶺北新市鎮、古洞北新市鎮以及坪輋／打鼓嶺新市鎮的規劃及工程研究，此計劃屬十大建設計劃中的一部分。
- 2008年，香港協辦2008年夏季奧林匹克運動會馬術比賽，其中越野障礙賽於香港賽馬會雙魚河鄉村會所及香港高爾夫球會舉行。
- 2009年，香港聯合國教科文組織世界地質公園開幕，其中分區中屬北區的吉澳、印洲塘等地亦被納入範圍之內，並設立荔枝窩地質教育中心。
- 2010年7月，粉嶺名都戲院結業，自此，北區所有戲院亦告結業。吉澳地質教育中心開幕。
- 2012年2月16日，首階段縮減邊境禁區範圍，「米埔至落馬洲管制站段」及「蓮麻坑至沙頭角段」禁區解封，沙頭角塘肚、山咀、新村、担水坑、蕉坑及木棉頭六村剔出邊境禁區範圍。
- 2013年6月10日，第二階段縮減邊境禁區範圍，「落馬洲邊境管制站至梧桐河段」開放，得月樓村、料壆村、馬草壟、信義新村、落馬洲村及下灣村六村以及麥景陶碉堡、蠔殼圍魚塘及河上鄉鷺鳥林等剔出邊境禁區範圍。
- 2014年6月中，北區中型商場，上水匯開幕，是香港新界首座10層以上純商場大廈。
- 2015年5月，上水祥龍圍邨入伙。
- 2016年1月4日，第三階段縮減邊境禁區範圍，涵蓋梧桐河至蓮麻坑的一段邊境地區。粉嶺逸峯入伙。
- 2019年6月25日，市民鍾先生在北區醫院急症室求醫期間，被押送他到醫院就診的警員虐待，事件在8月20日林卓廷和鍾先生的家人的記者會上披露。
- 2019年7月13日，北區水貨客關注組主席梁金成先生申辦「光復上水」行動（2019年），有約三萬名市民參加，過程大致和平，但最終還是出現警民衝突；有十名警員送院，十四名男傷者送往北區醫院，多名記者受傷。
- 2019年8月，上水寶石湖邨入伙。
- 2021年10月，香港特區政府於財政預算案公佈北部都會區發展方向
- 2021年12月，皇后山邨入伙。

## 古今名人
- 鄧炎龍：粉嶺龍躍頭人氏，香港地區首名舉人
- 陳凱興：好鄰舍北區教會傳道人，二零一九年十一月九日，在金鐘添馬公園主持「十一. 九 主佑義士」（周梓樂同學追思會）
- 梁金成：暱稱「金金大師」，北區水貨客關注組主席，也是二零一九年香港區議會選舉競選人之壹
- 高福慧：香港電臺節目「星期六問責」女主播
- 蕭洛汶：香港電臺節目「星期六問責」男主播
- 陳子晧: uplive熱門主播， 星島日報記者
- 侯志強：上水河上鄉人氏，上水區鄉事委員會主席、北區區議會當然議員、新界鄉議局當然執行委員。

## 行政區劃

### 民政事務專員
現任北區民政事務專員為卓穎然女士，於2025年7月21日出任該區專員。

#### 歷任北區民政事務專員
- 黃漢豪先生(任期：1997年7月1日－2006年6月6日)
- 黃宗殷先生(任期：2006年6月7日－2009年7月22日)
- 陳羿先生(任期：2009年7月23日－2012年11月25日)
- 尤建中先生(任期：2012年11月26日－2017年8月20日)
- 莊永桓先生(任期：2017年8月21日－2023年7月30日)
- 賴子堅先生(任期：2023年7月31日－2025年7月20日)
- 卓穎然女士(任期：2025年7月21日－)

### 區議會
北區區議會是香港的區議會，於1982年成立，共有22個議席，當中包括18位民選議員及4位當然議員，管轄包括上水、粉嶺、沙頭角和打鼓嶺四個分區。
北區區議會負責就該區的社區設施、衞生環境、運輸及交通、房屋政策及居住環境改善等事宜，向政府反映意見。第六屆北區區議會有18名民選議員及4位當然議員，現任北區區議會主席是賴子堅先生。		
北區區議會是香港十八個區議會之一，負責協助處理北區的事務，共有22名議員,現屆北區區議會由建制派主導，現任11名議員當中4名為民主派議員，建制派有7名議員。

### 區議會架構
北區區議會除了成立4個委員會分別討論及跟進北區的交通及運輸事務、社區建設、文化及康樂事務、社會服務、勞工及經濟事務，以及地區小型工程及環境改善事務外，北區區議會亦設立一個地區設施管理委員會，積極參與管理部分地區設施，包括圖書館、社區會堂、休憩場地、體育場所及游泳池等。

### 統計資料
根據2011年人口普查資料，北區的人口資料如下：
| 人口特徵 - 人口： 304,134人 - 15歲以下： 12.4% - 15至64歲： 76.9% - 65歲及以上： 10.7% - 年齡中位數： 40.2 歲 - 15歲及以上從未結婚人口比例 - 男性： 34.4% - 女性： 30.3% 教育特徵 - 20歲及以上非就學人口具專上教育程度比例： 19.6% 經濟特徵 - 勞動人口： 156,841人 - 勞動人口參與率 - 男性： 68.0% - 女性： 50.9% - 合計： 58.9% - 工作人口每月主業收入中位數： 10,000 港元 | 住戶特徵 - 家庭住戶數目： 99.453 戶 - 家庭住戶平均人數： 3.0 人 - 家庭住戶每月收入中位數： 18,580 港元 房屋特徵 - 有家庭住戶居住的屋宇單位數目： 99,129 個 - 每千個屋宇單位的平均家庭住戶數目： 1,003 戶 - 自置居所住戶在家庭住戶總數目中所佔的比例： 57.5% - 家庭住戶每月按揭供款及借貸還款中位數： 5,600 港元 - 按揭供款及借貸還款與收入比率中位數： 18.5% - 家庭住戶每月租金中位數： 1,330 港元 - 租金與收入比率中位數： 13.1% |

## 社區環境

### 公共屋邨
北區有70%人口居於公共房屋。
為配合北區的發展，香港房屋委員會於1982年已計劃興建公共屋邨。最早落成的公共屋邨是位於東鐵上水站附近的彩園邨，於1982年落成，共設4座舊長型住宅大廈及2座三座相連工字型。第二個公共屋邨為祥華邨，於1984年落成。而最新興建的公共屋邨是皇后山邨，於2021年落成。

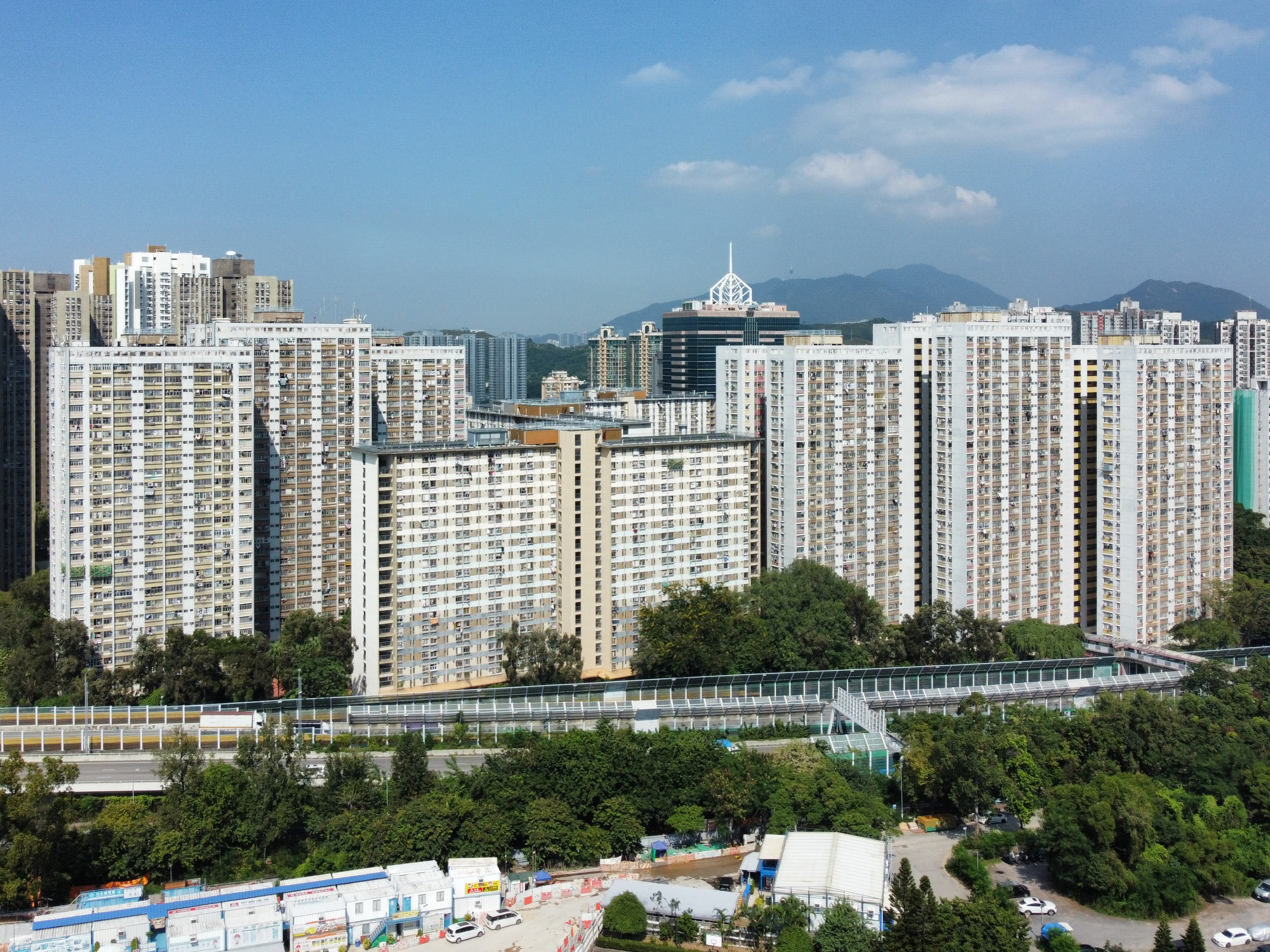
彩園邨
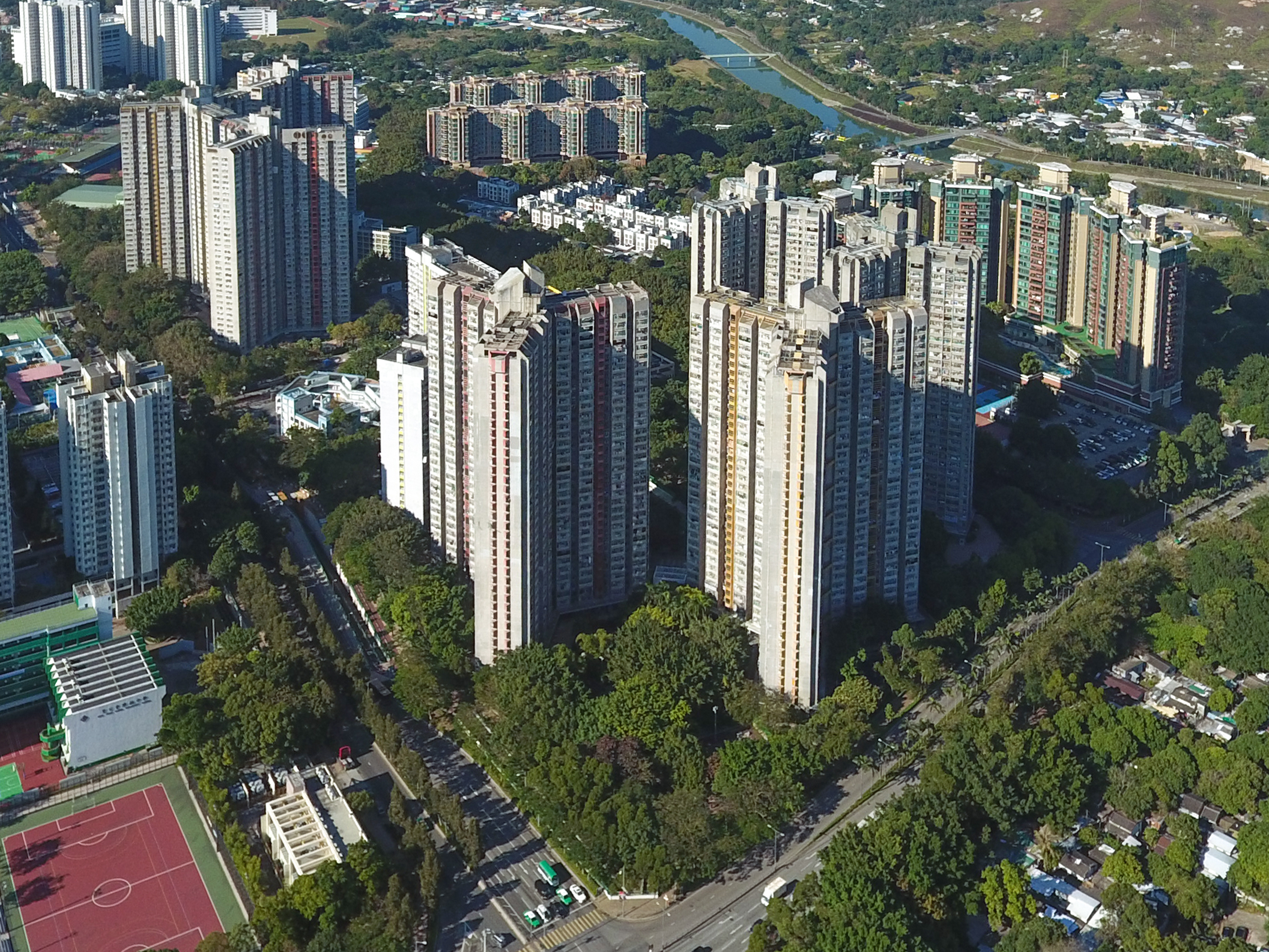
天平邨
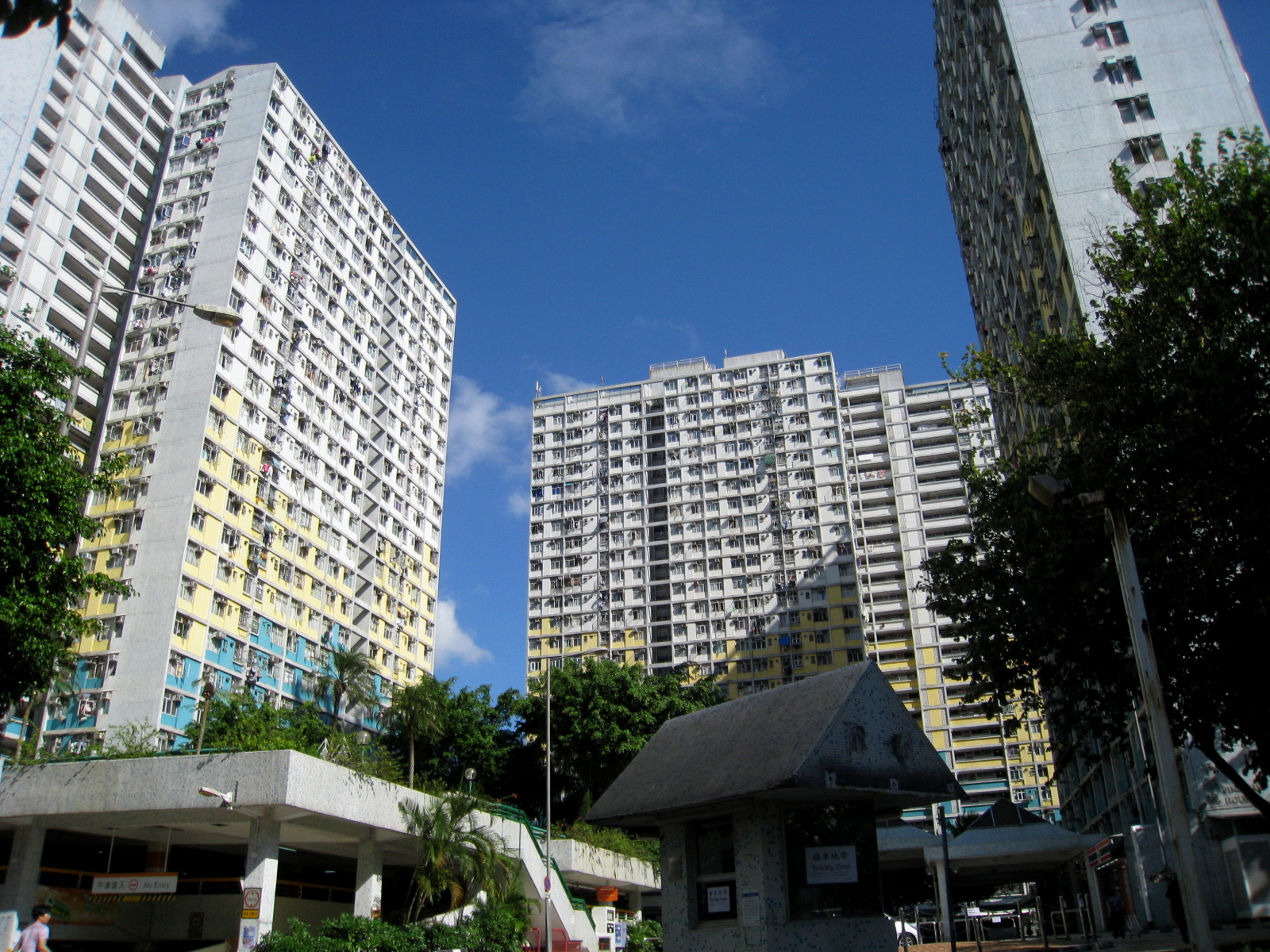
太平邨
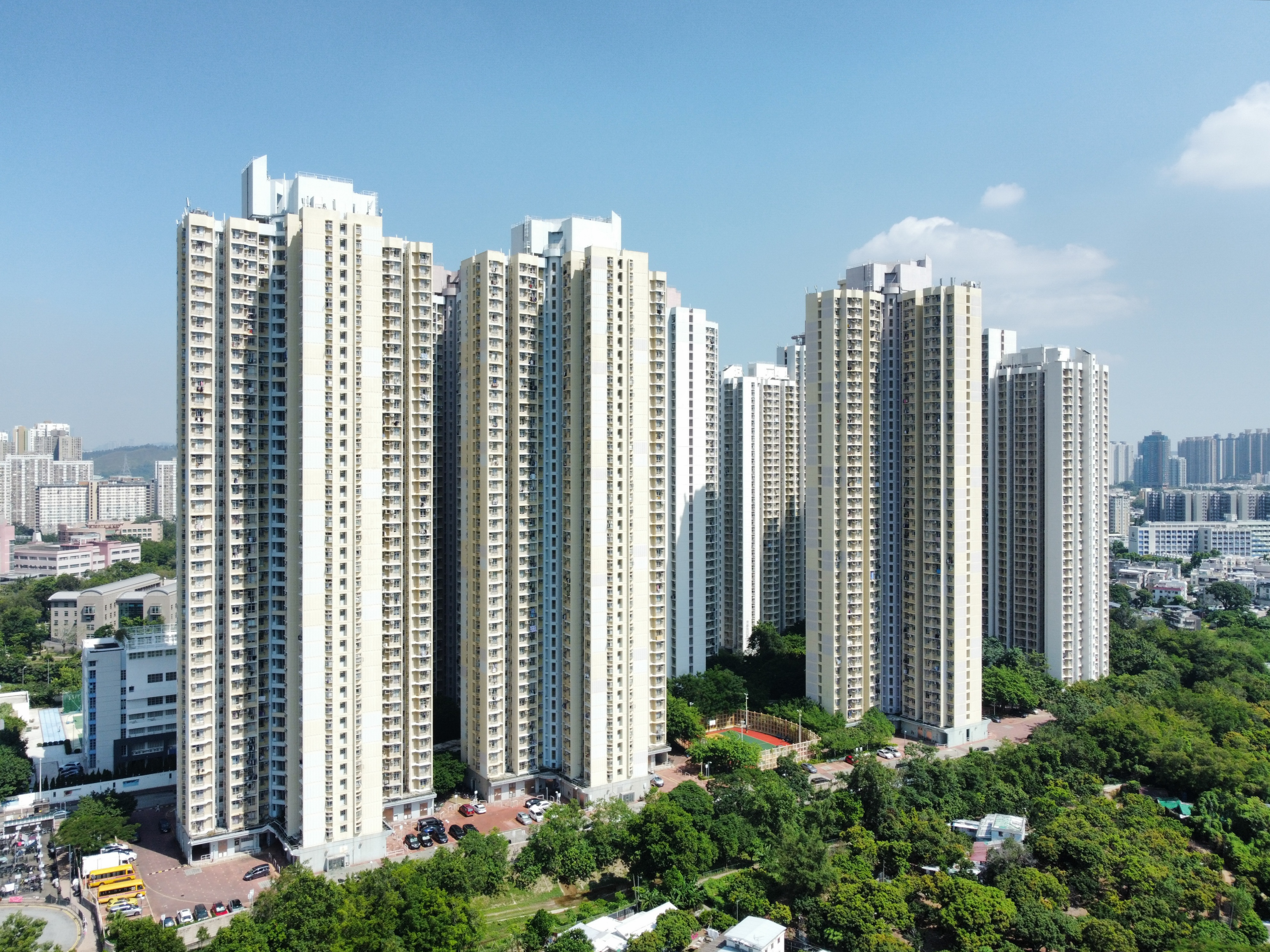
清河邨
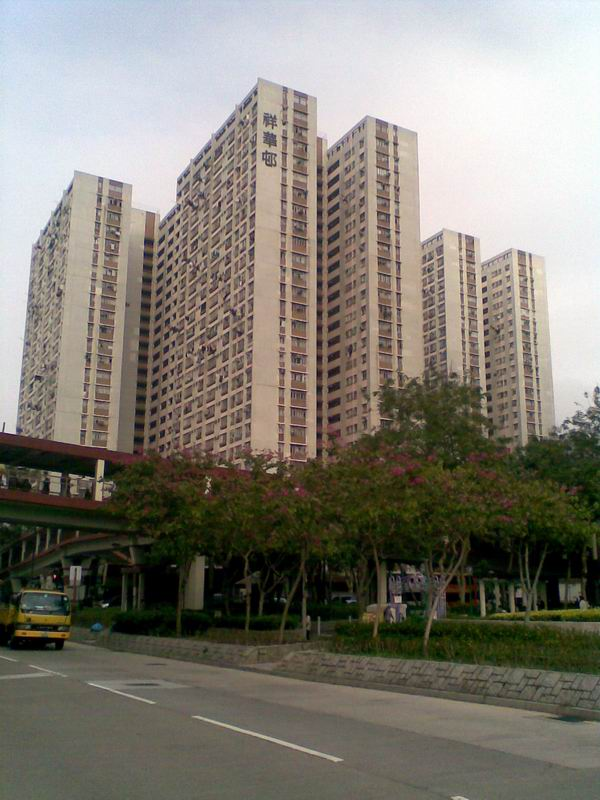
祥華邨
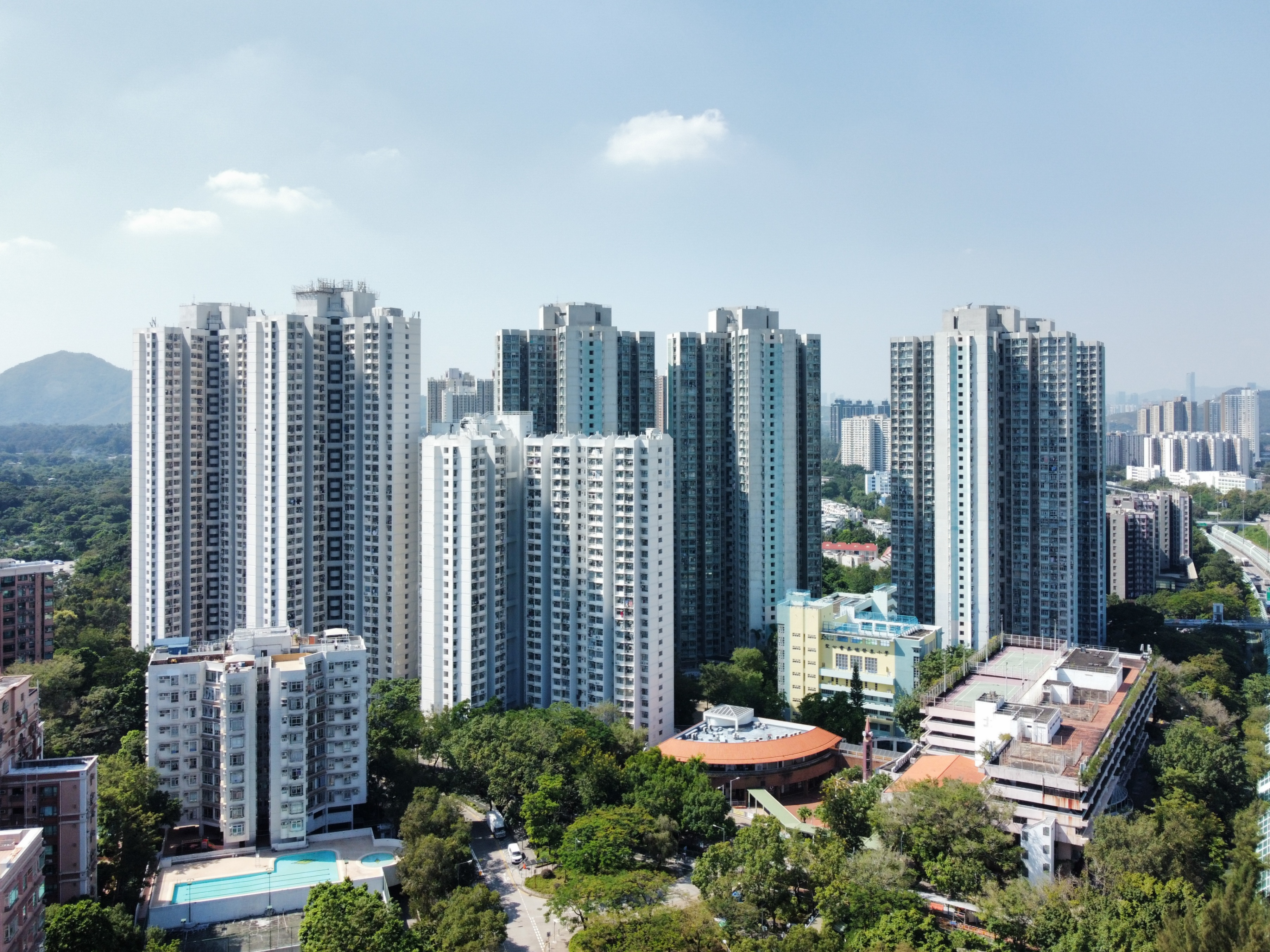
嘉福邨
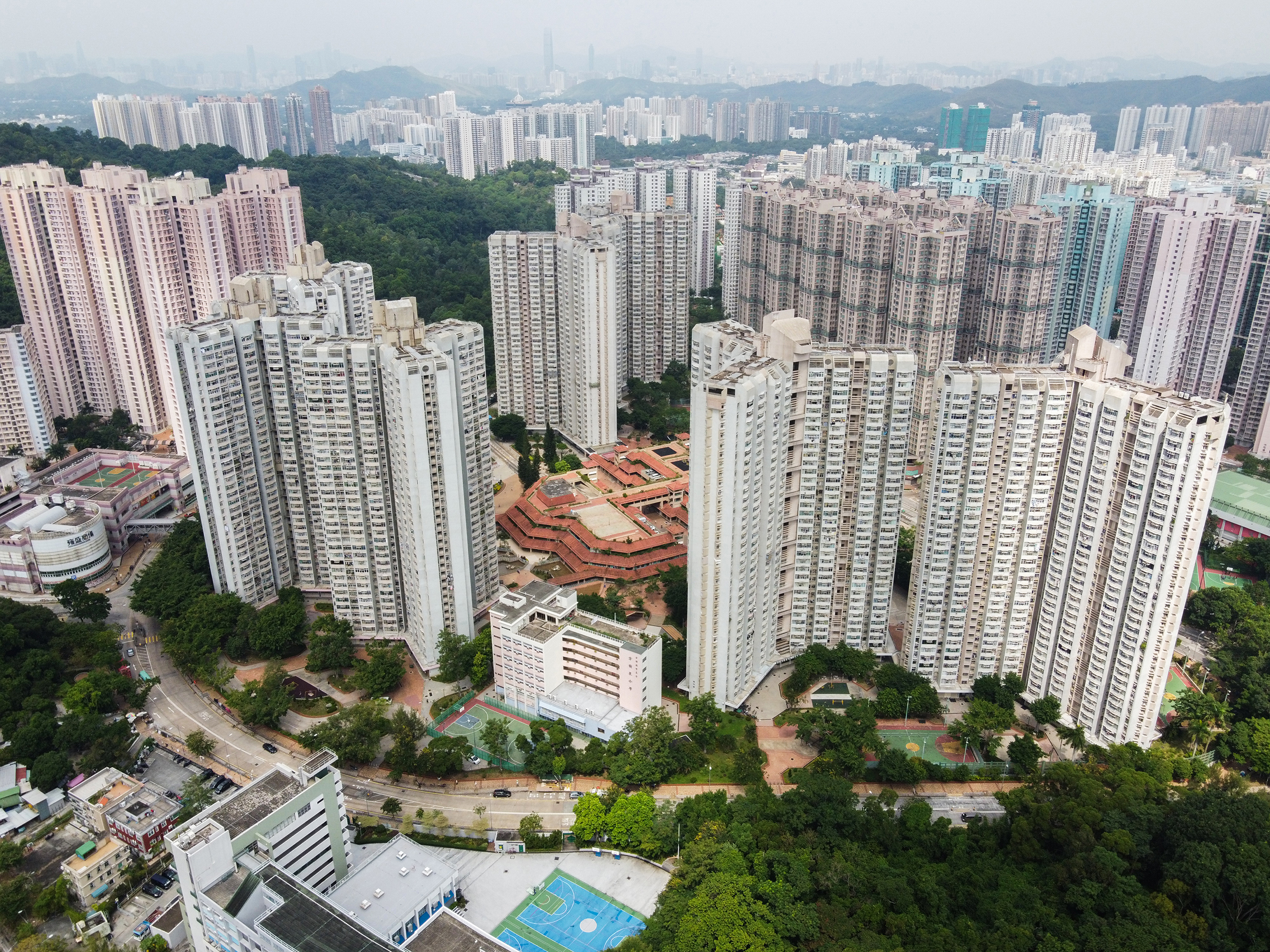
華明邨
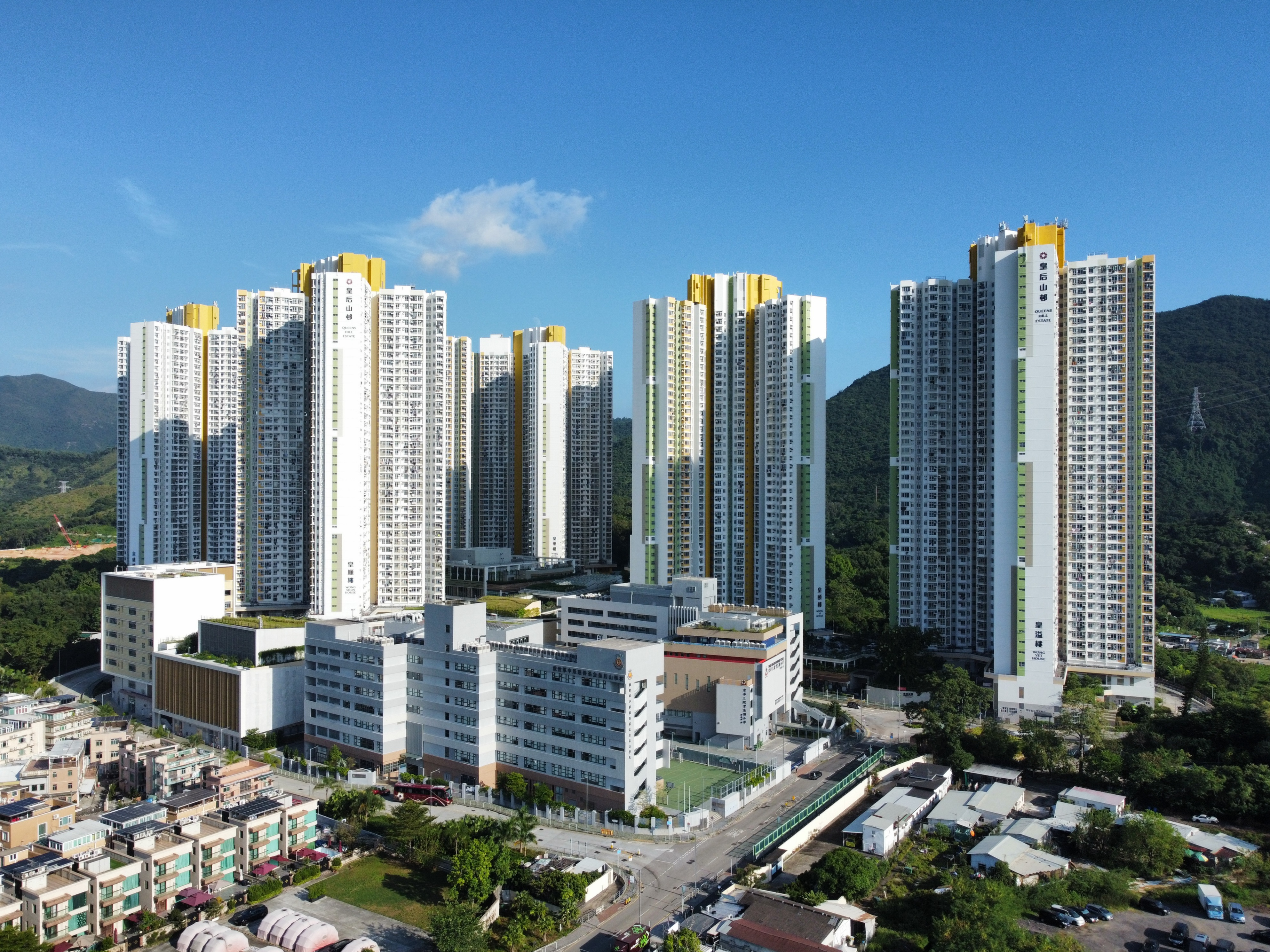
皇后山邨

### 居屋屋苑

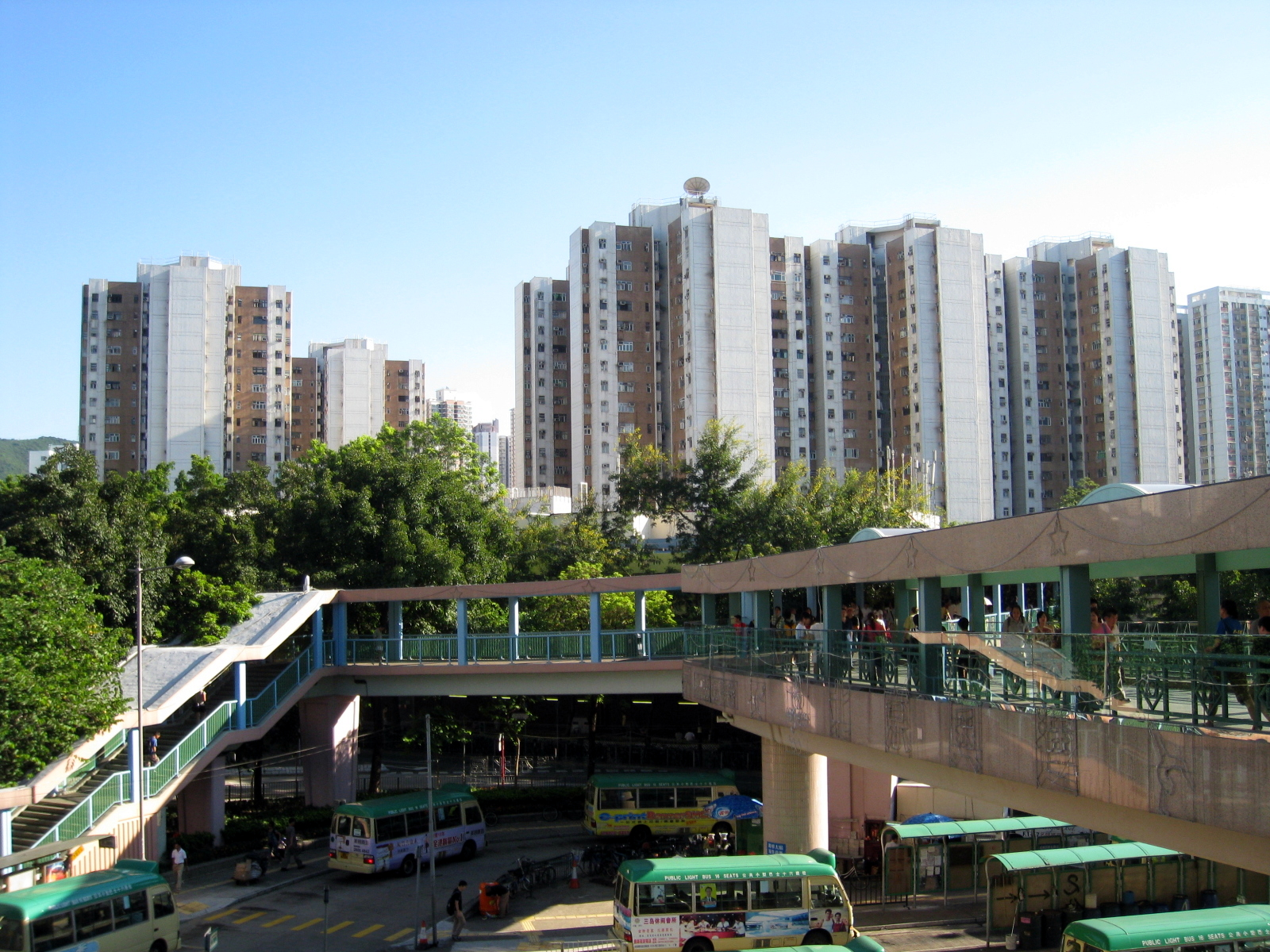
旭埔苑
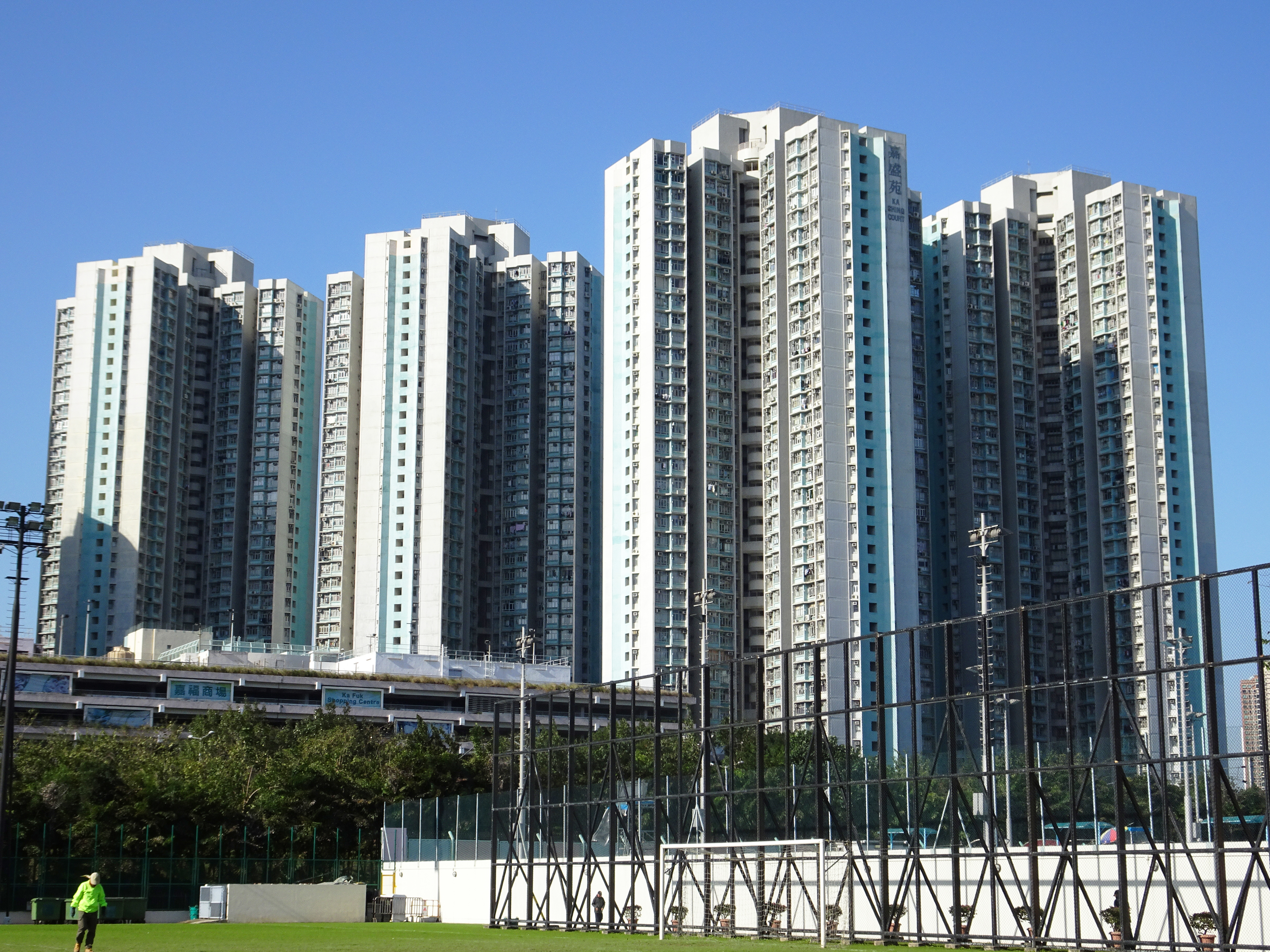
嘉盛苑
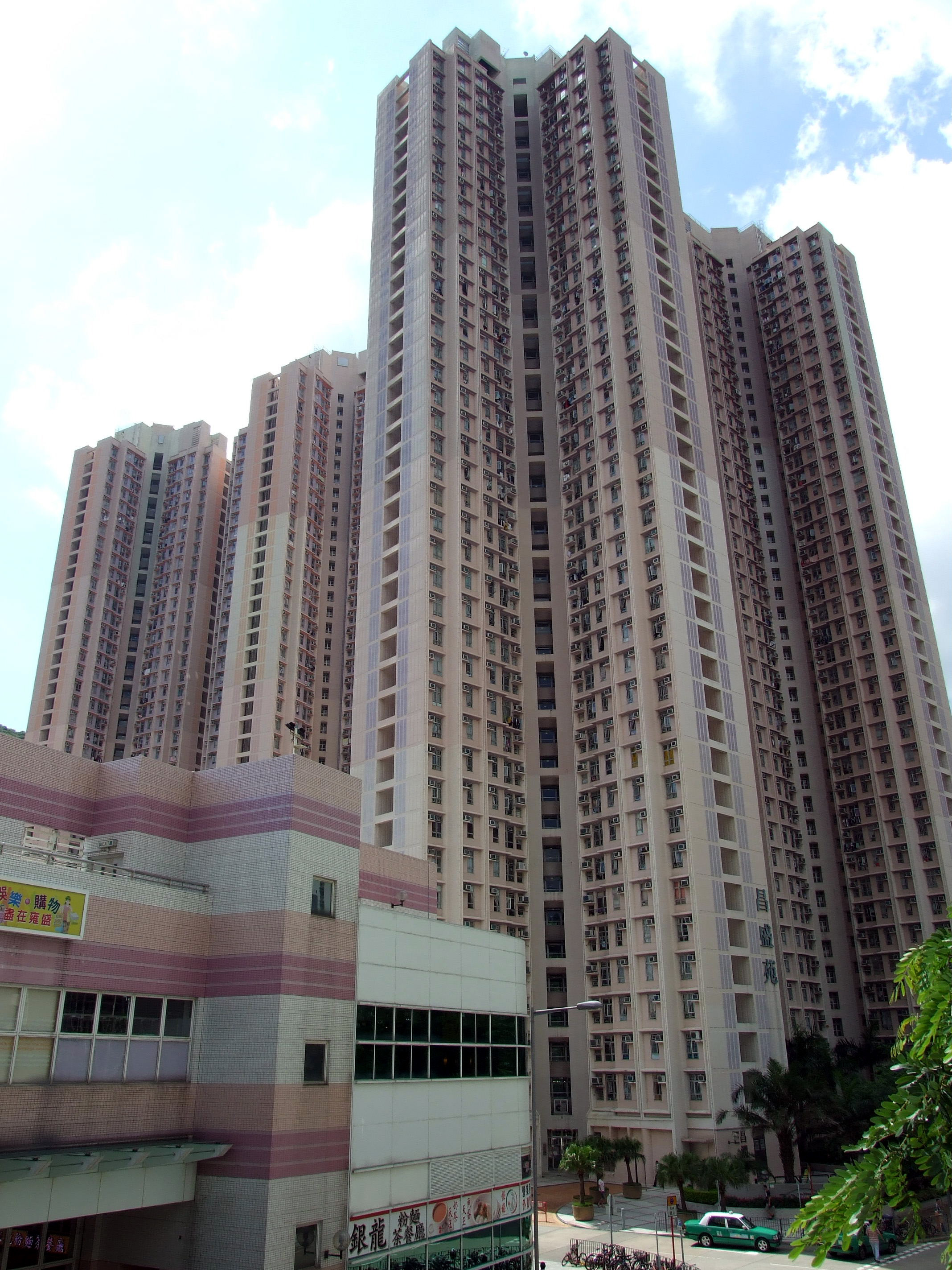
昌盛苑
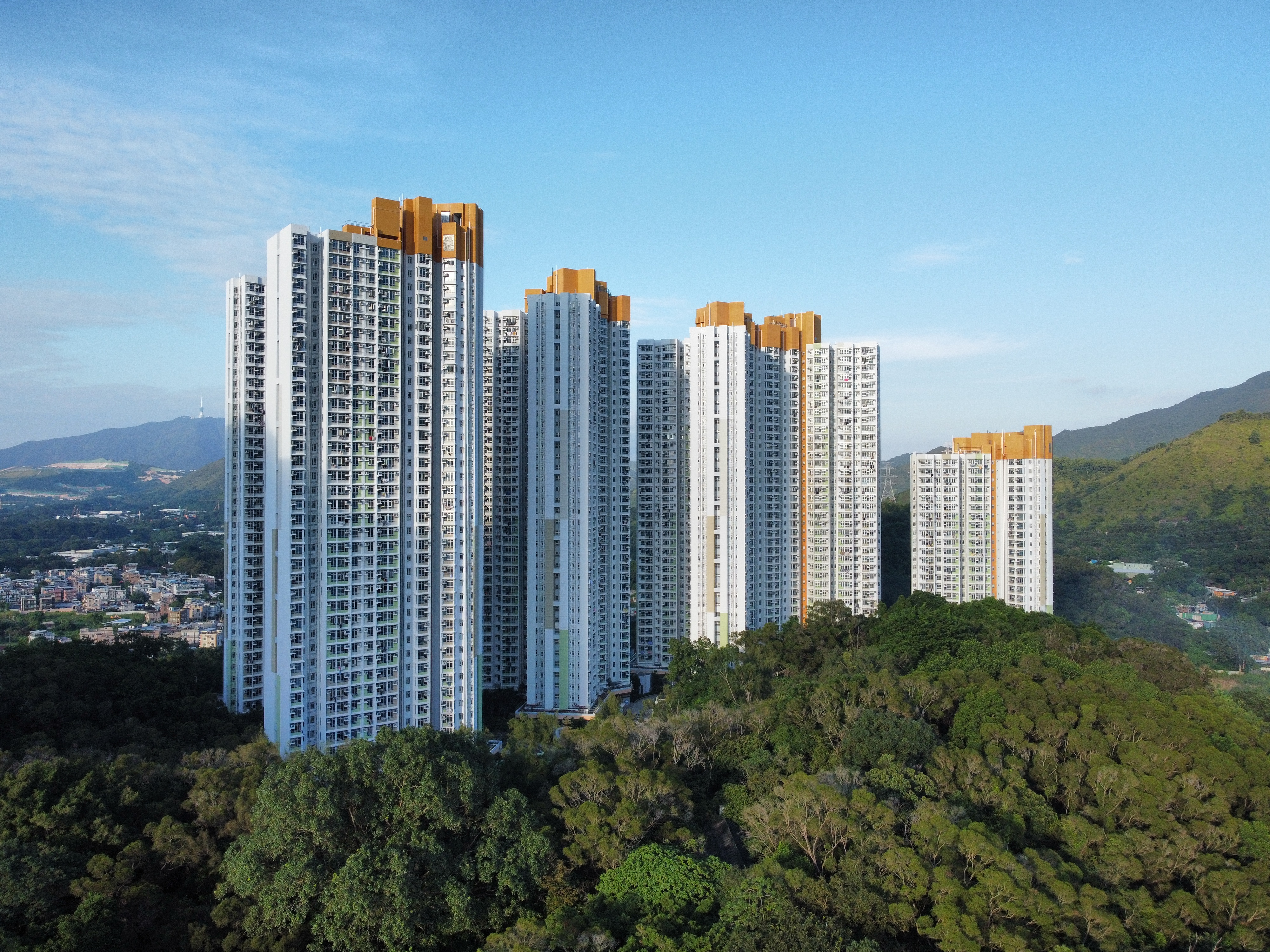
山麗苑

### 主要私人屋苑

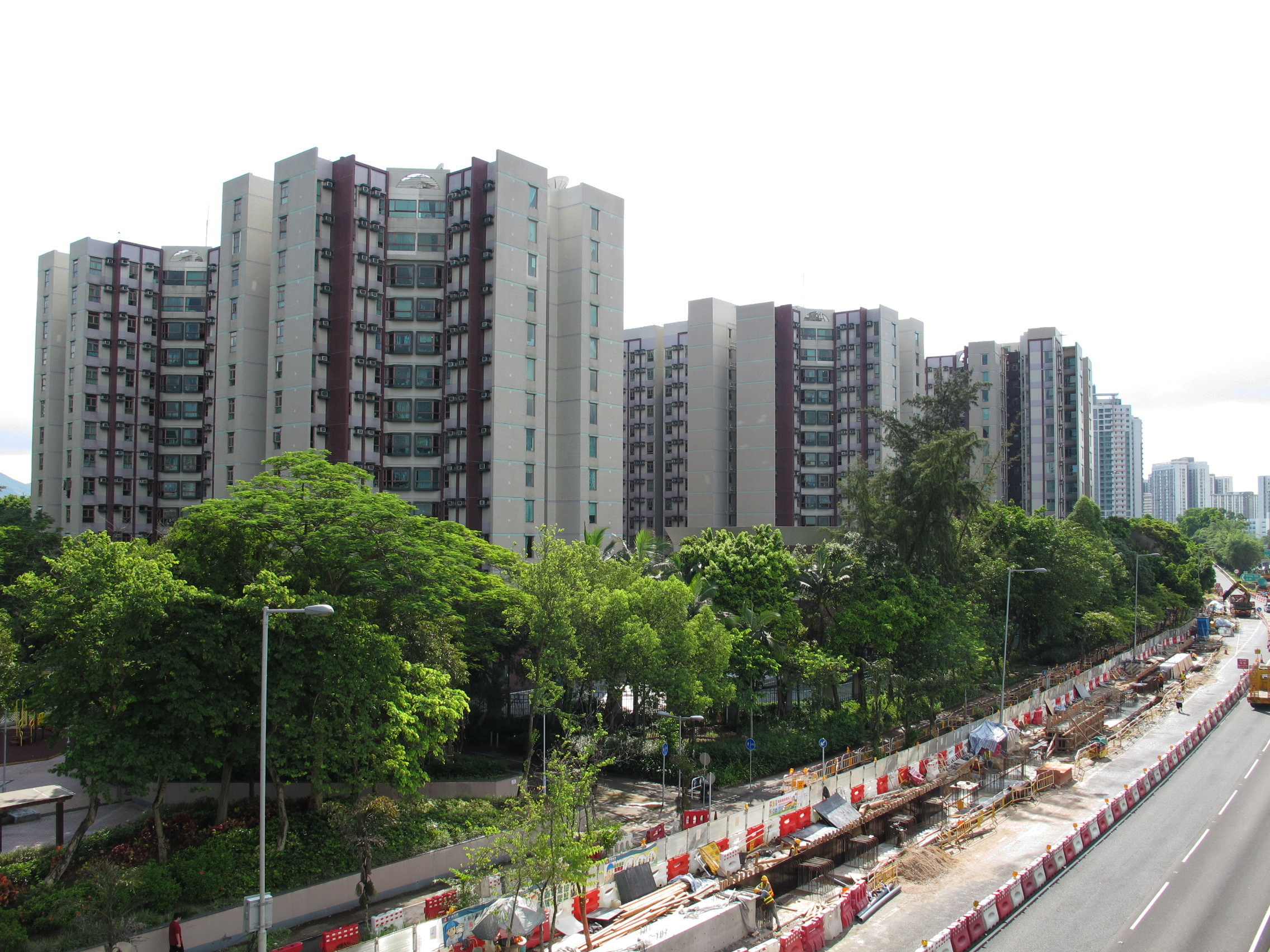
蔚翠花園
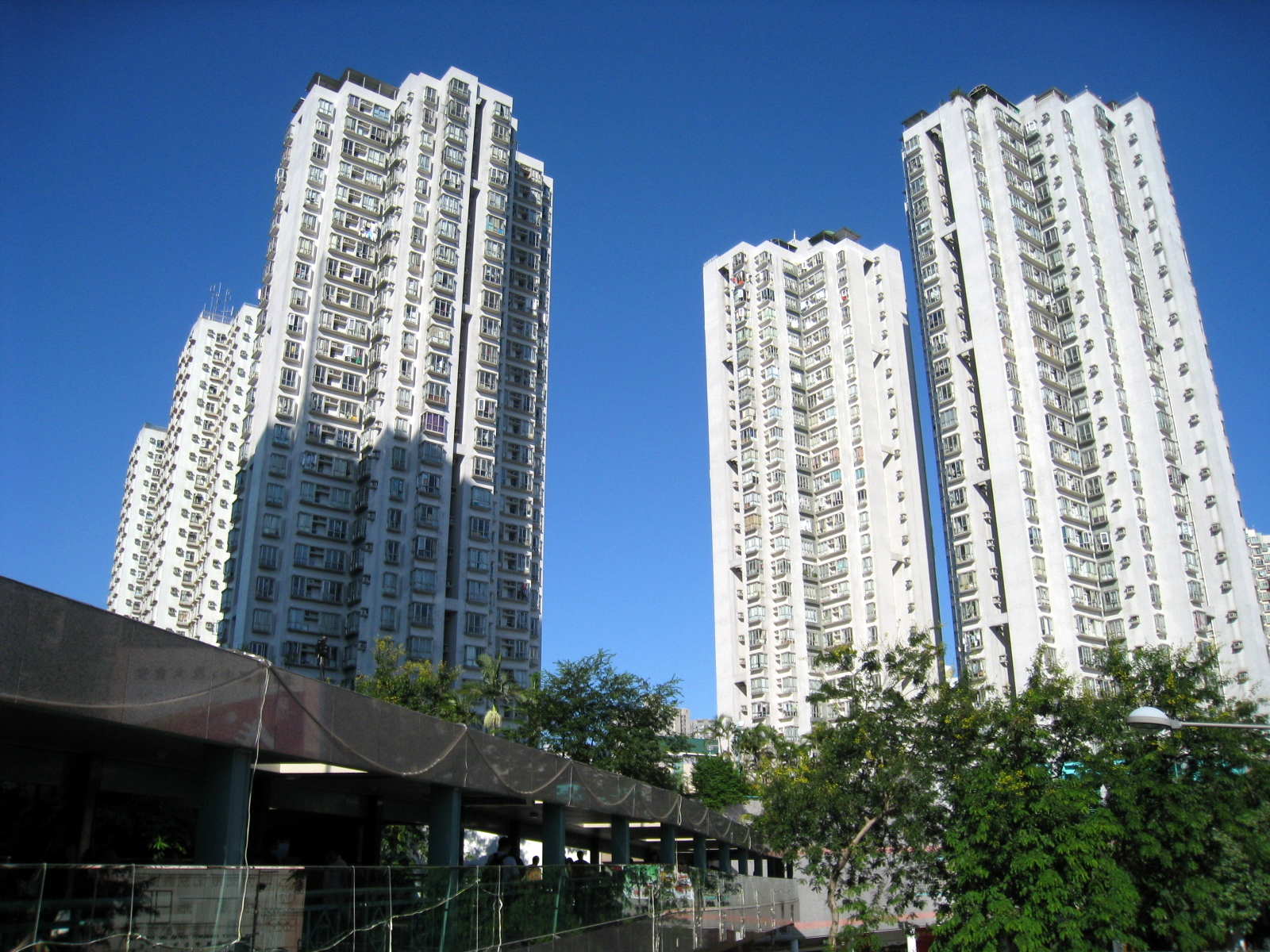
新都廣場
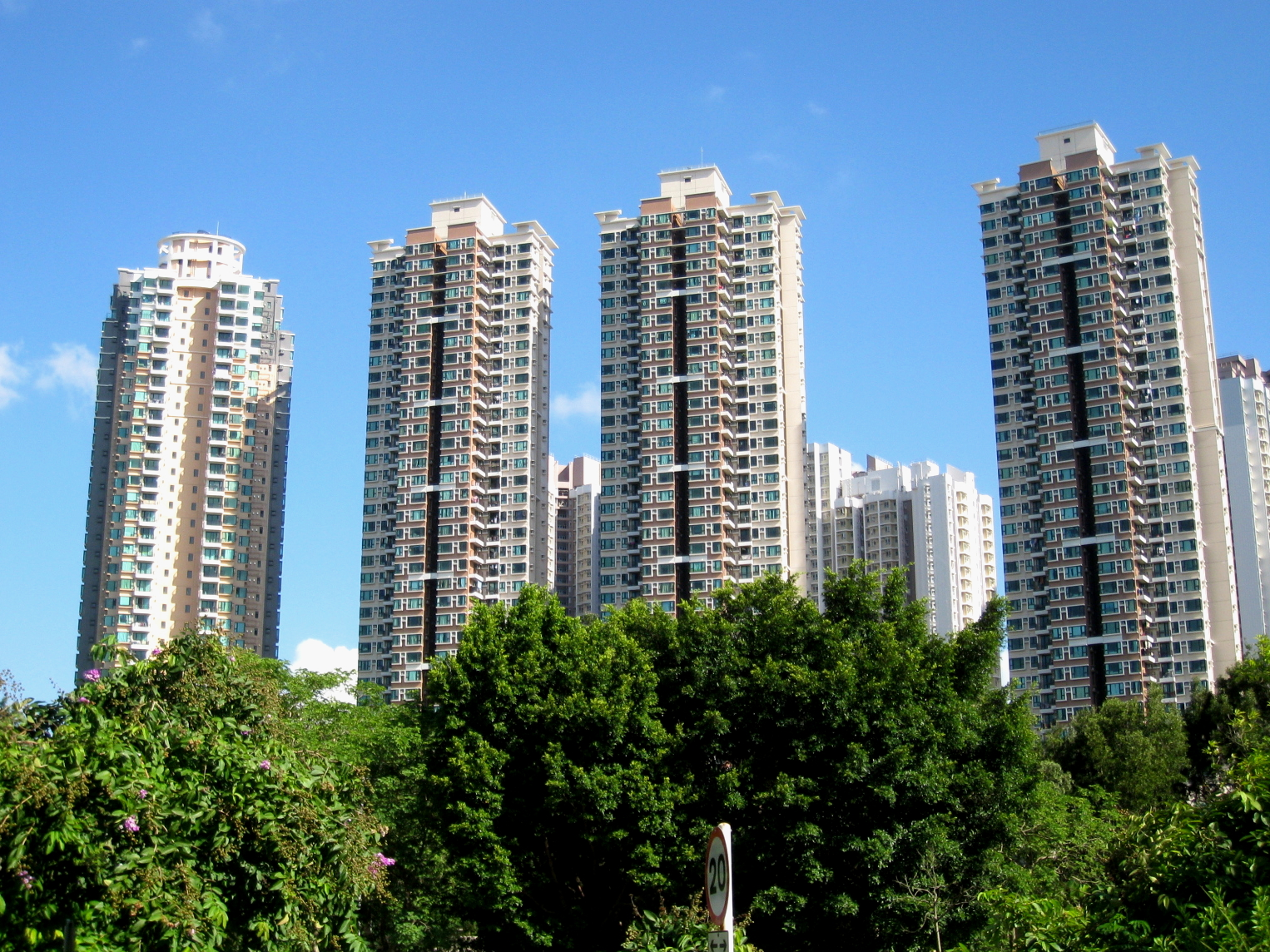
顯峰及御皇庭
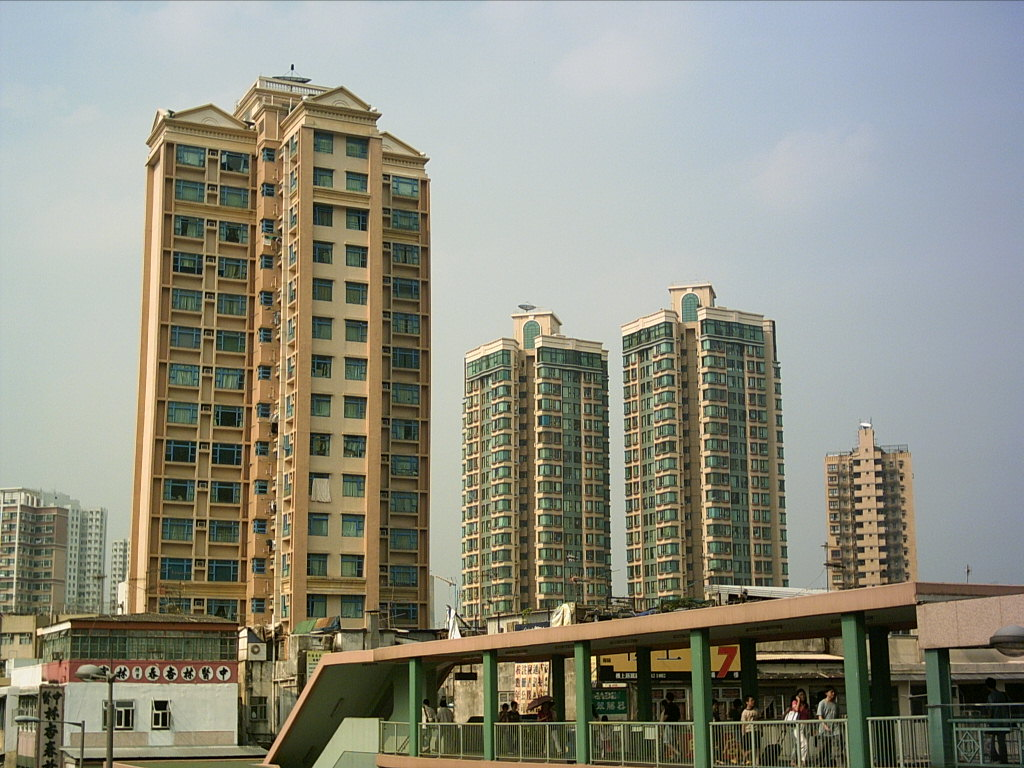
明珠華軒及海禧華庭
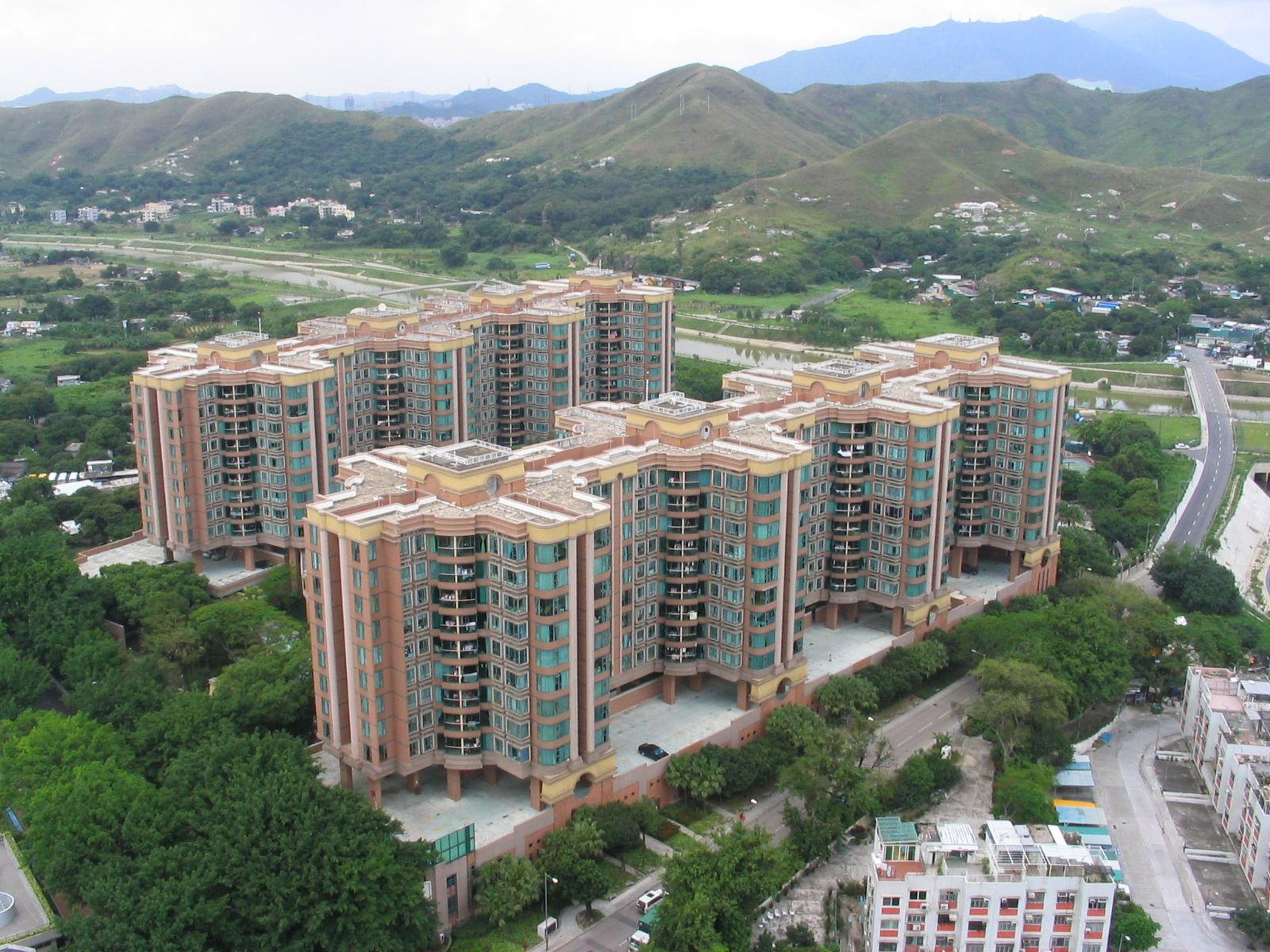
奕翠園
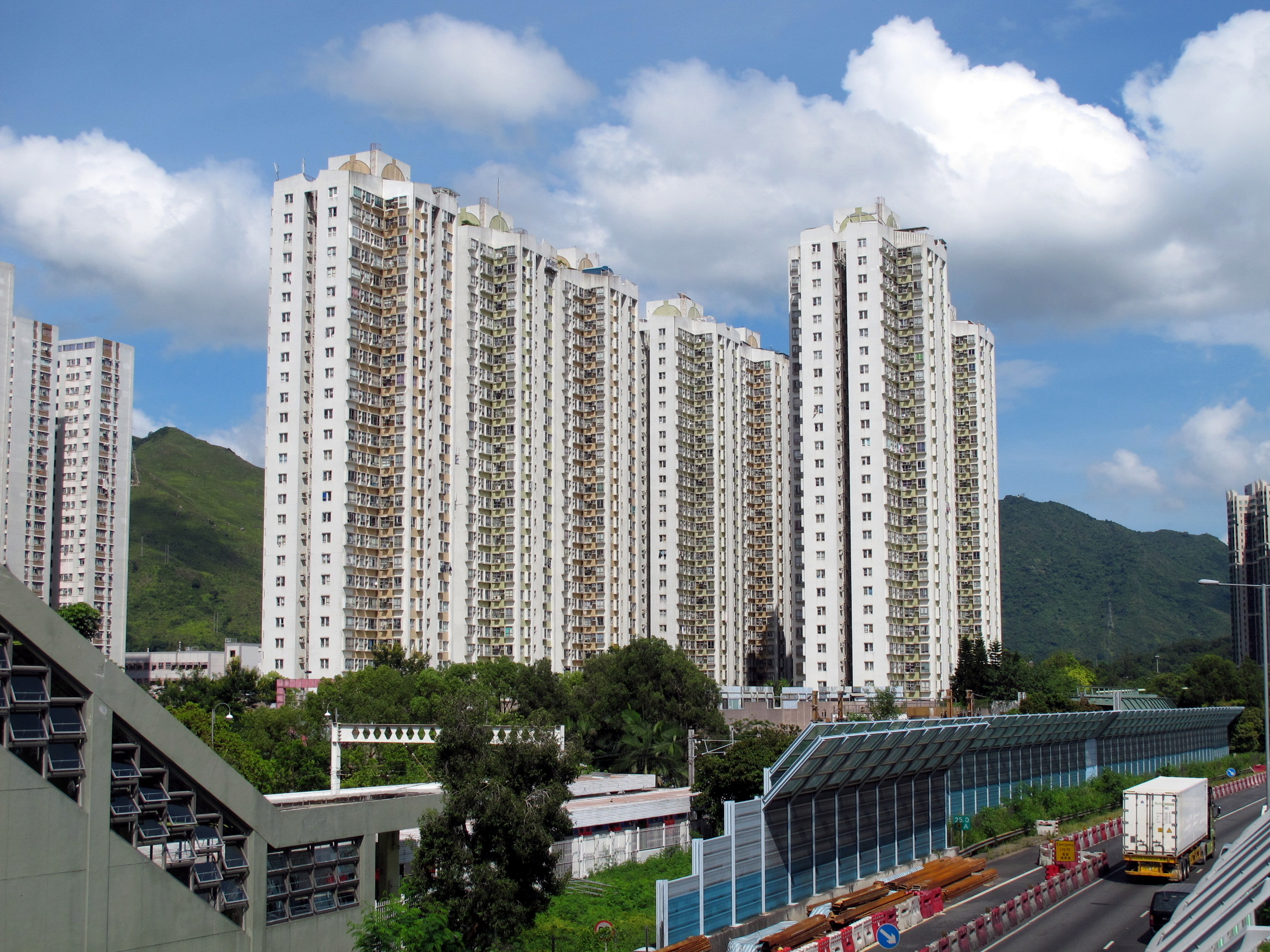
粉嶺中心
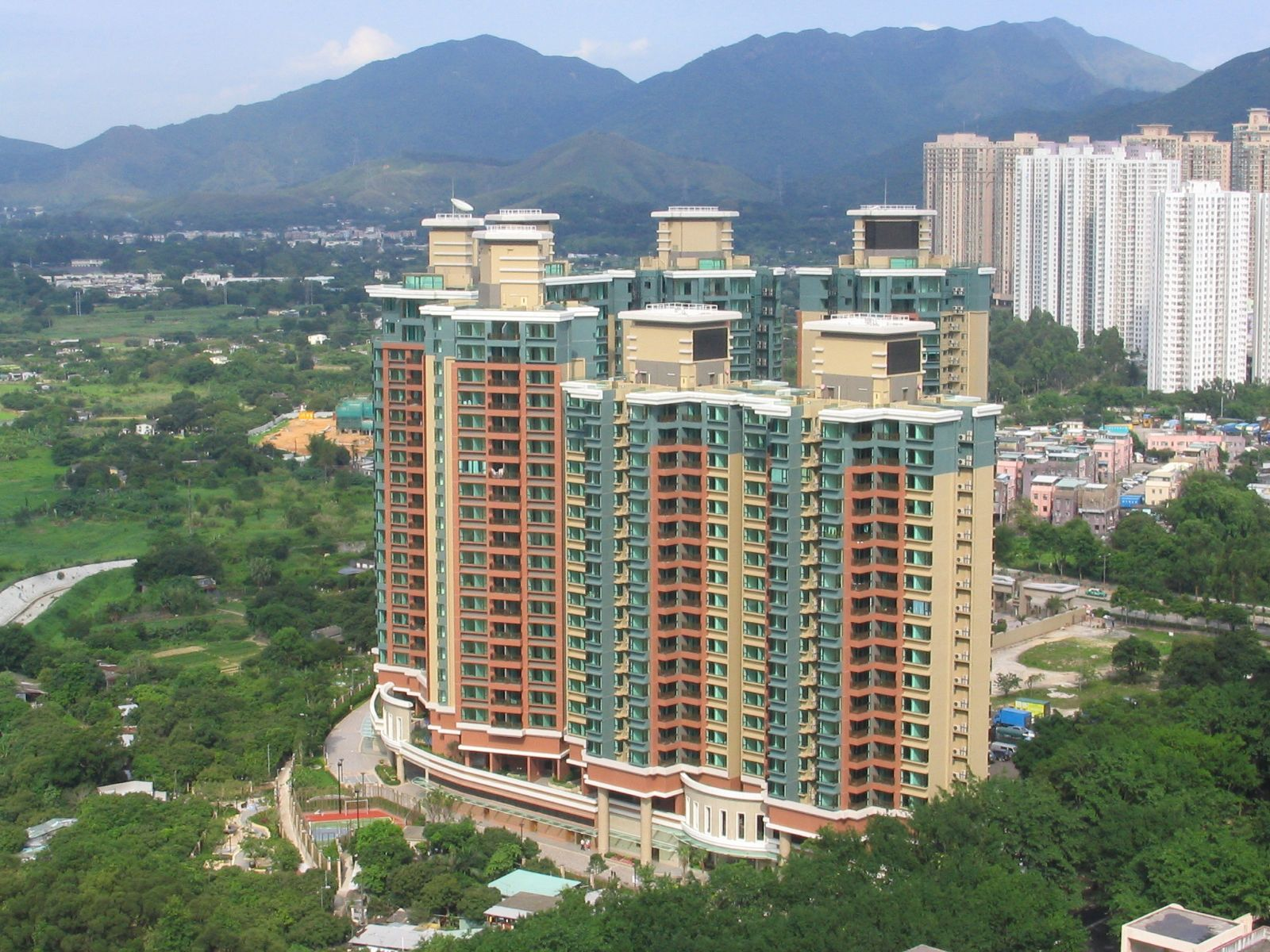
皇府山

### 鄉村
北區約有127條鄉村，大多集中在區內東部的郊區，但也有部分在上水寶石湖路以北的地方。
2011年4月，各區鄉事委員會主席：上水區侯志強，粉嶺區李國鳳，打鼓嶺區陳月明，沙頭角區李冠洪。資料來源：新界各區鄉事委員會通訊錄（页面存档备份，存于）

#### 上水區鄉事委員會

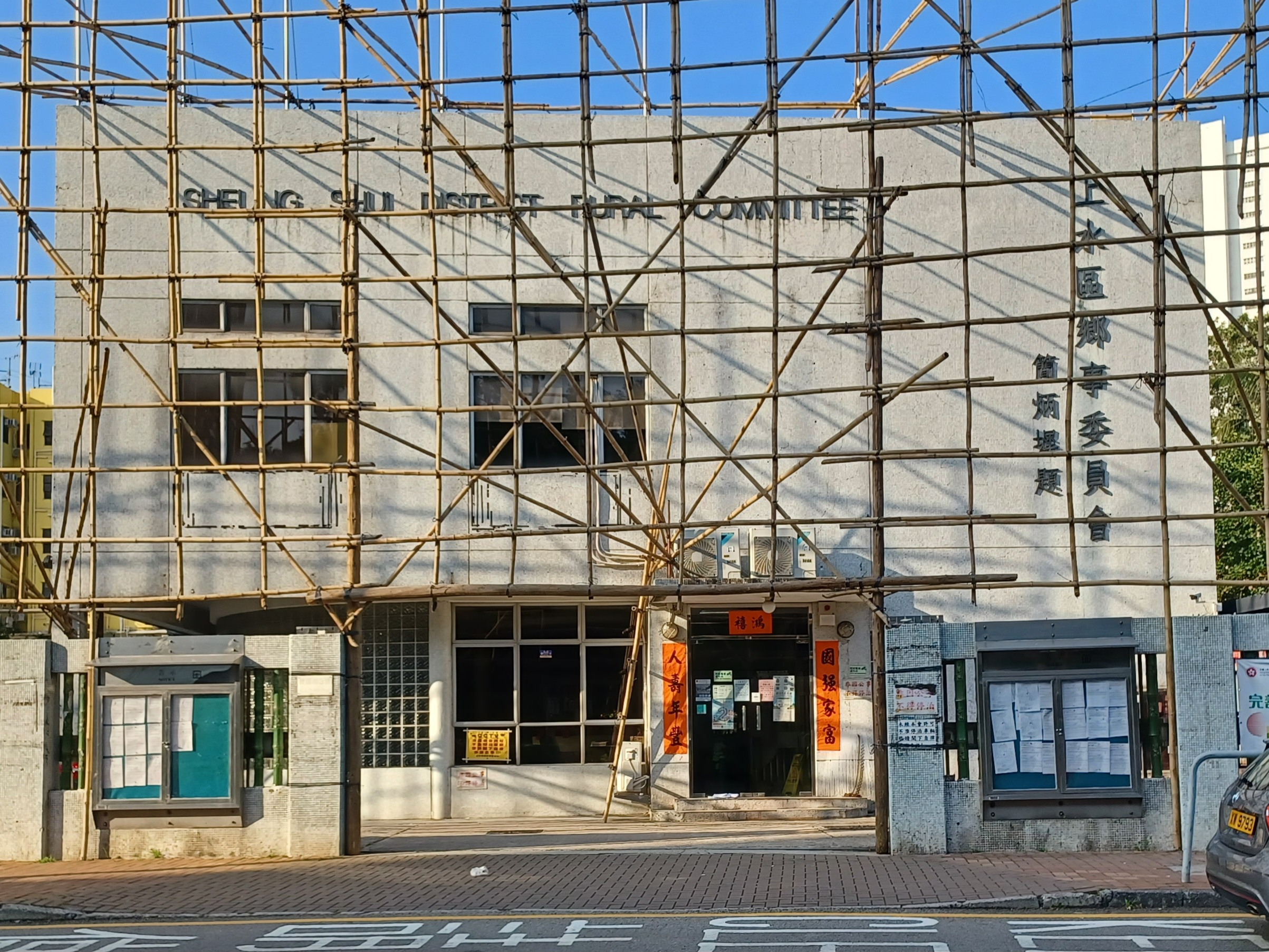
上水區鄉事委員會

| - 長瀝 - 坑頭 (2) - 河上鄉 - 雞嶺 - 金錢 (2) - 古洞（北） - 古洞（南） | - 蓮塘尾 - 料壆 - 馬草壟（北） - 馬草壟（南） - 吳屋村 - 丙崗 - 上水鄉 (3) | - 大頭嶺 (2) - 唐公嶺 - 蕉徑 - 松柏塱 - 華山村 - 燕崗 - 營盤 (香港) |  |

資料來源：上水區鄉事委員會村代表名單

#### 打鼓嶺區鄉事委員會

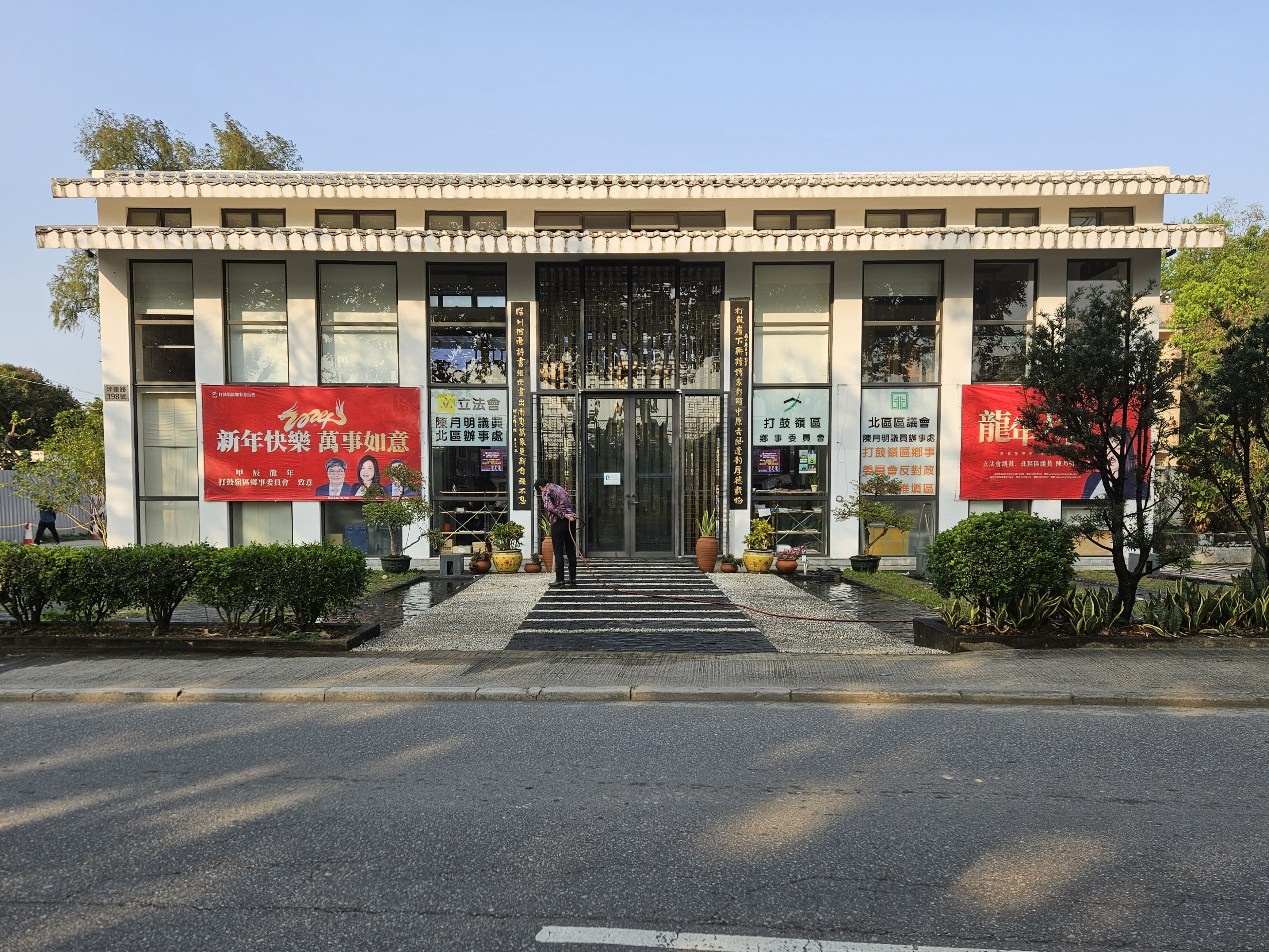
打鼓嶺區鄉事委員會

| - 週田村 (2) - 竹園 - 鳳凰湖 - 下山雞乙 - 香園圍 - 簡頭圍 - 李屋 | - 羅湖 - 木湖 - 瓦窰 - 瓦窰下 - 坪輋 - 坪洋 (4) - 新屋嶺 | - 上山雞乙 - 大埔田 - 得月樓 - 塘坊 - 松園下 - 禾徑山 |  |

資料來源：打鼓嶺區鄉事委員會村代表名單

#### 沙頭角區鄉事委員會
| - 亞媽笏 - 鴨洲 - 凹下 - 鳳坑 - 下禾坑 - 雞谷樹下 及 鹹坑尾 - 蛤塘 - 吉澳 - 九担租 - 崗下 - 谷埔 (2) - 荔枝窩 - 犂頭石 - 蓮麻坑 - 萊洞 - 鹿頸陳屋 | - 鹿頸黃屋 - 麻雀嶺下 - 麻雀嶺上 - 萬屋邊 - 苗田 - 梅子林 - 木棉頭 及 蕉坑 - 南涌 - 牛屎湖 - 西流江 - 三椏 - 新村 - 沙頭角墟（東） - 沙頭角墟（西下） - 沙頭角墟（西上） - 山嘴 | - 石涌凹 - 石橋頭 - 上禾坑 - 鎖羅盆 - 大朗 - 大塘湖 - 担水坑 - 塘肚 - 七木橋 - 橫山脚 - 烏蛟騰 - 鳥石角 - 鹽灶下 及 膊頭下 - 榕樹凹 |  |

資料來源：沙頭角區鄉事委員會村代表名單

#### 粉嶺區鄉事委員會

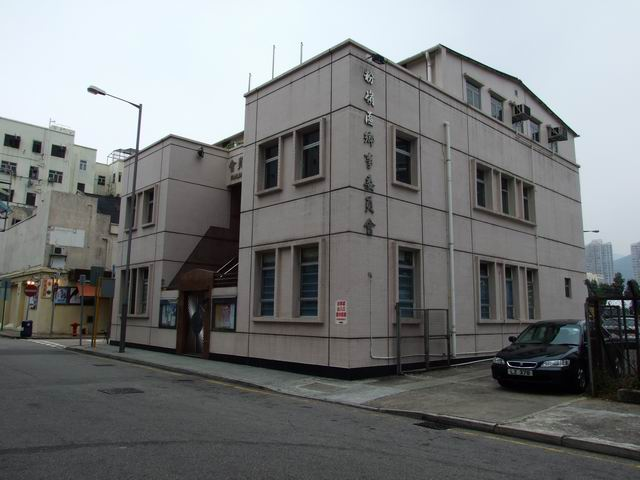
粉嶺區鄉事委員會

| - 粉嶺樓 (2) - 粉嶺 (3) - 虎地排 - 鶴藪圍 - 孔嶺 - 簡頭村 - 高莆 - 軍地 (2) - 流水响 - 嶺皮村 | - 嶺仔 - 嶺咀 - 龍躍頭 (3) - 馬尾下 - 馬料水新村 - 麻笏村 (2) - 安樂村（東） - 安樂村（西） - 新塘莆 - 新屋仔 | - 崇謙堂（東） - 崇謙堂（西） - 小坑新村 - 獅頭嶺 - 丹竹坑 - 塘坑（下） - 塘坑（上） - 祠堂村 (2) - 畫眉山 - 和合石 (3) |  |

資料來源：粉嶺區鄉事委員會村代表名單

### 大型商場
北區不同大小的商場總共提供近200萬平方英尺的零售用途。

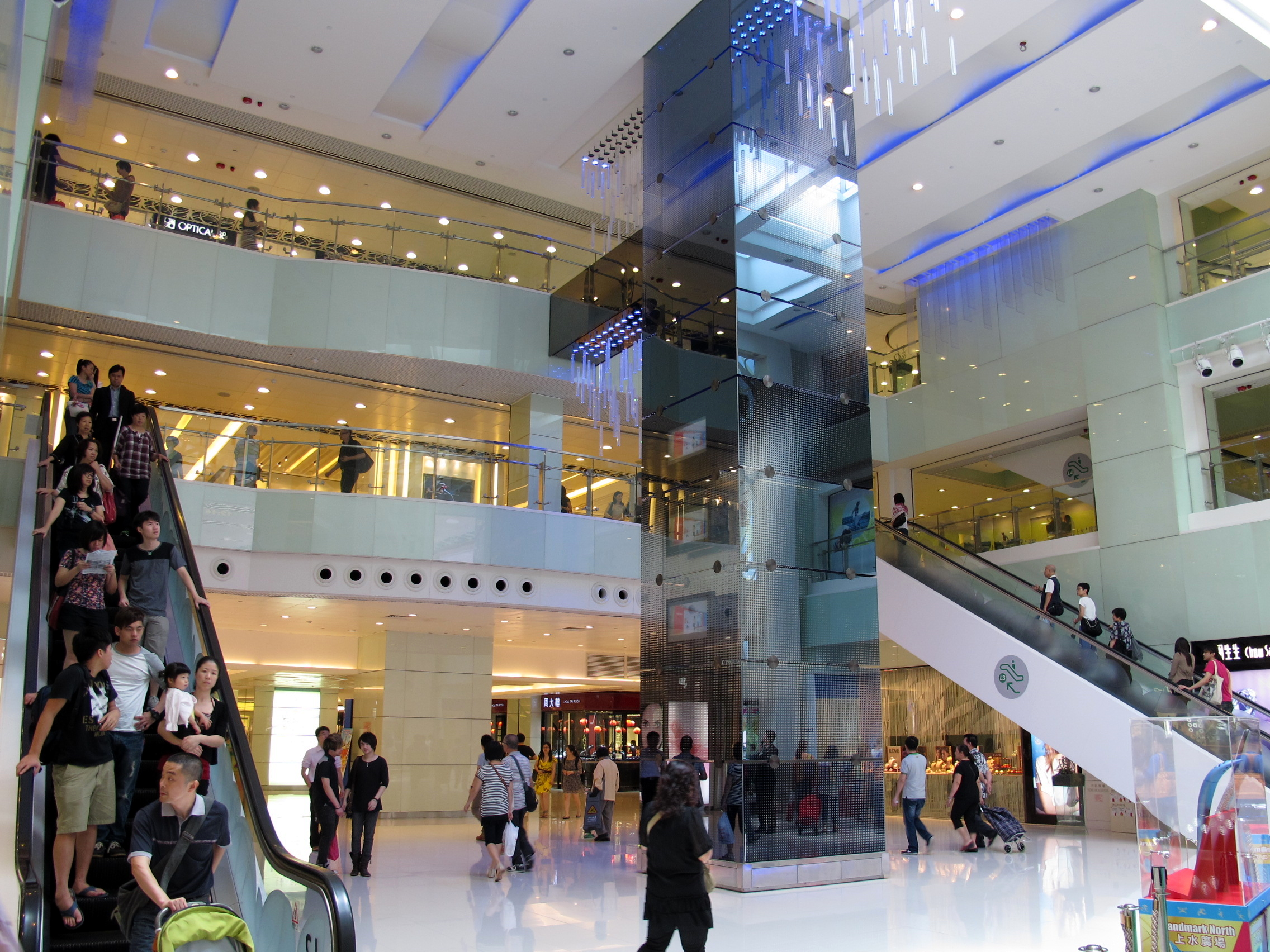
上水廣場
- 上水廣場2
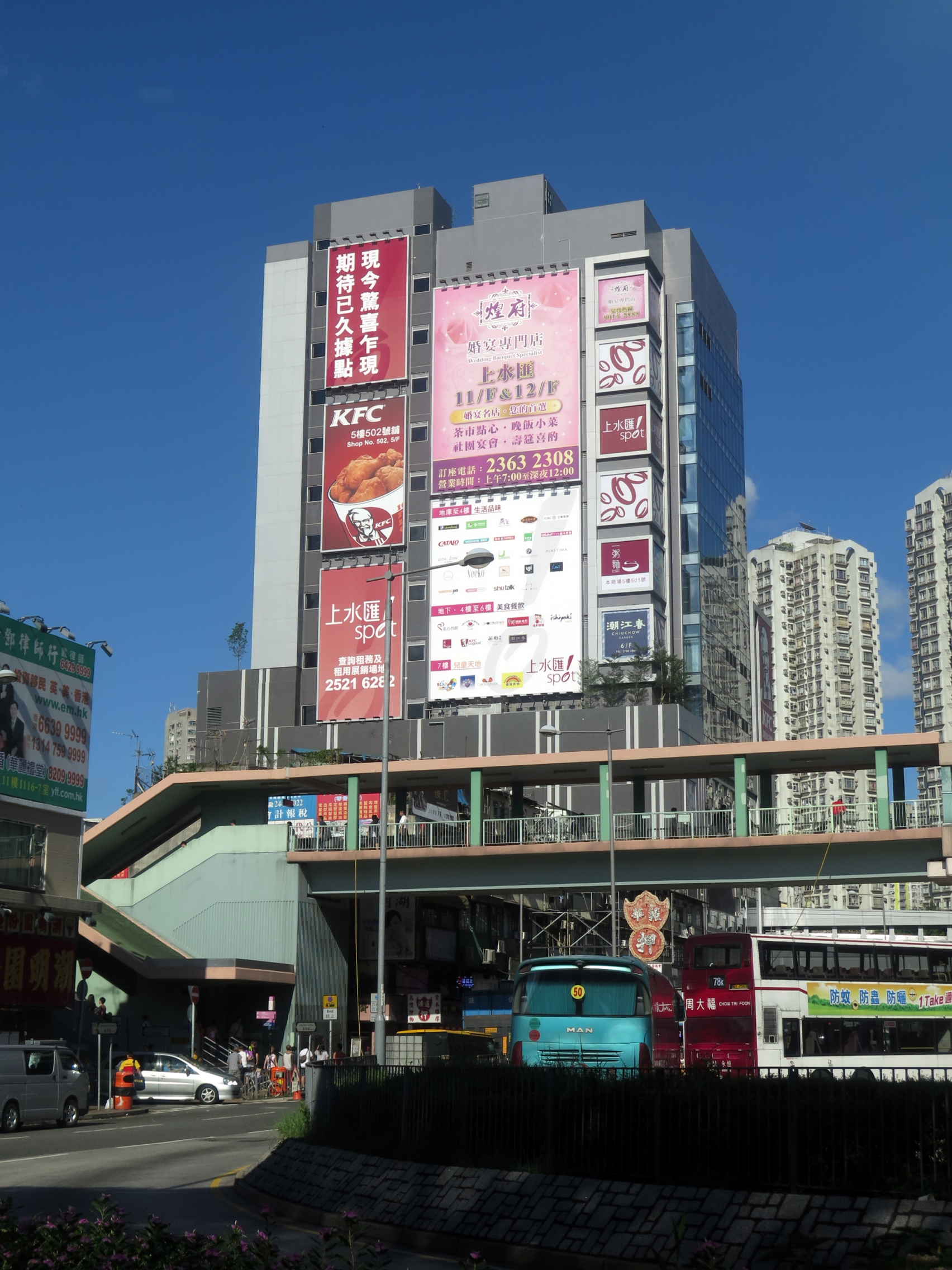
上水匯
- 新都廣場
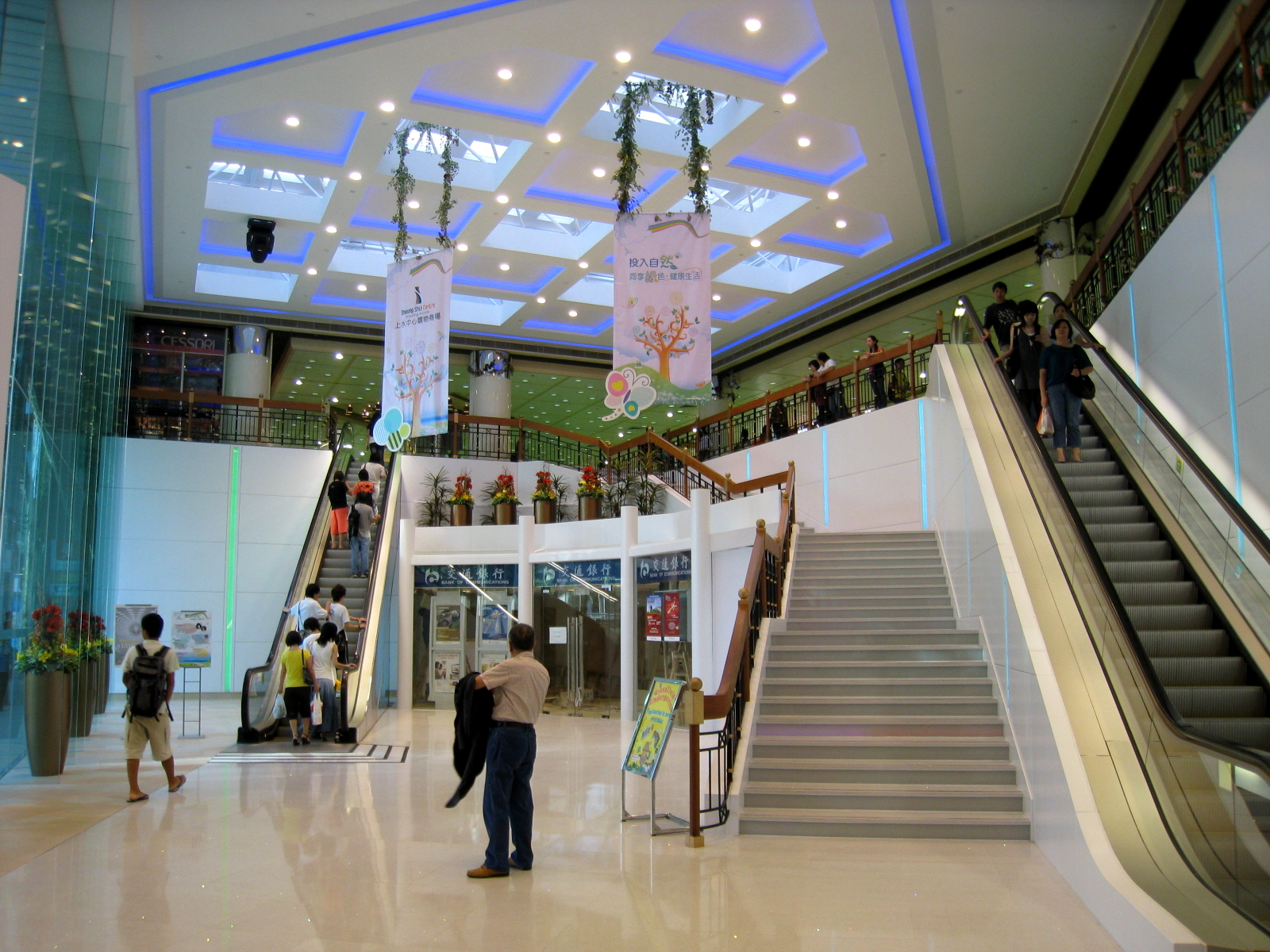
上水中心
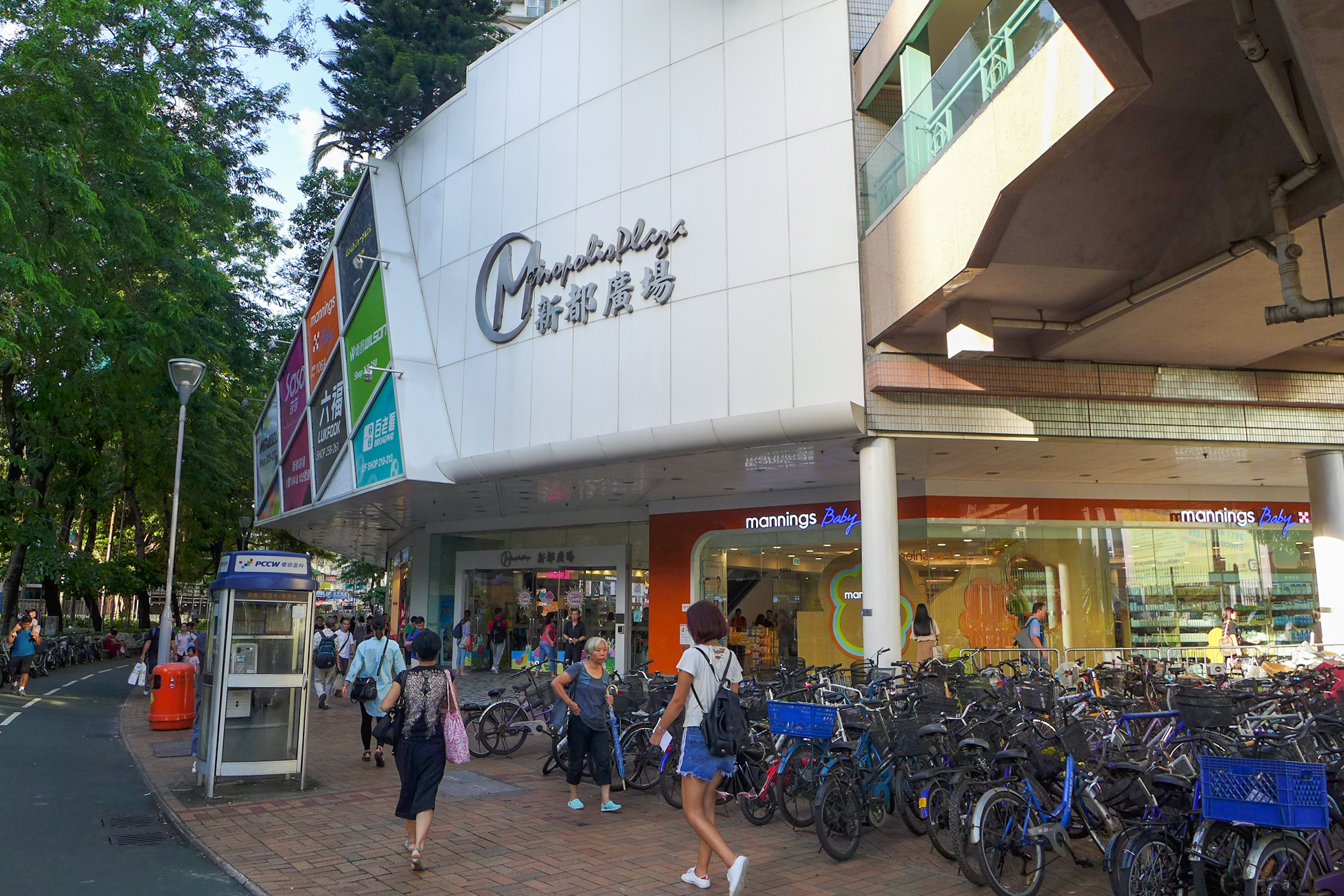
龍豐廣場
- 上水名都
- 彩園廣場
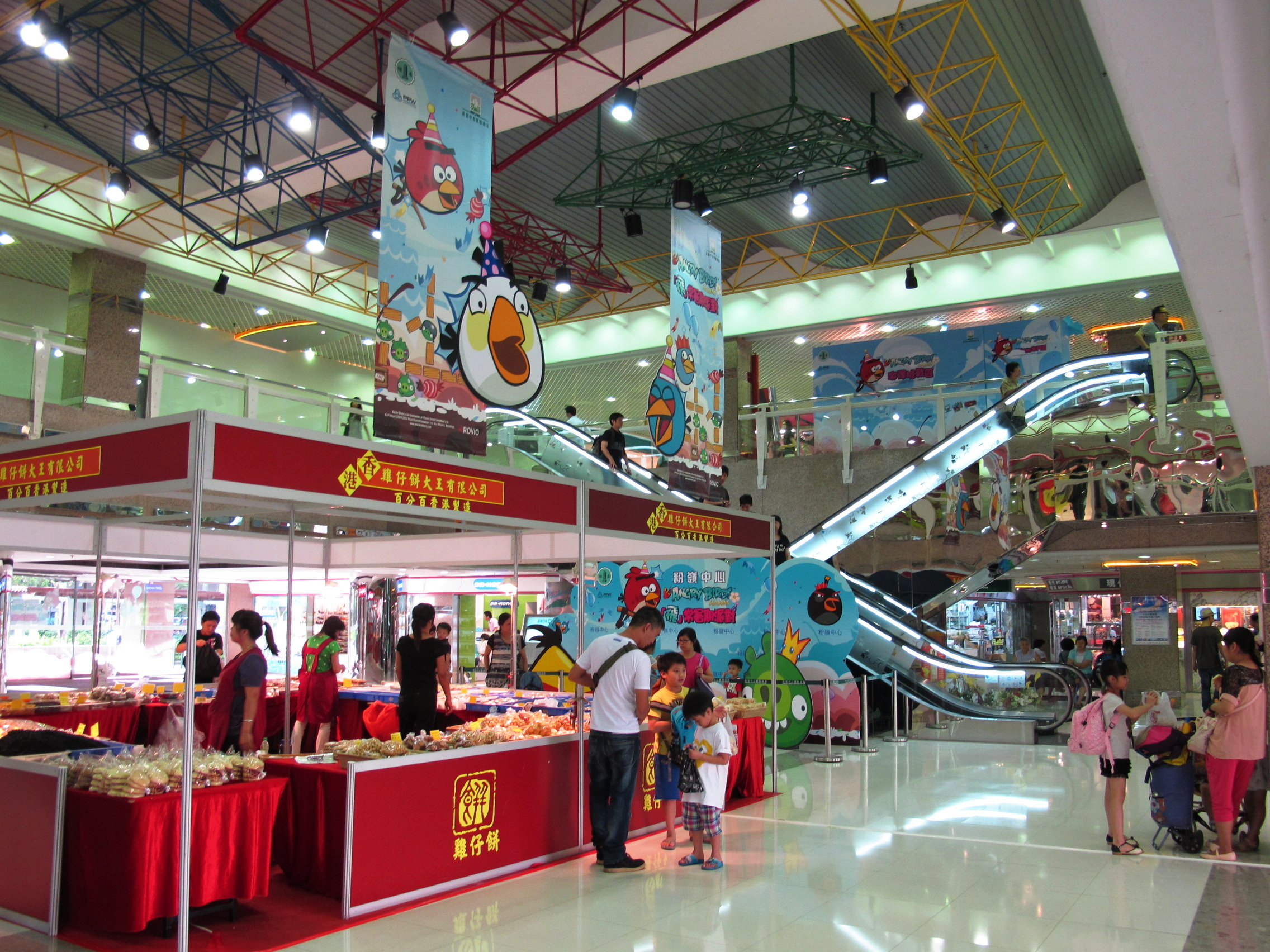
粉嶺名都
- 粉嶺中心
- 碧湖商場
- 帝庭軒購物中心
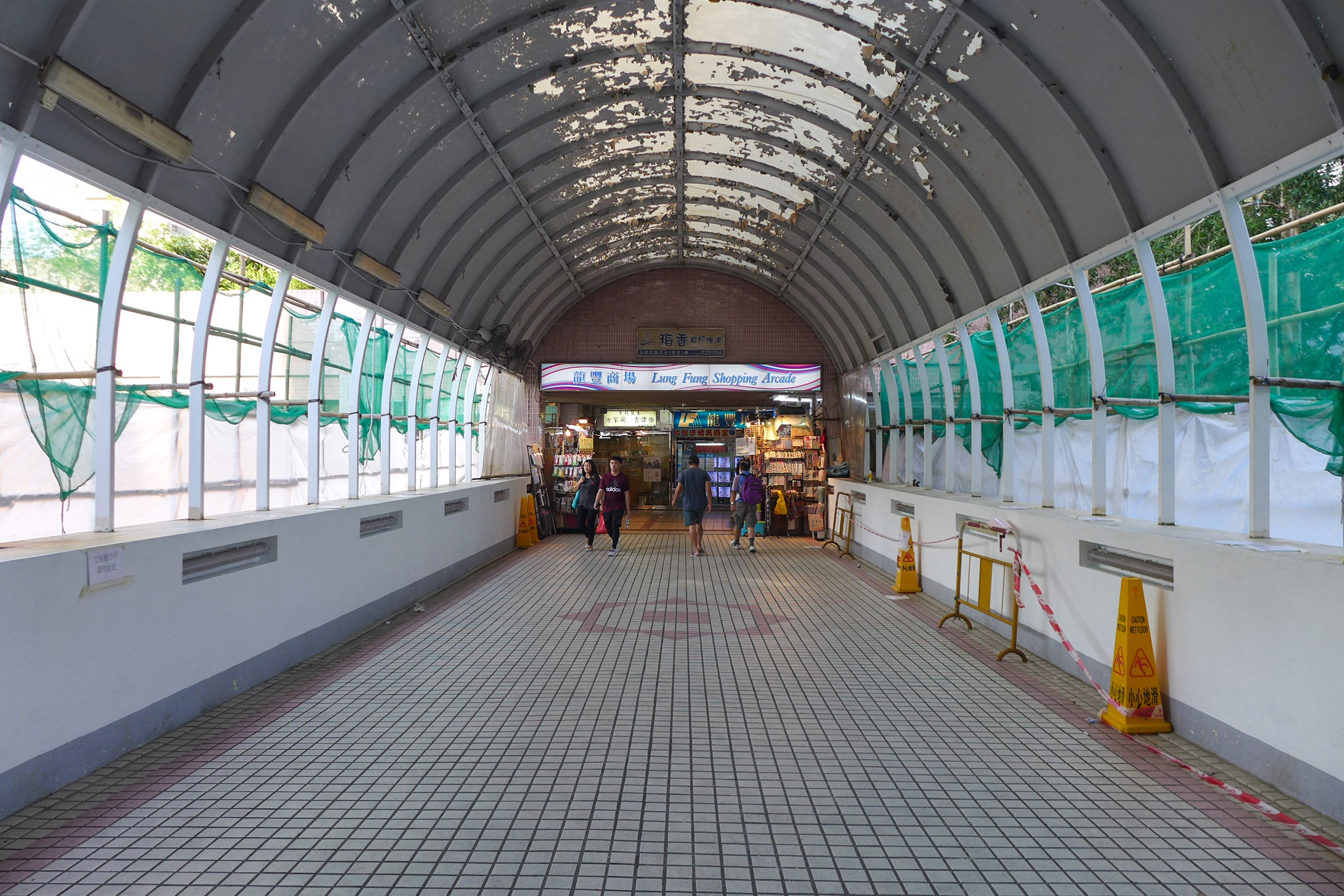
逸峯廣場

- 上水廣場
- 上水匯
- 上水中心
- 新都廣場
- 粉嶺中心
- 龍豐廣場

### 古蹟

#### 法定古蹟

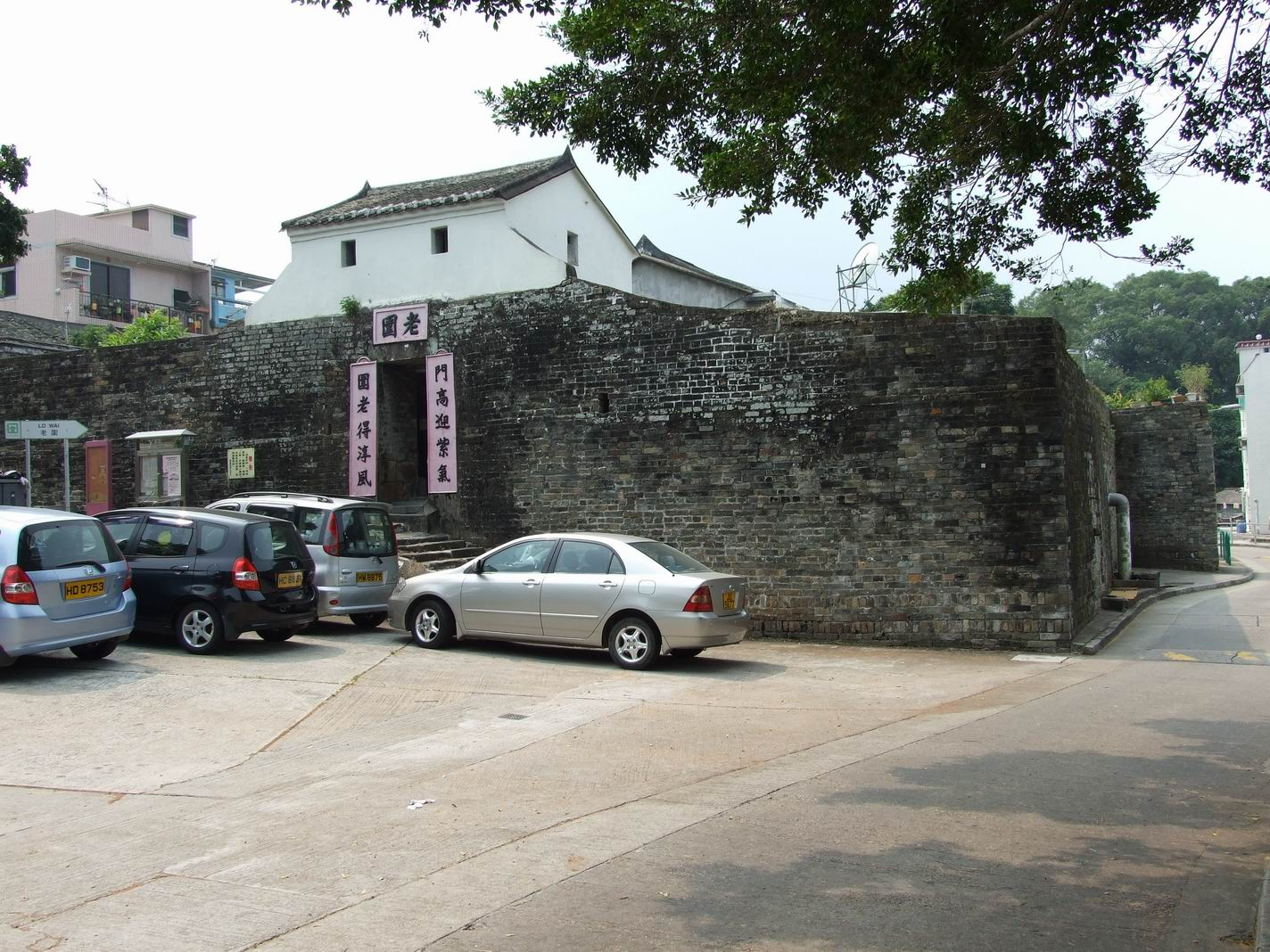
龍躍頭老圍門樓及圍牆

- 上水河上鄉居石侯公祠
- 粉嶺天后宮
- 坪輋長山古寺
- 上水廖萬石堂
- 龍躍頭老圍門樓及圍牆
- 龍躍頭松嶺鄧公祠
- 龍躍頭麻笏圍門樓
- 龍躍頭覲龍圍圍牆及更樓
- 龍躍頭覲龍圍門樓
- 鏡蓉書屋
- 葉定仕故居

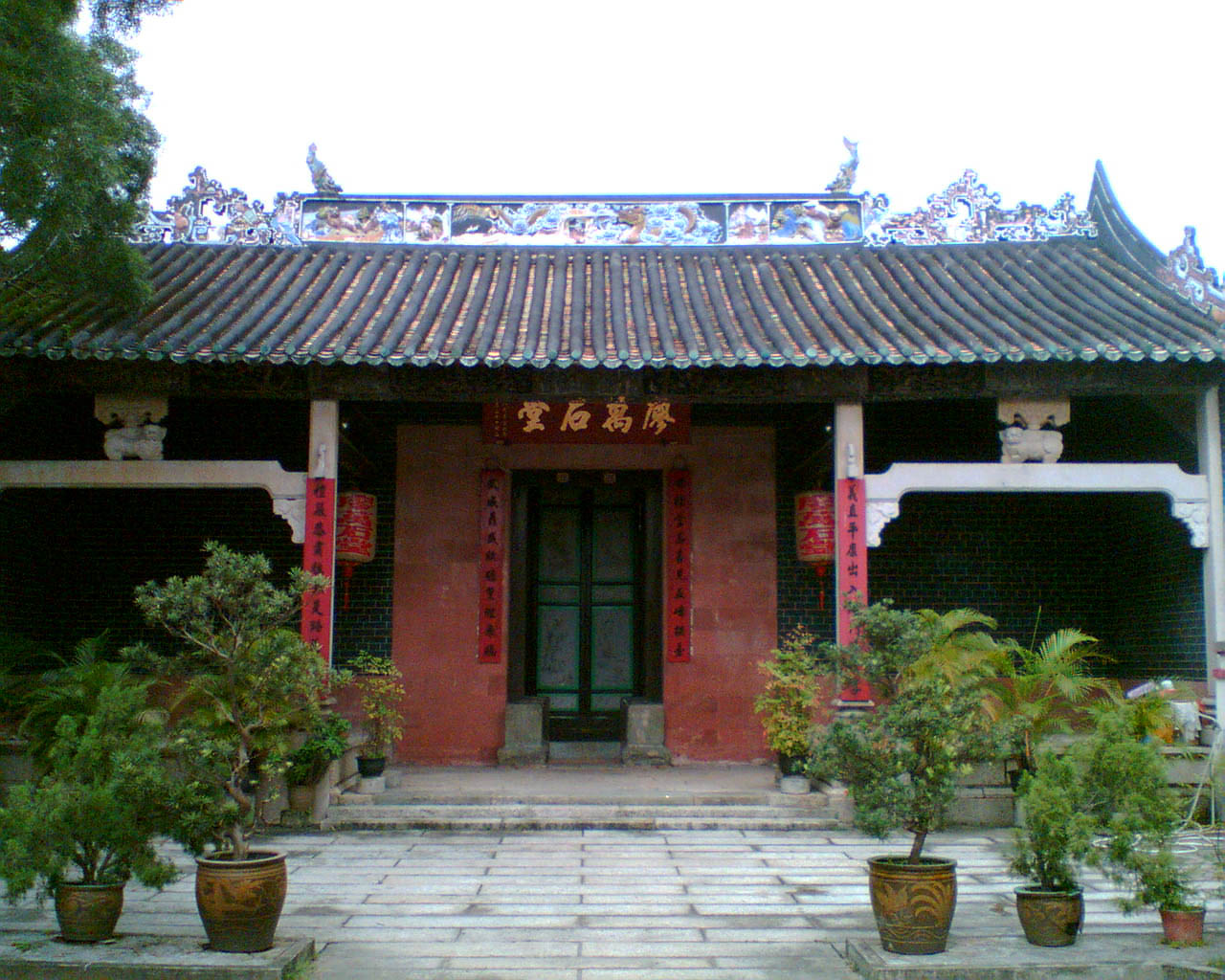
廖萬石堂
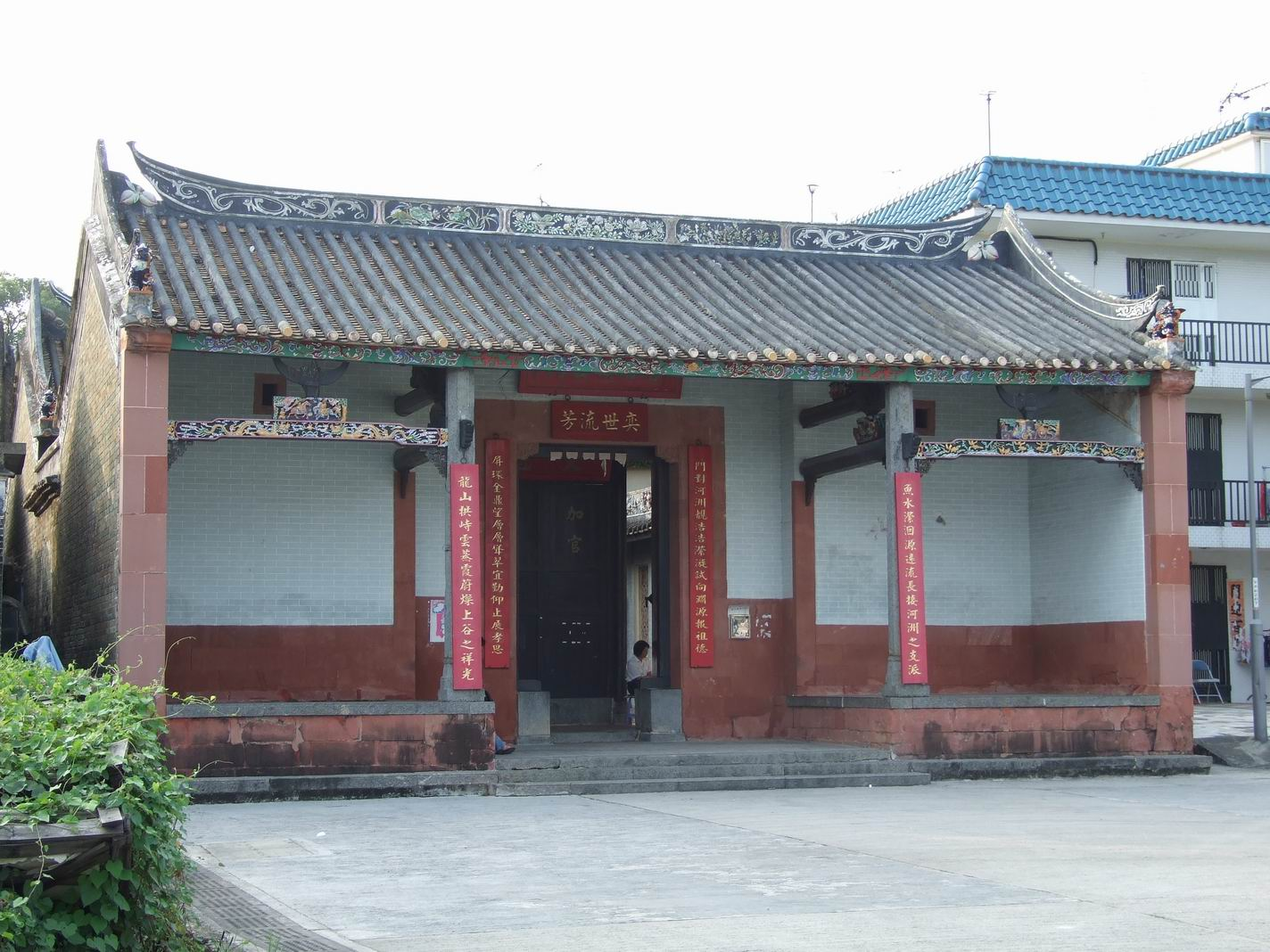
居石侯公祠
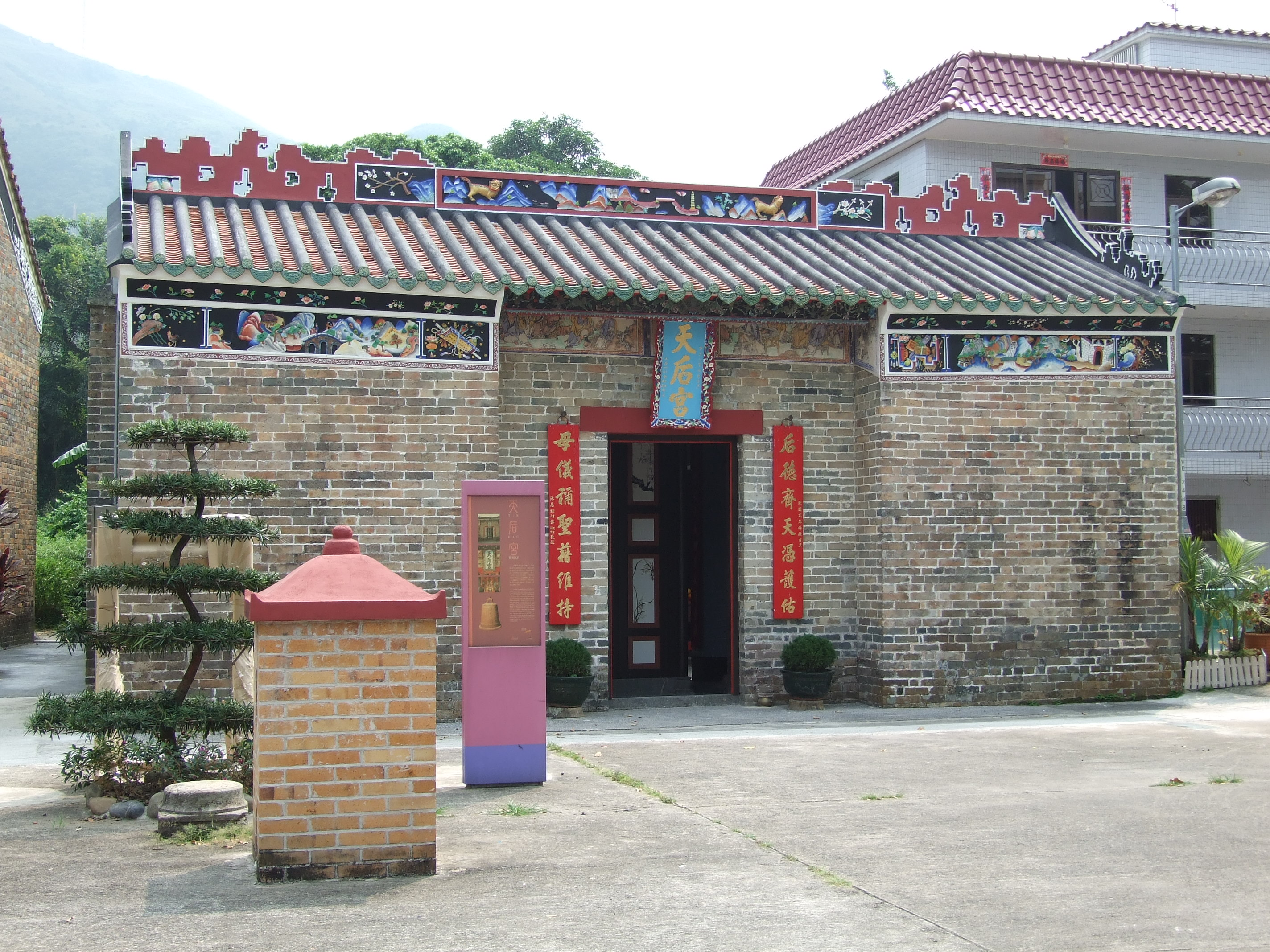
粉嶺天后宮
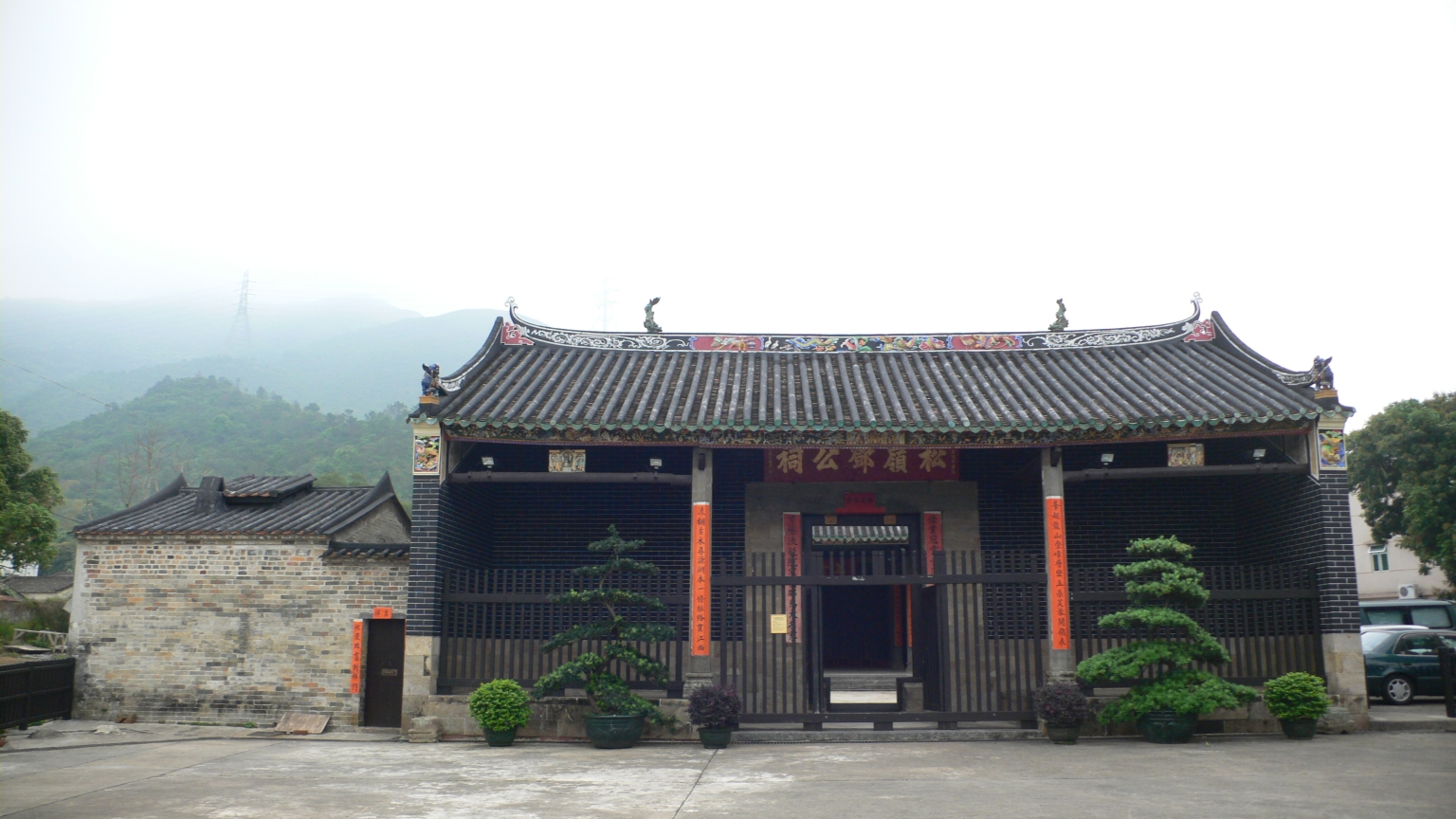
松嶺鄧公祠
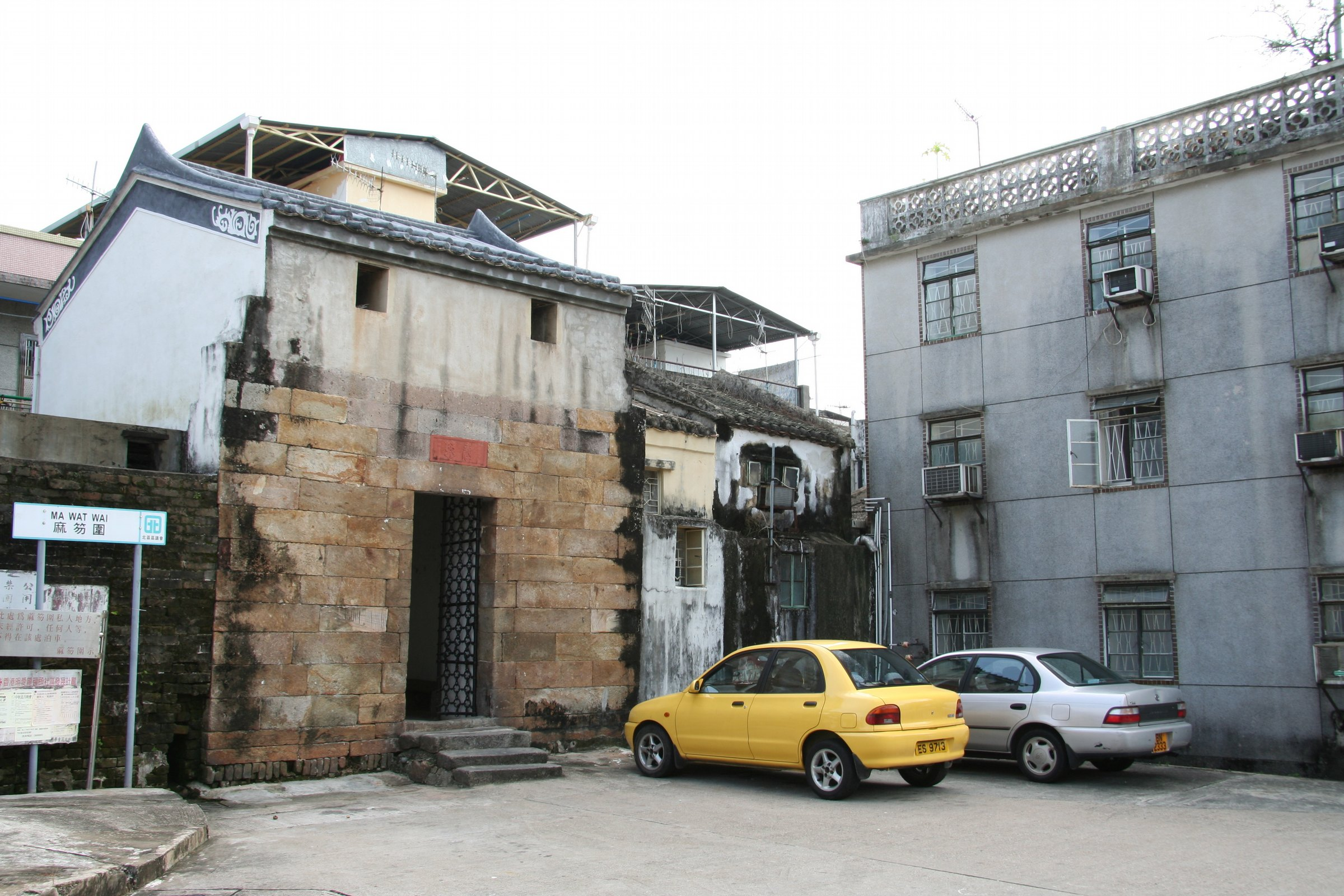
麻笏圍門樓
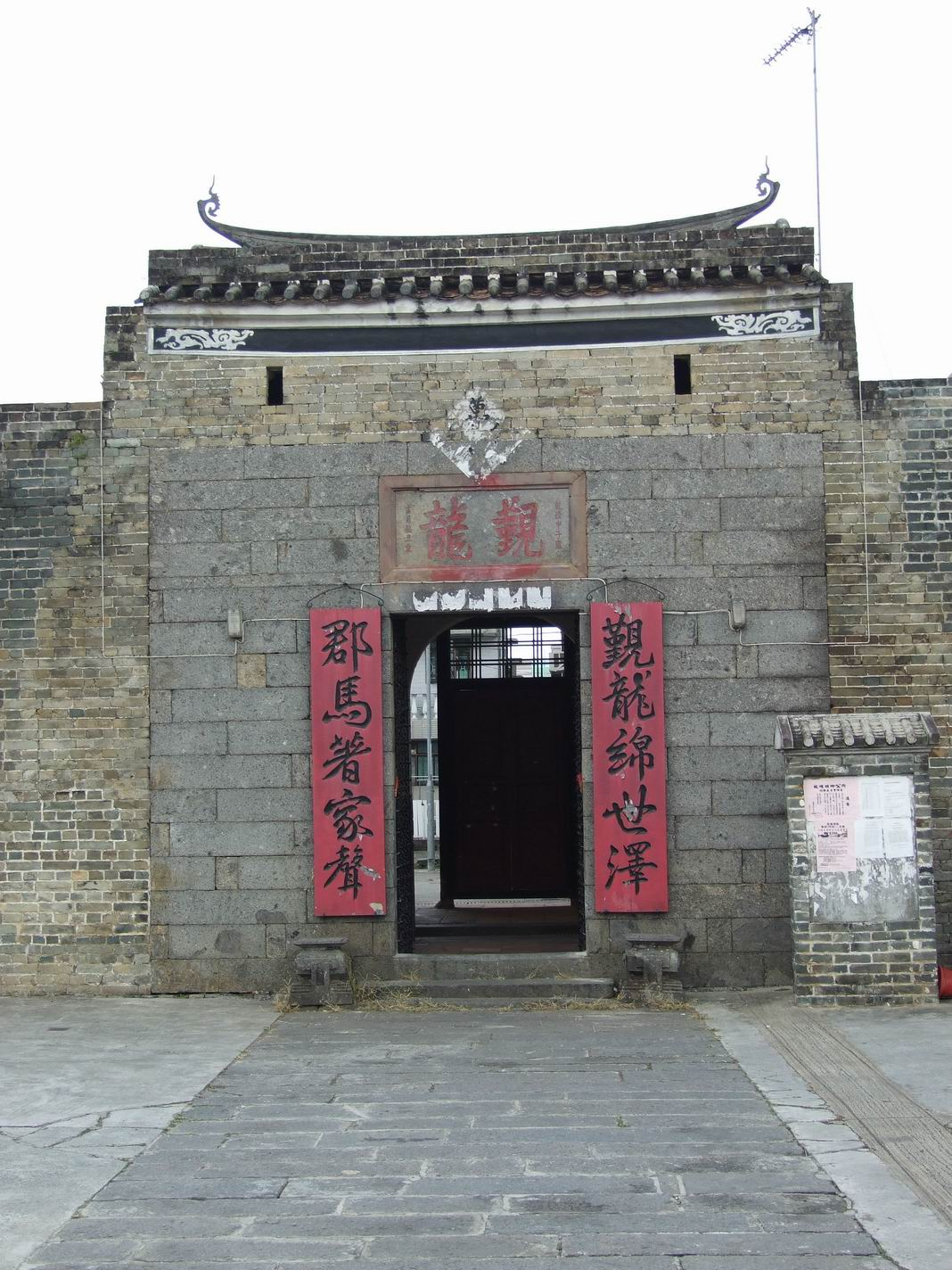
龍躍頭覲龍圍門樓
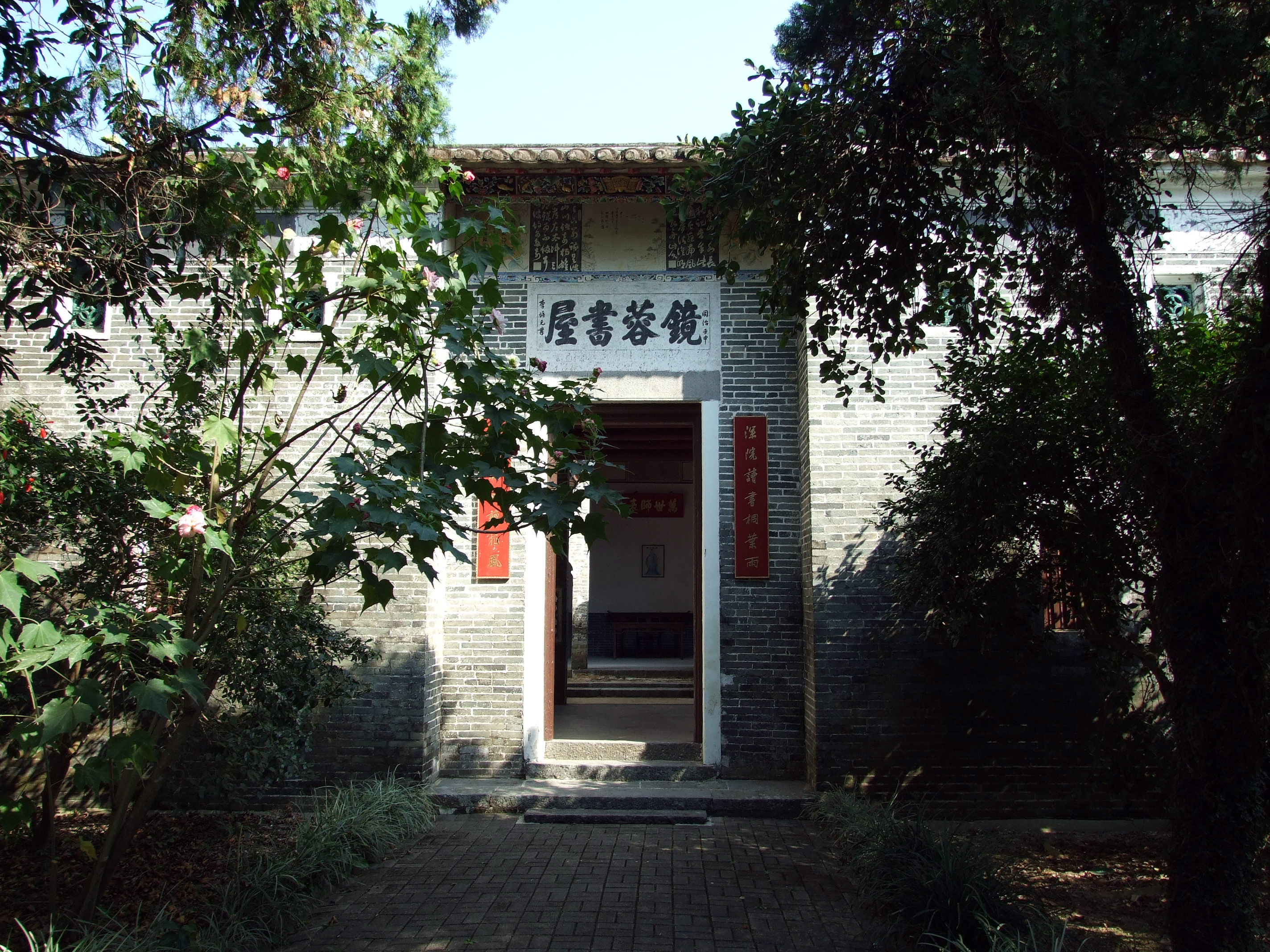
鏡蓉書屋
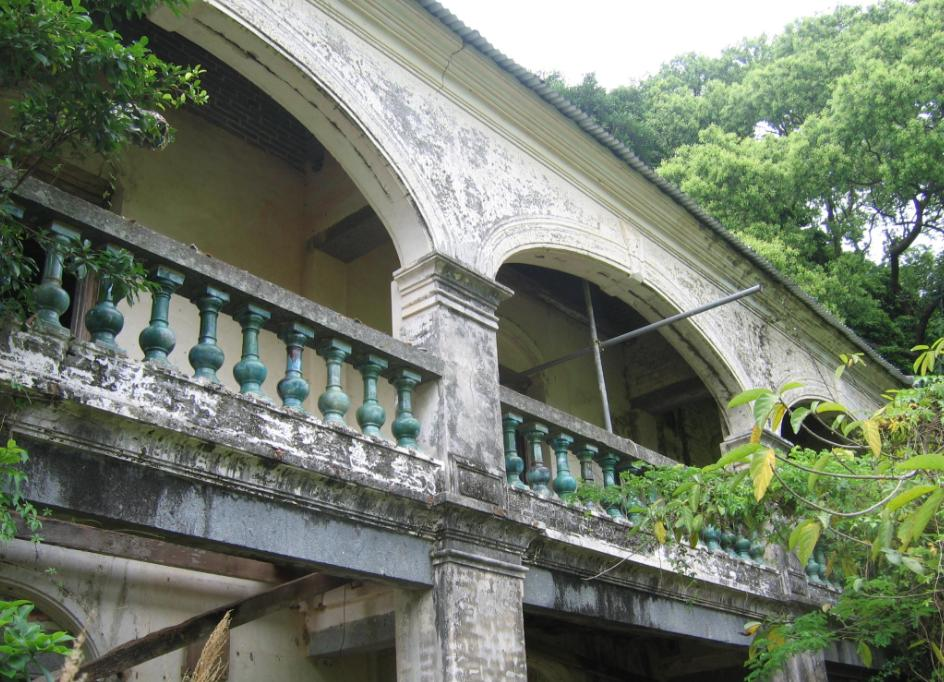
葉定仕故居

#### 一級歷史建築

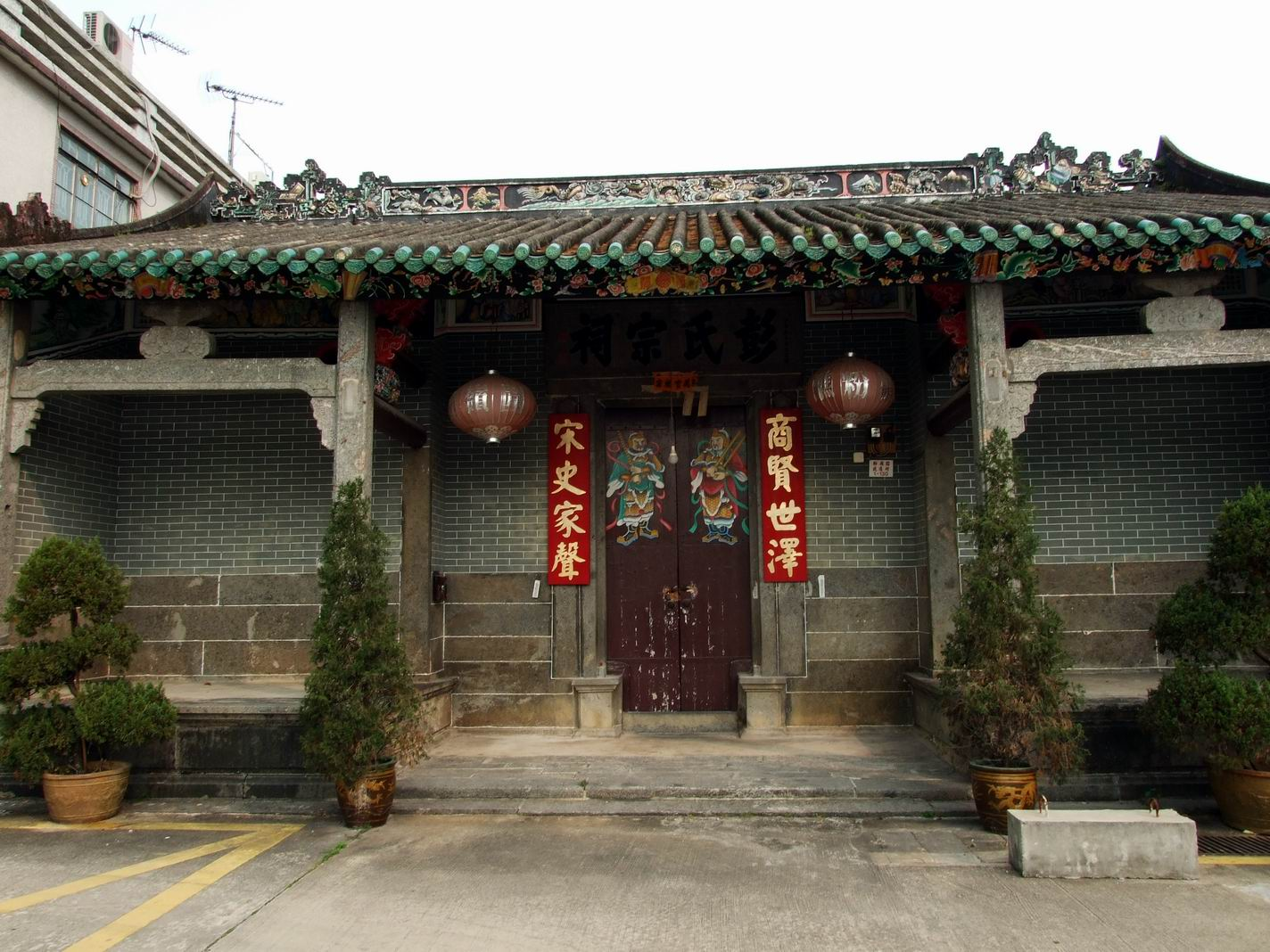
彭氏宗祠

- 金錢村神壇
- 協天宮
- 彭氏宗祠

#### 二級歷史建築
- 侯宗福堂神廳
- 洪聖古廟及排峰古廟
- 應龍廖公家塾
- 麥景陶碉堡 (伯公坳至馬草壟警崗)
- 文明廟
- 石廬
- 粉嶺中圍
- 香港哥爾夫球會小食亭
- 味峰侯公祠
- 協天宮及鶴山寺
- 粉嶺孔嶺洪聖宮
- 善述書室
- 坪源天后古廟
- 東閣圍
- 永寧圍

#### 三級歷史建築

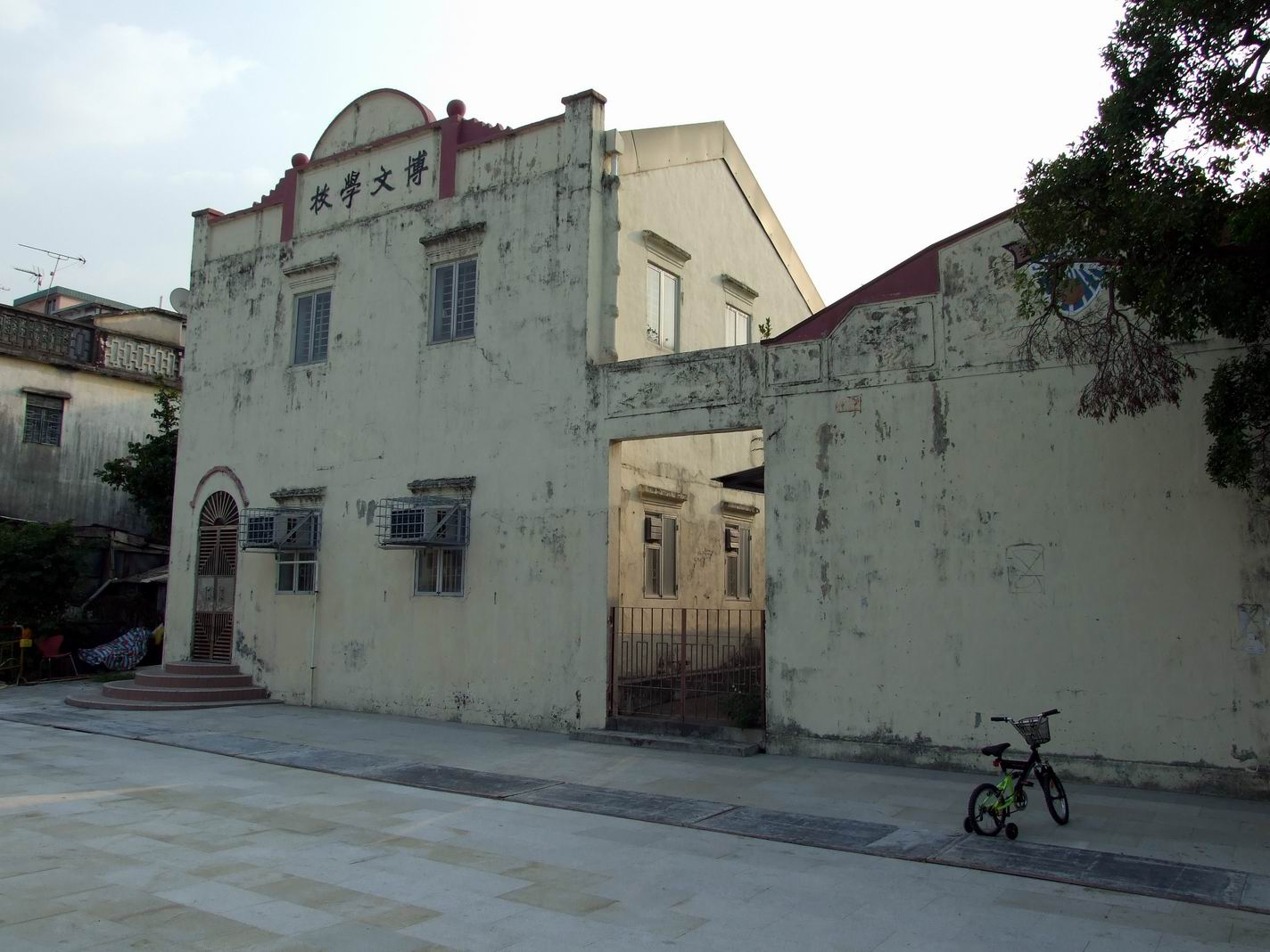
博文學校
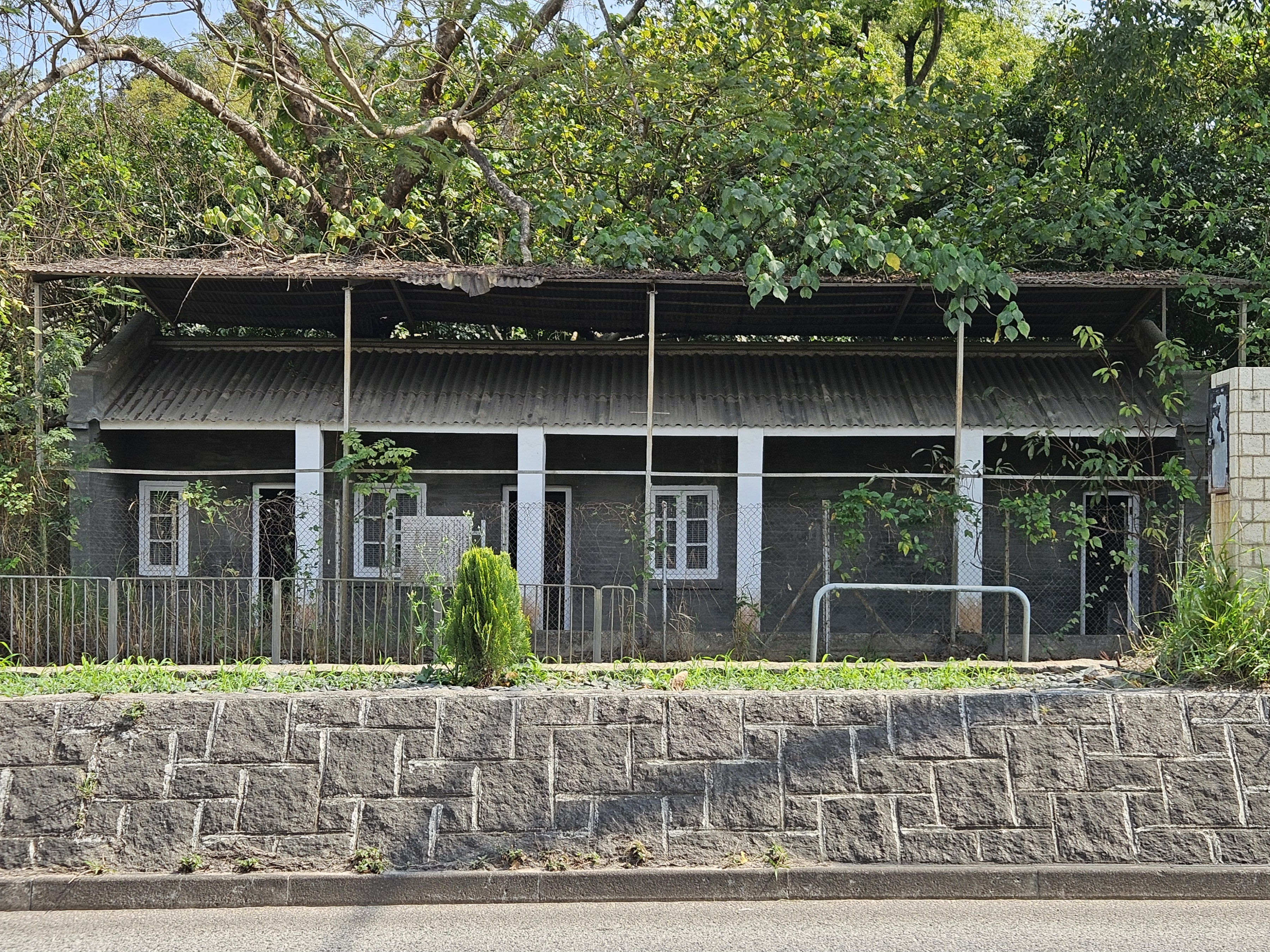
沙頭角支線洪嶺站
- 將軍府
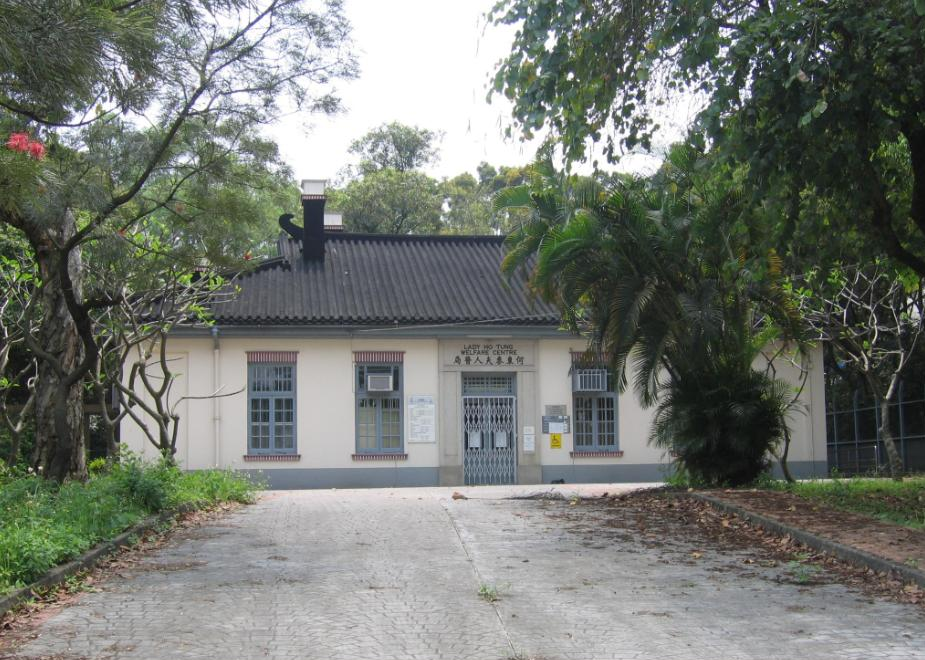
何東夫人醫局
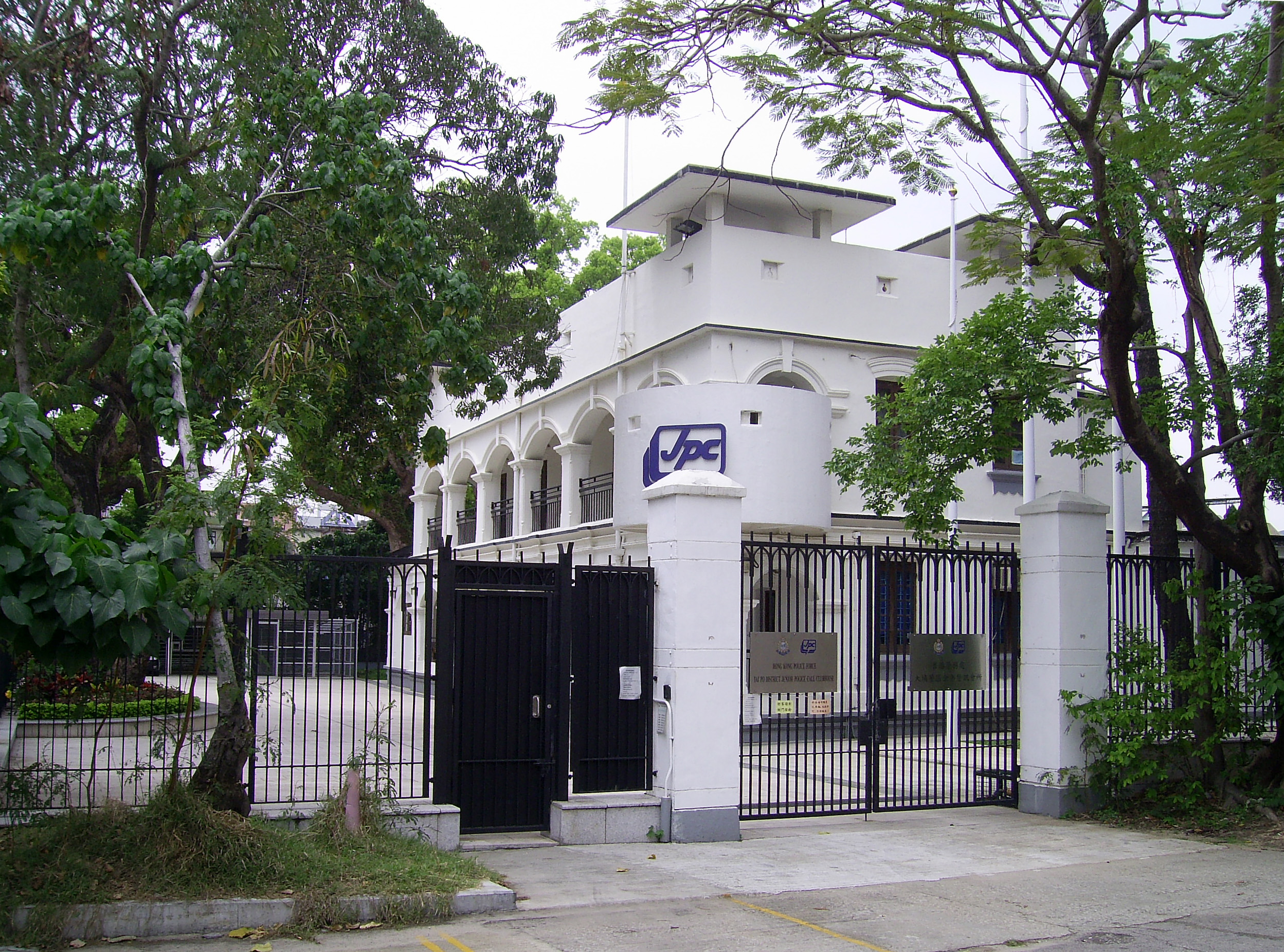
舊上水警署
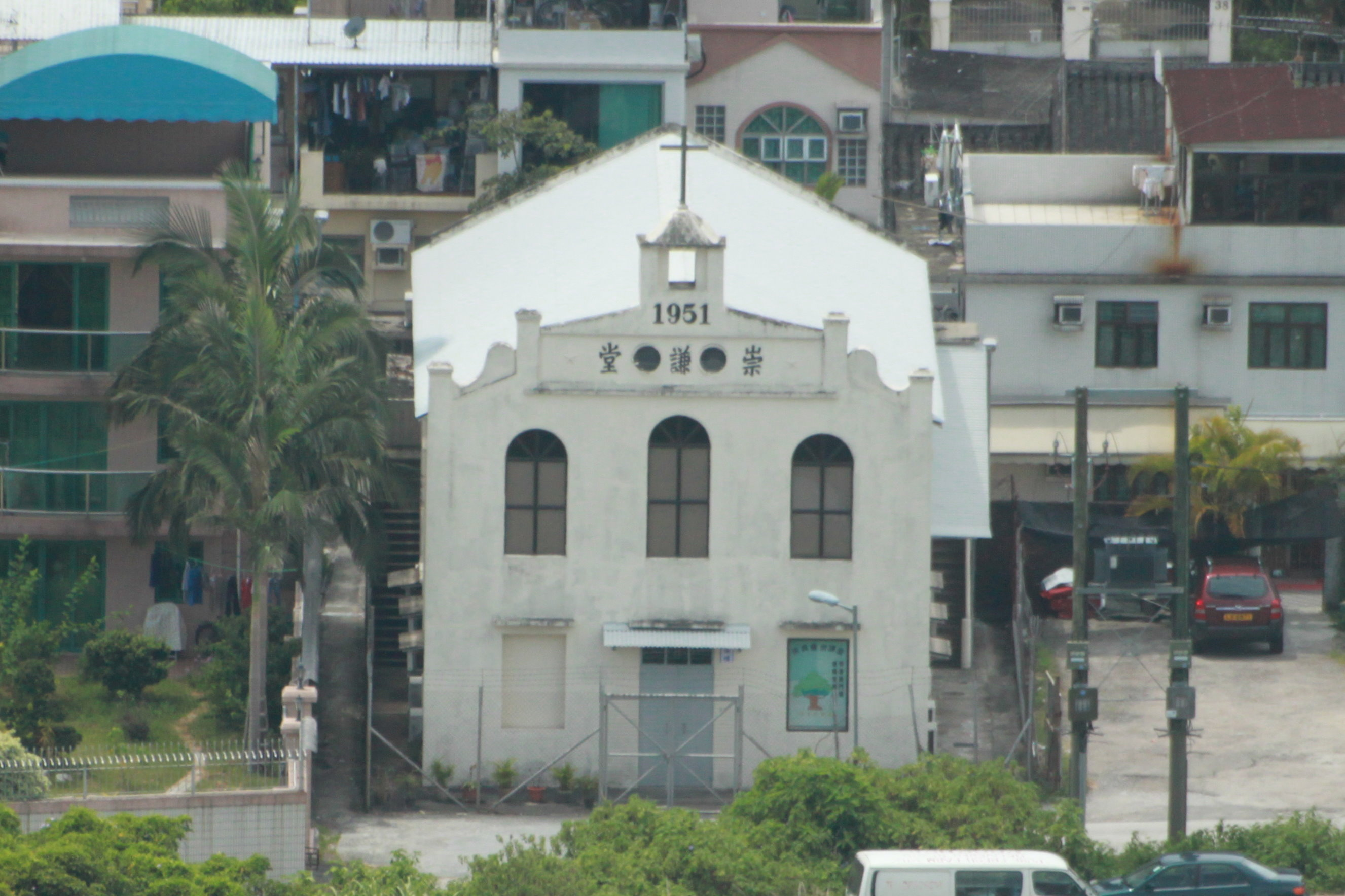
崇謙堂
- 仙慧庵
- 打鼓嶺警署

- 博文學校
- 沙頭角支線洪嶺站
- 何東夫人醫局
- 舊上水警署
- 崇謙堂

## 公共設施

### 教育

#### 中學教育
截至2015年，北區共有20間中學。

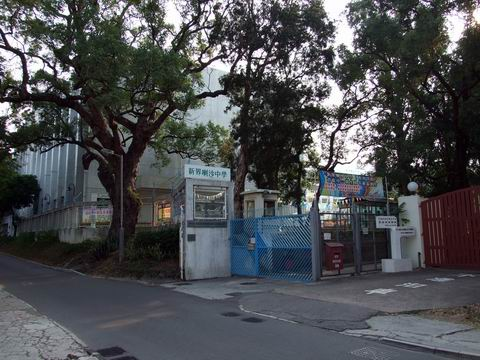
新界喇沙中學
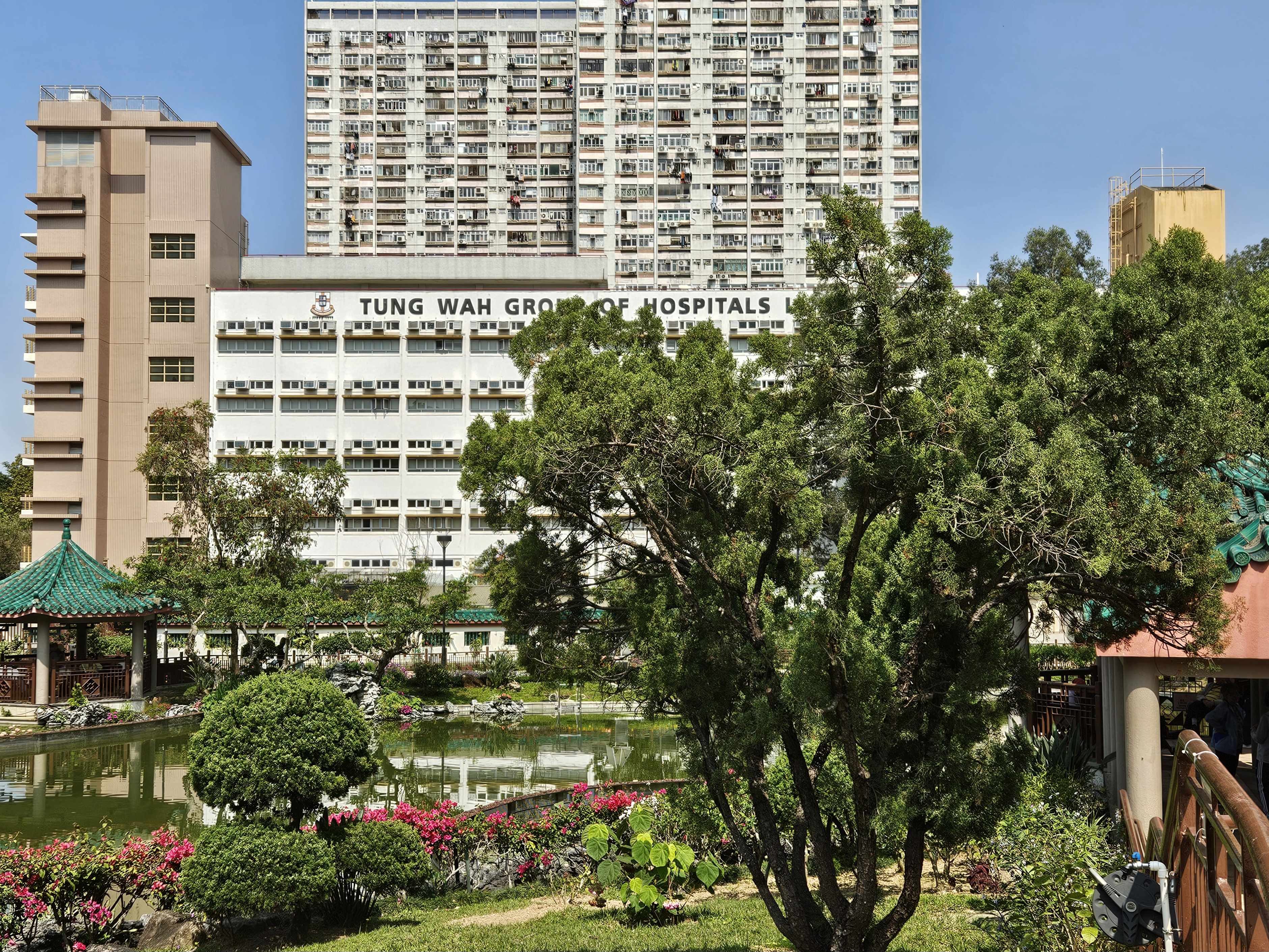
東華三院李嘉誠中學
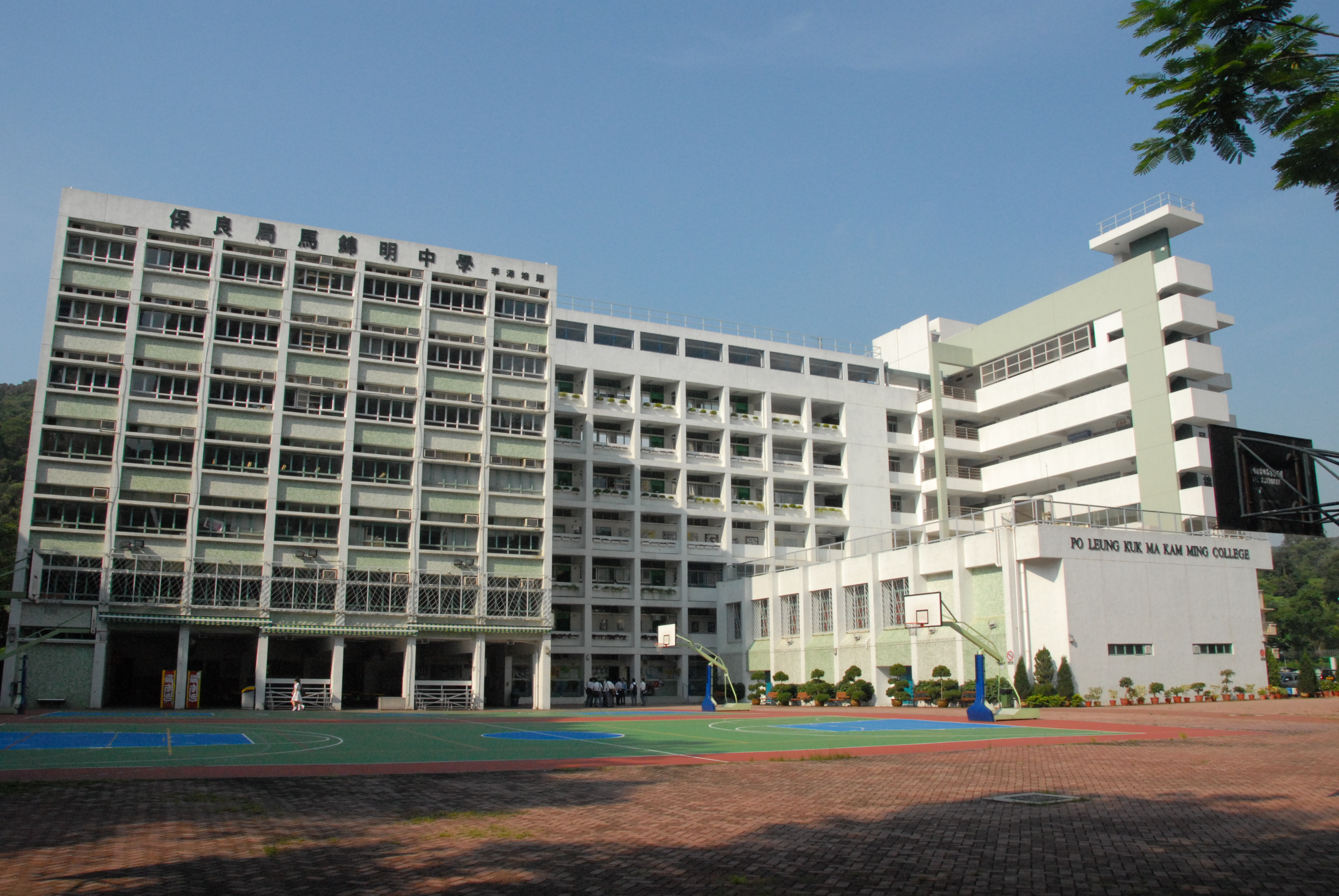
保良局馬錦明中學
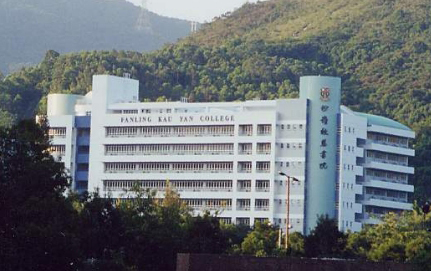
粉嶺救恩書院
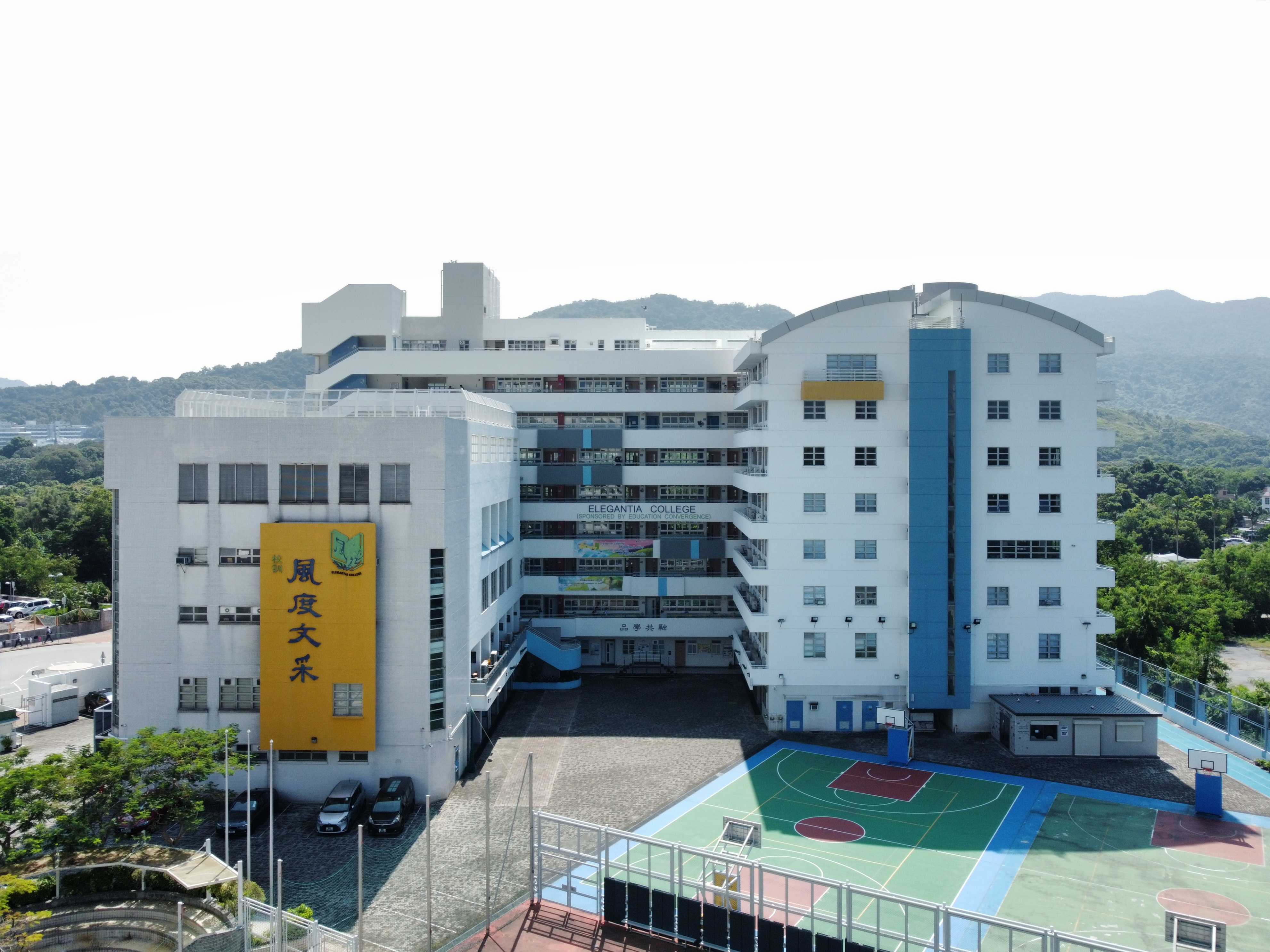
風采中學

#### 小學教育
由於區內適齡學童愈來愈少，不少學校都面臨殺校問題，這由其以村校為甚。在2005年度學年，打鼓嶺各村各共有四間小學，但到2006年度，當中有兩家將會停辦，而另外一家亦因為沒有小一新生而亦行將摺校。而位於沙頭角吉澳的吉澳公立學校，亦由2004年度的7人，減至2005年度的1人。當這名學生畢業之後，學校亦完成其歷史使命而結束。結果在2006年學年開始前，在沙頭角及打鼓嶺多家村校一同宣佈結束，並把教師及學生分配往同區其他學校就讀及就職。
另一方面位於市區卻不斷有新校落成，不少學校更一分為二，並遷入新發展區。例如：位於清河邨的曾梅千禧學校就是一個例子。而上水宣道小學，亦放棄了原來位於石湖墟的教會用地而遷往聯和墟仁濟五中的舊址。

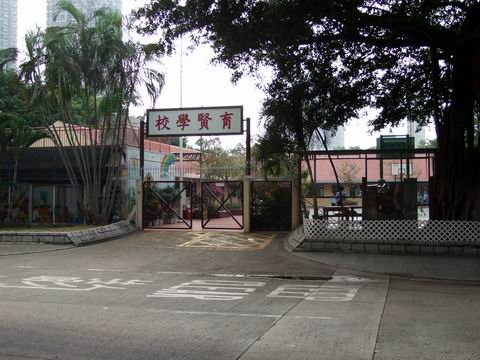
育賢學校
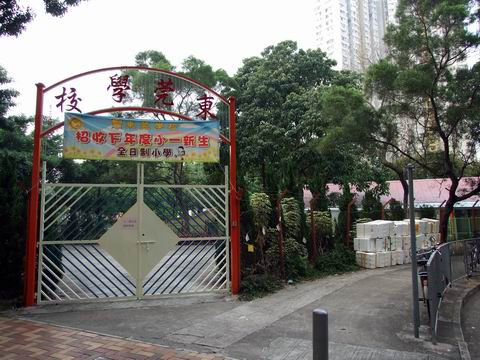
上水東莞學校
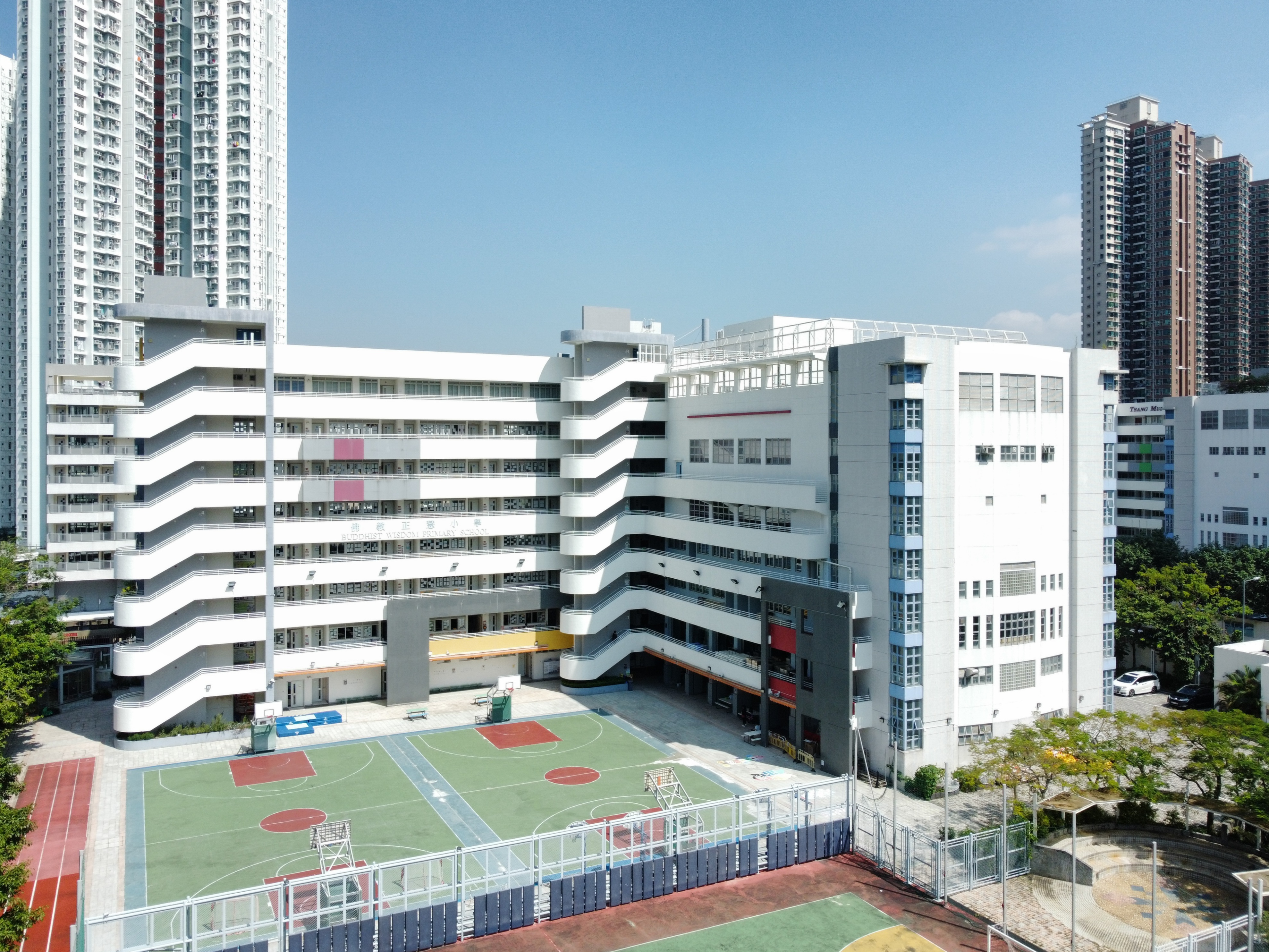
香海正覺蓮社佛教正慧小學
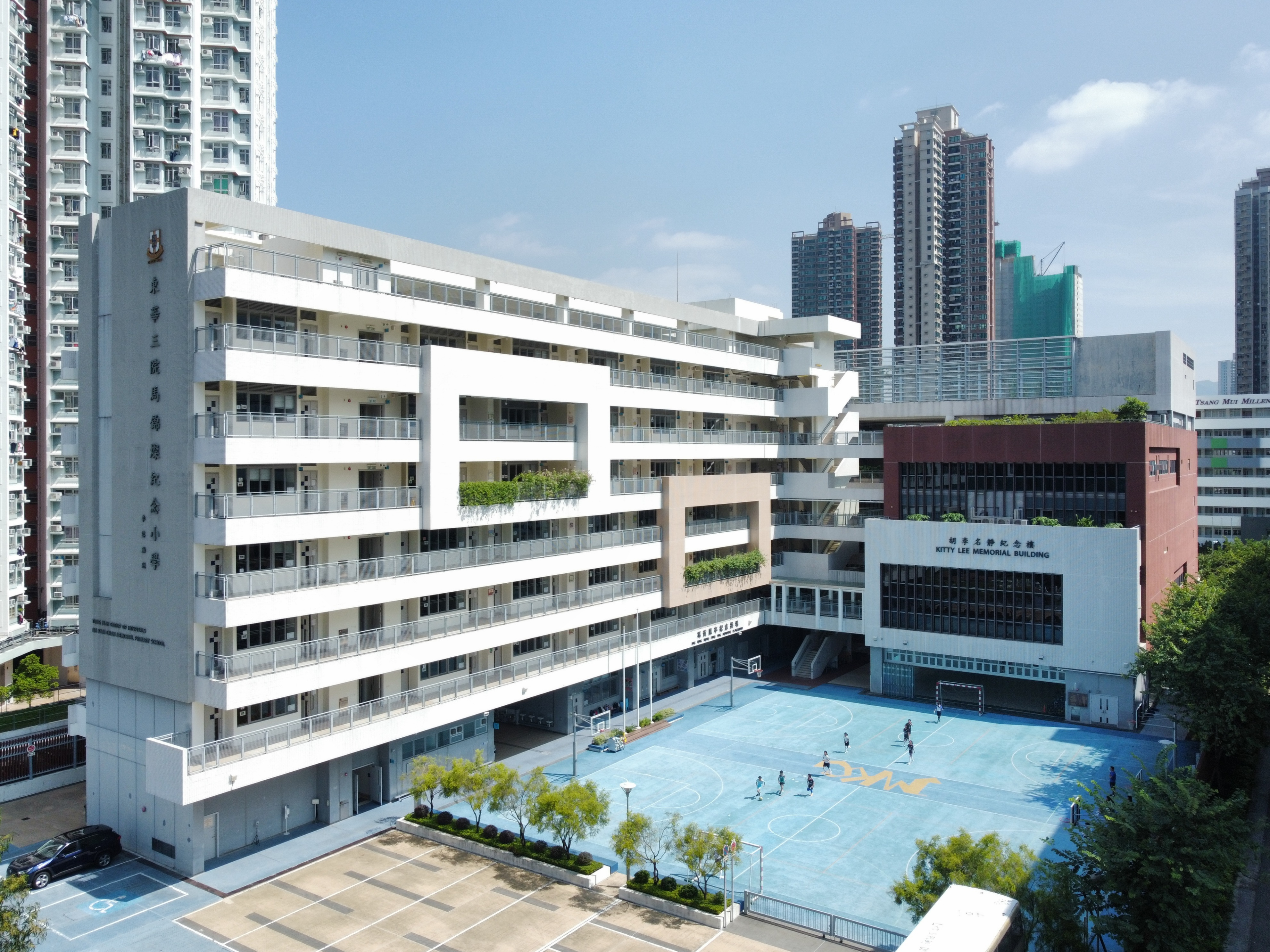
東華三院馬錦燦紀念小學
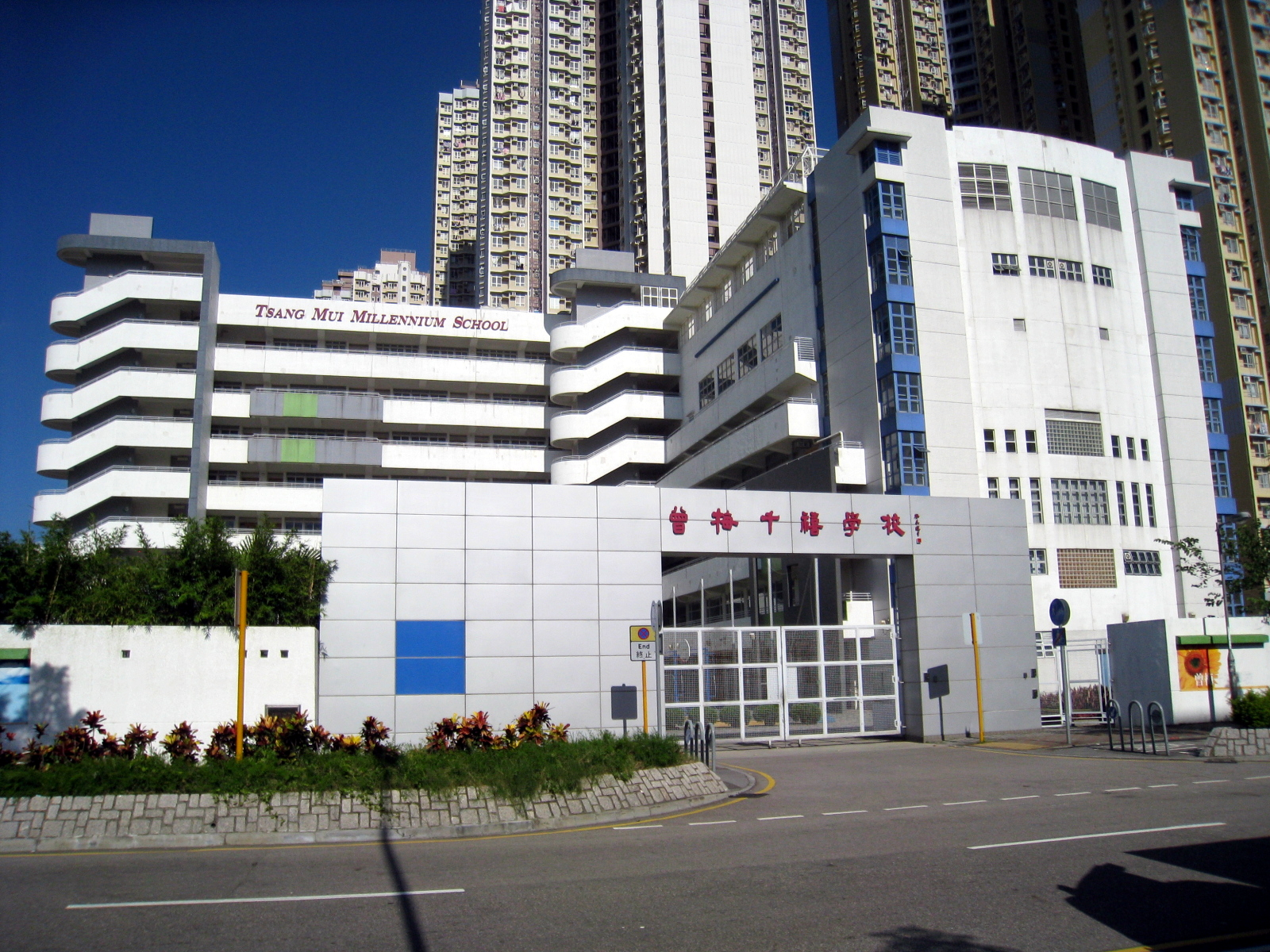
曾梅千禧學校
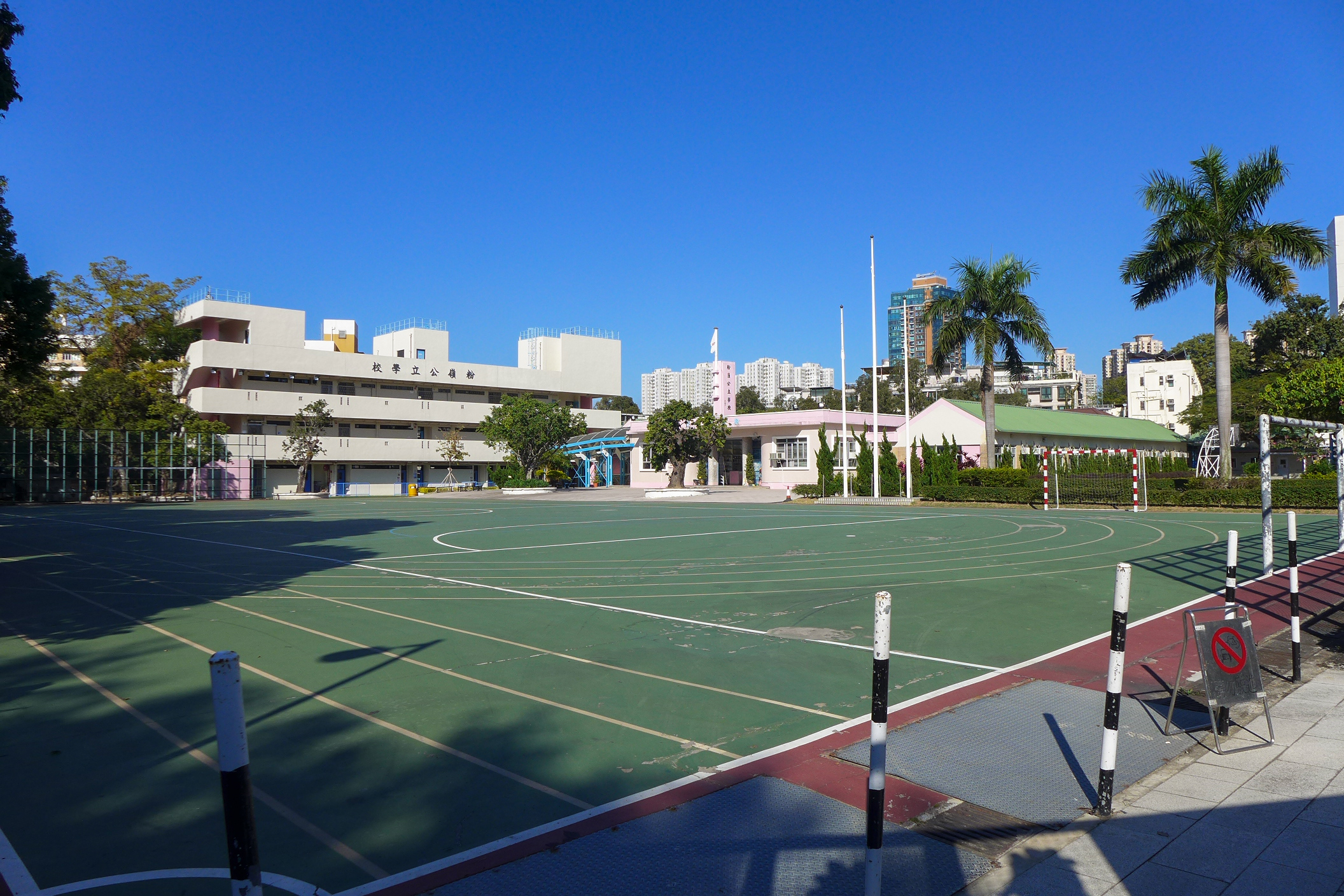
粉嶺公立學校
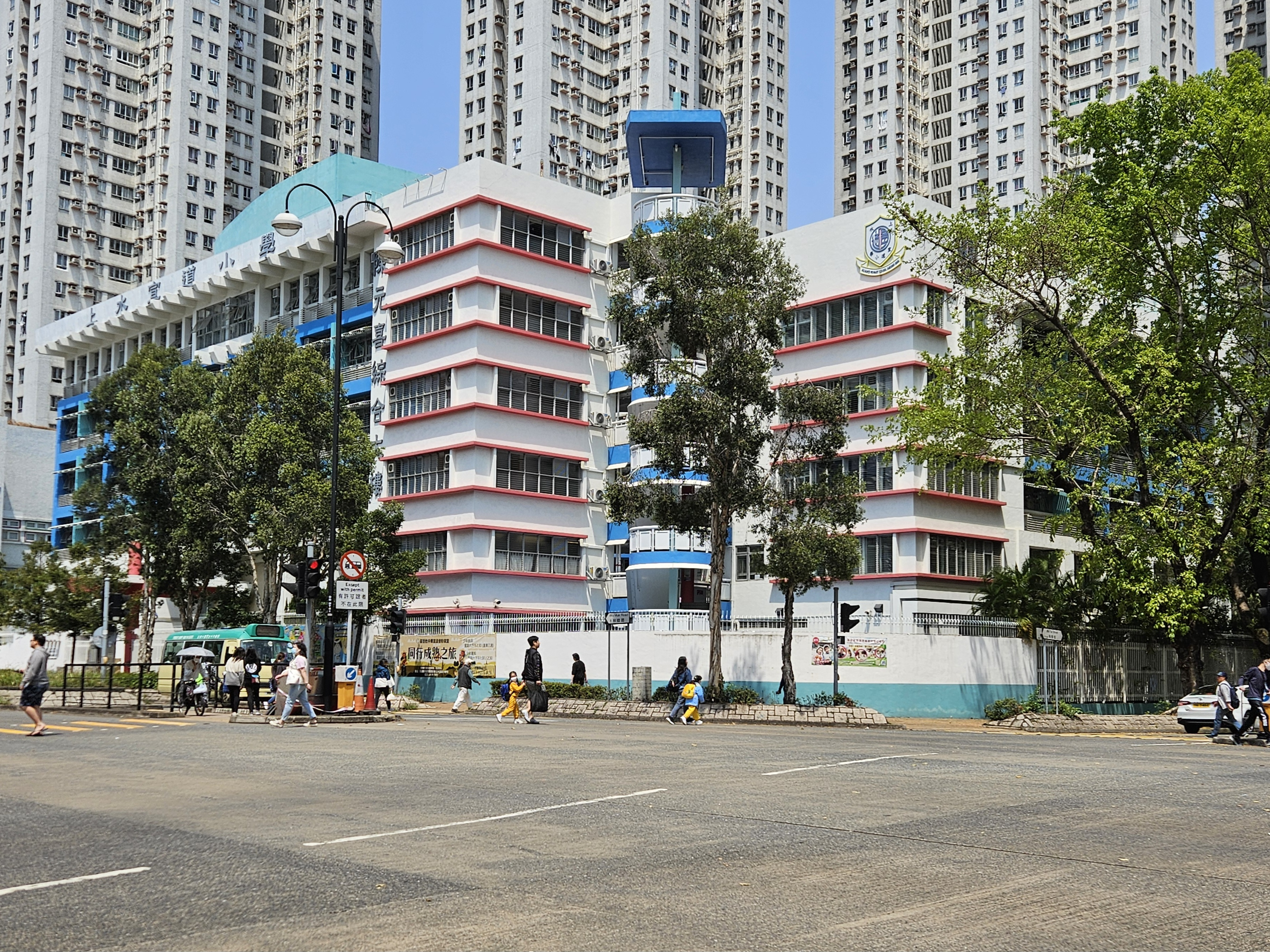
上水宣道小學

#### 特殊教育
- 救世軍石湖學校
- 香海正覺蓮社佛教普光學校

### 醫療服務
| 公營醫院 - 北區醫院 - 粉嶺醫院 （現為粉嶺綜合復康中心） | 公營診所 - 石湖墟賽馬會診所 - 粉嶺健康中心 - 打鼓嶺診所 - 何東醫局 - 沙頭角診所 |

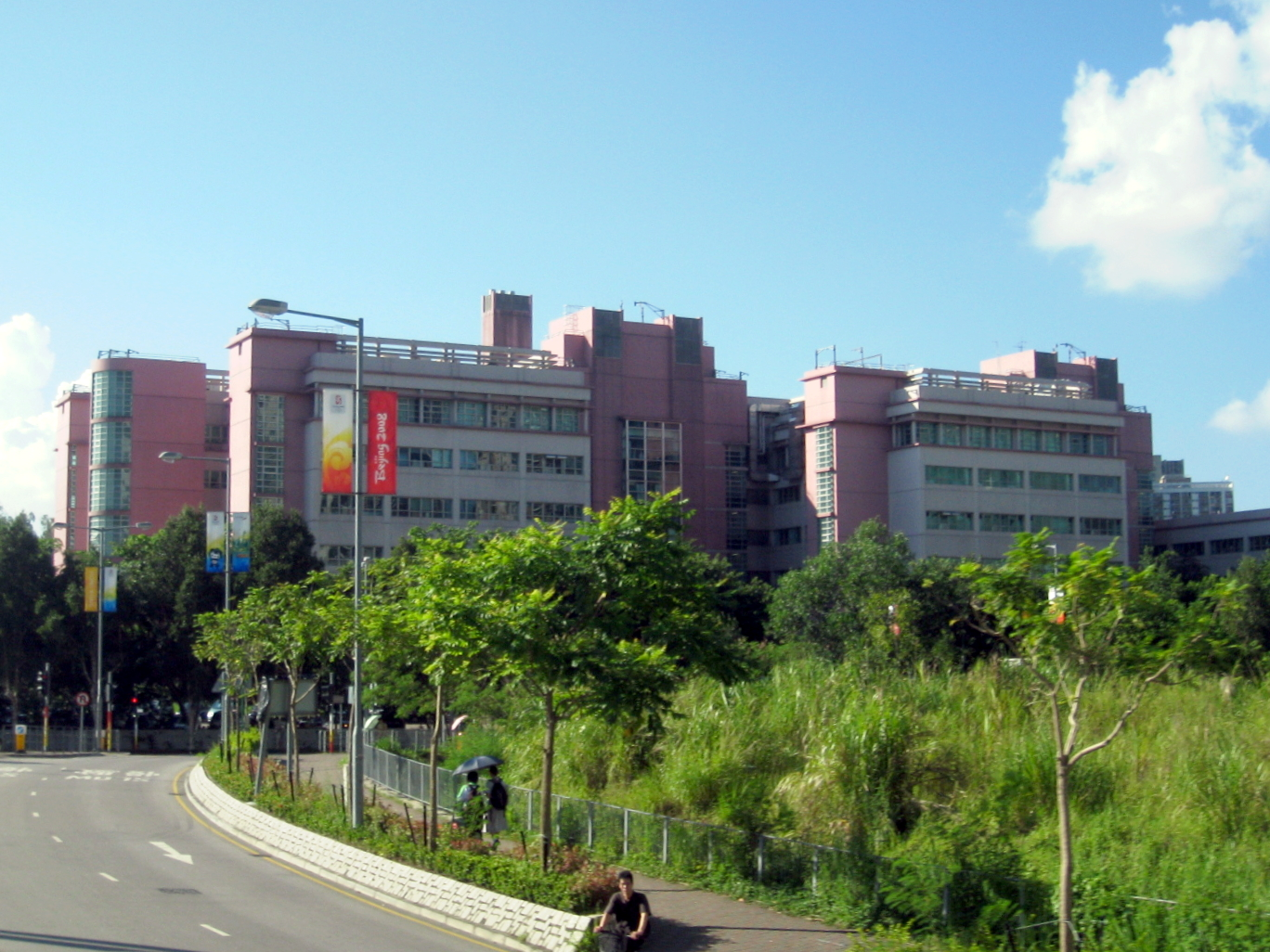
北區醫院
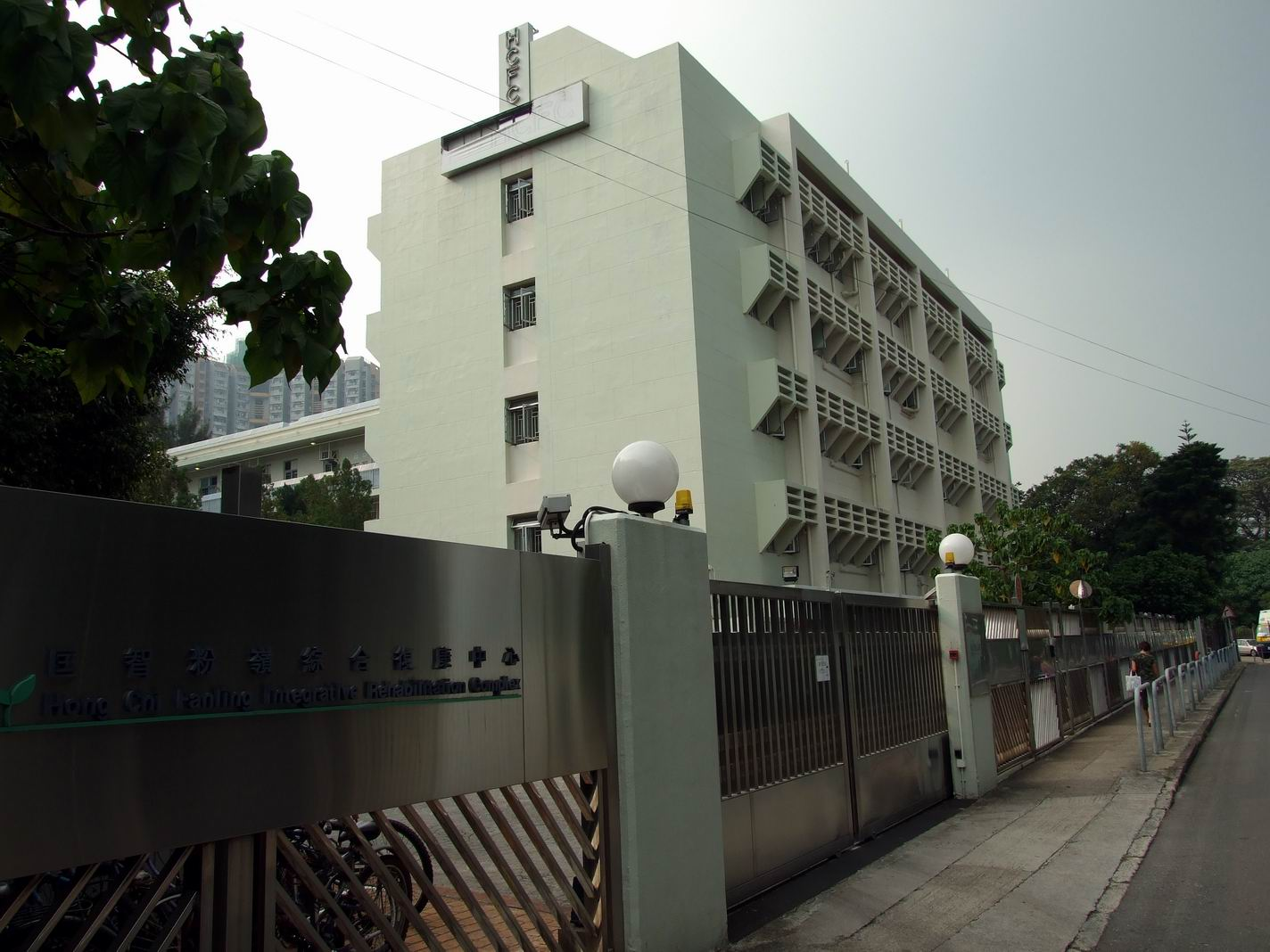
粉嶺綜合復康中心
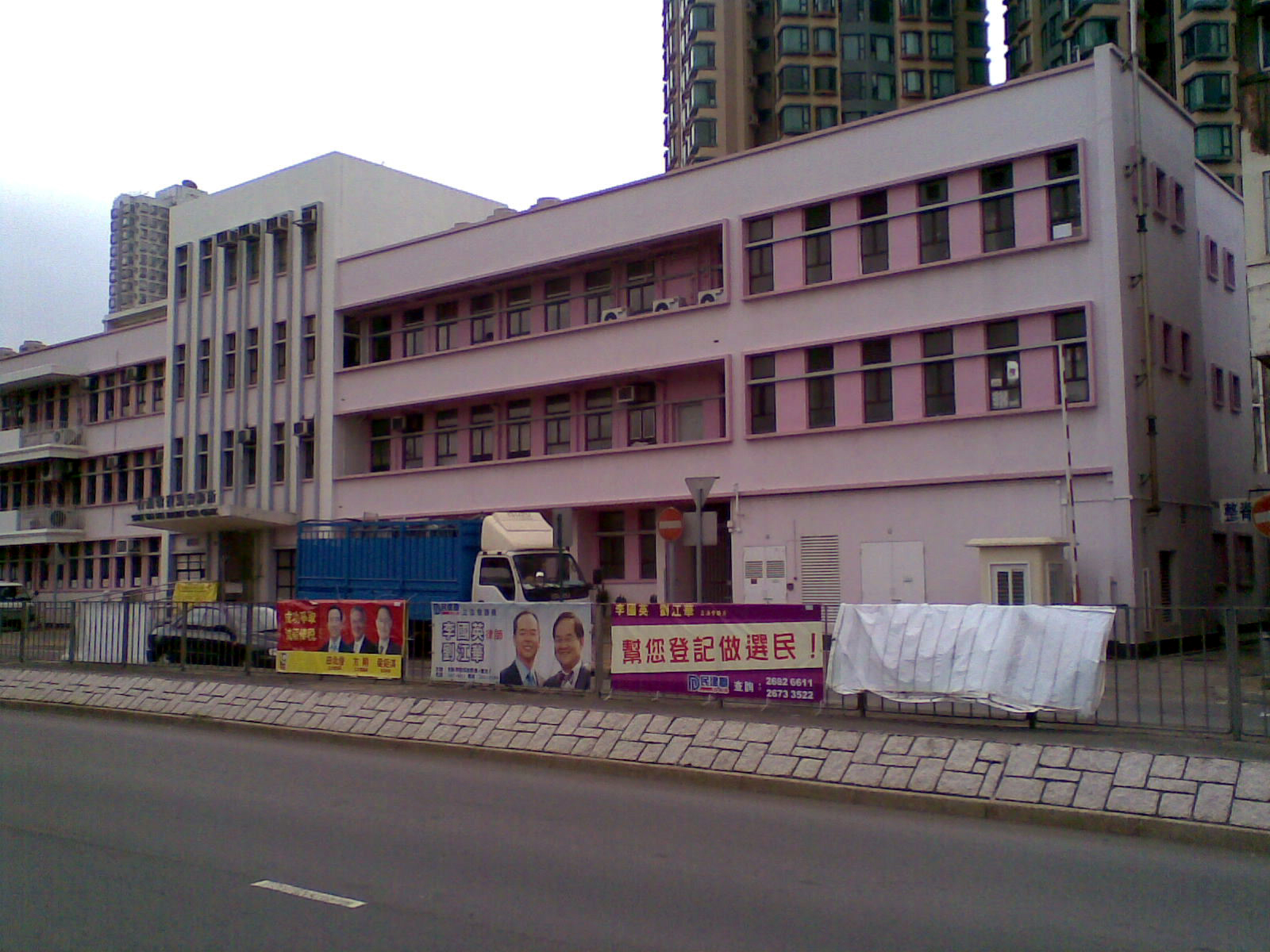
石湖墟賽馬會診所
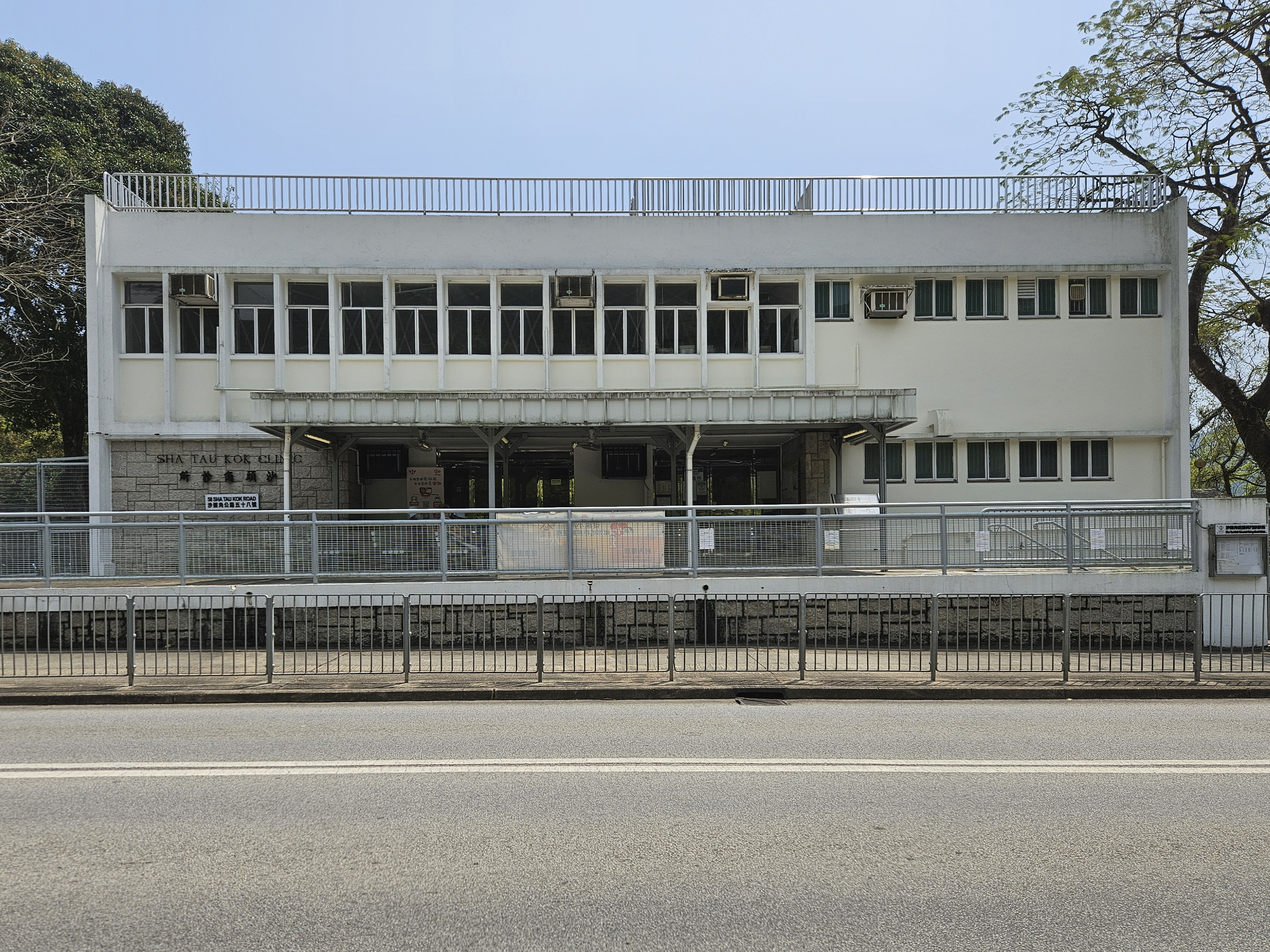
沙頭角診所

### 文康娛樂

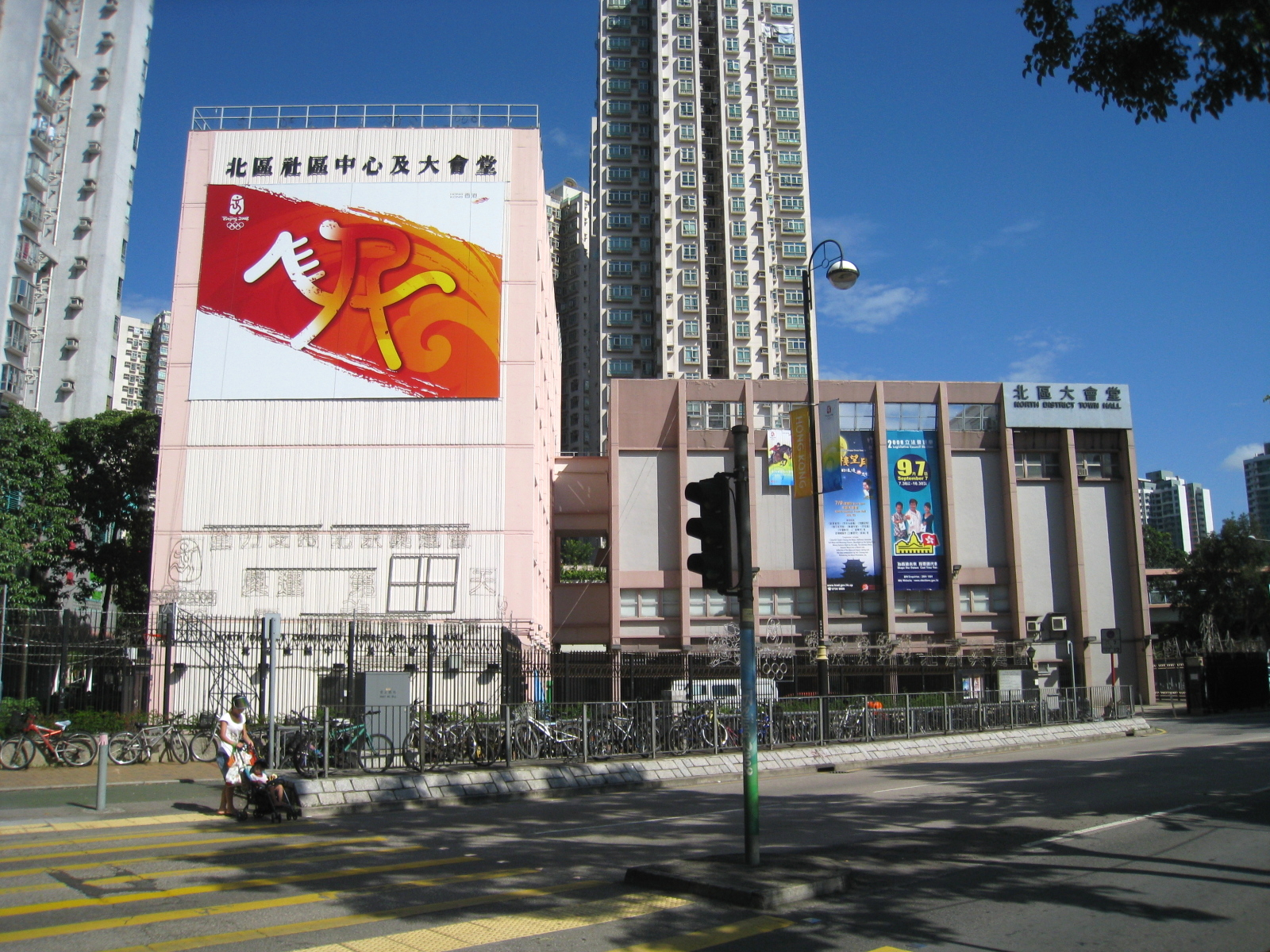
北區社區中心及大會堂

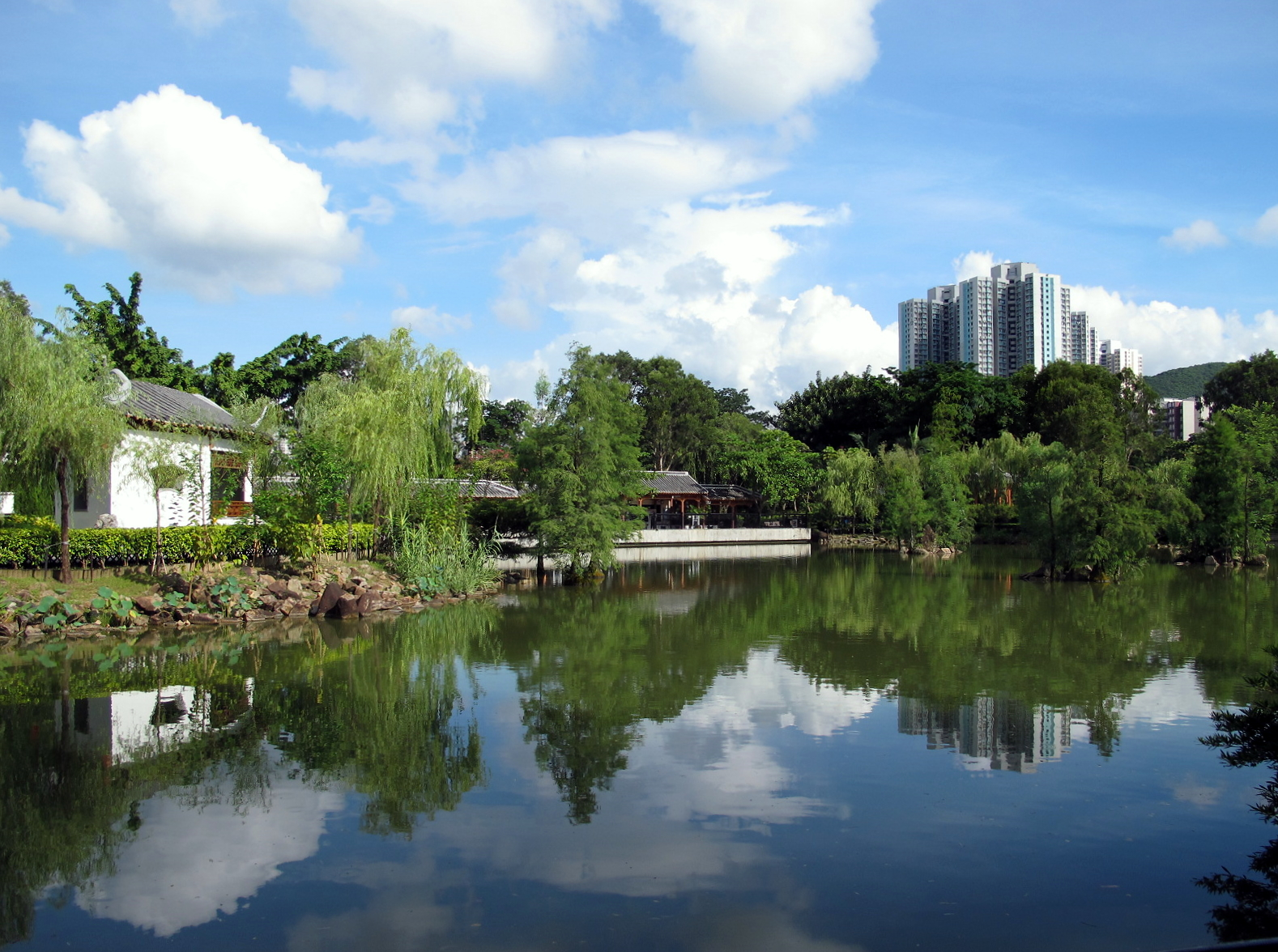
北區公園

| 圖書館 - 上水公共圖書館 - 粉嶺公共圖書館 - 粉嶺南公共圖書館 - 沙頭角公共圖書館 公園 - 北區公園 - 天平路花園 社區中心及會堂 - 北區大會堂 | 草地球場 - 北區運動場 - 粉嶺遊樂場 康樂場地 - 石湖墟遊樂場 - 安樂村遊樂場 - 古洞遊樂場 - 百福田心球場 - 粉嶺樓路遊樂場 - 粉嶺康樂公園 - 聯和墟遊樂場 - 和興遊樂場 | 游泳池 - 上水游泳池 - 粉嶺游泳池 體育館 - 天平體育館 - 和興體育館 - 龍琛路體育館 - 聯和墟體育館 - 保榮路體育館 戲院 - MCL粉嶺 - 嘉禾粉嶺 |

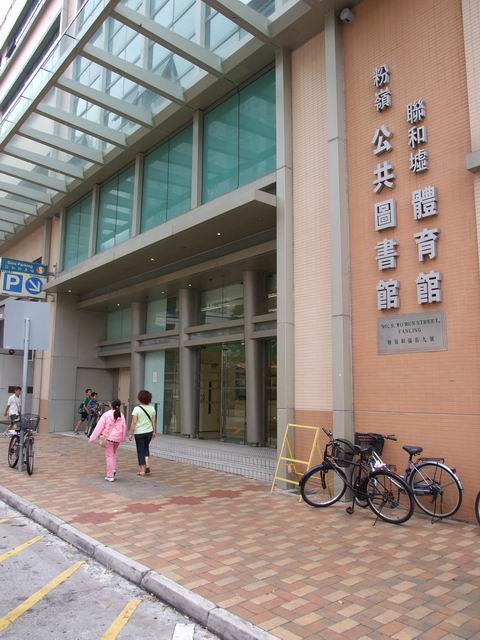
粉嶺公共圖書館
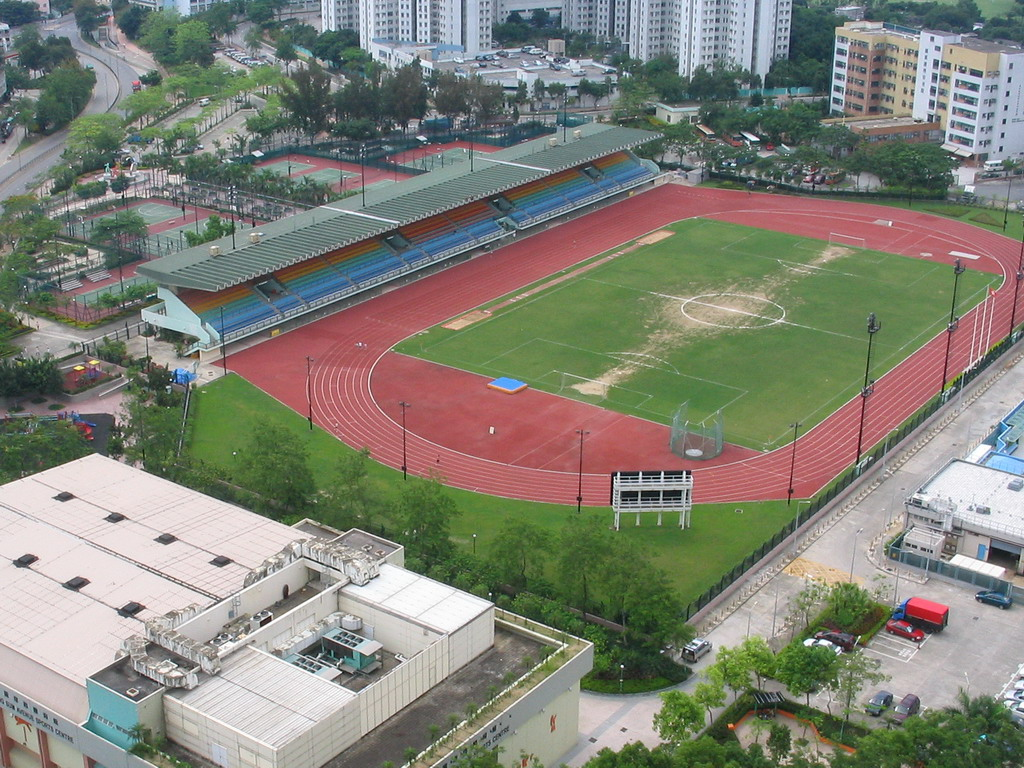
北區運動場
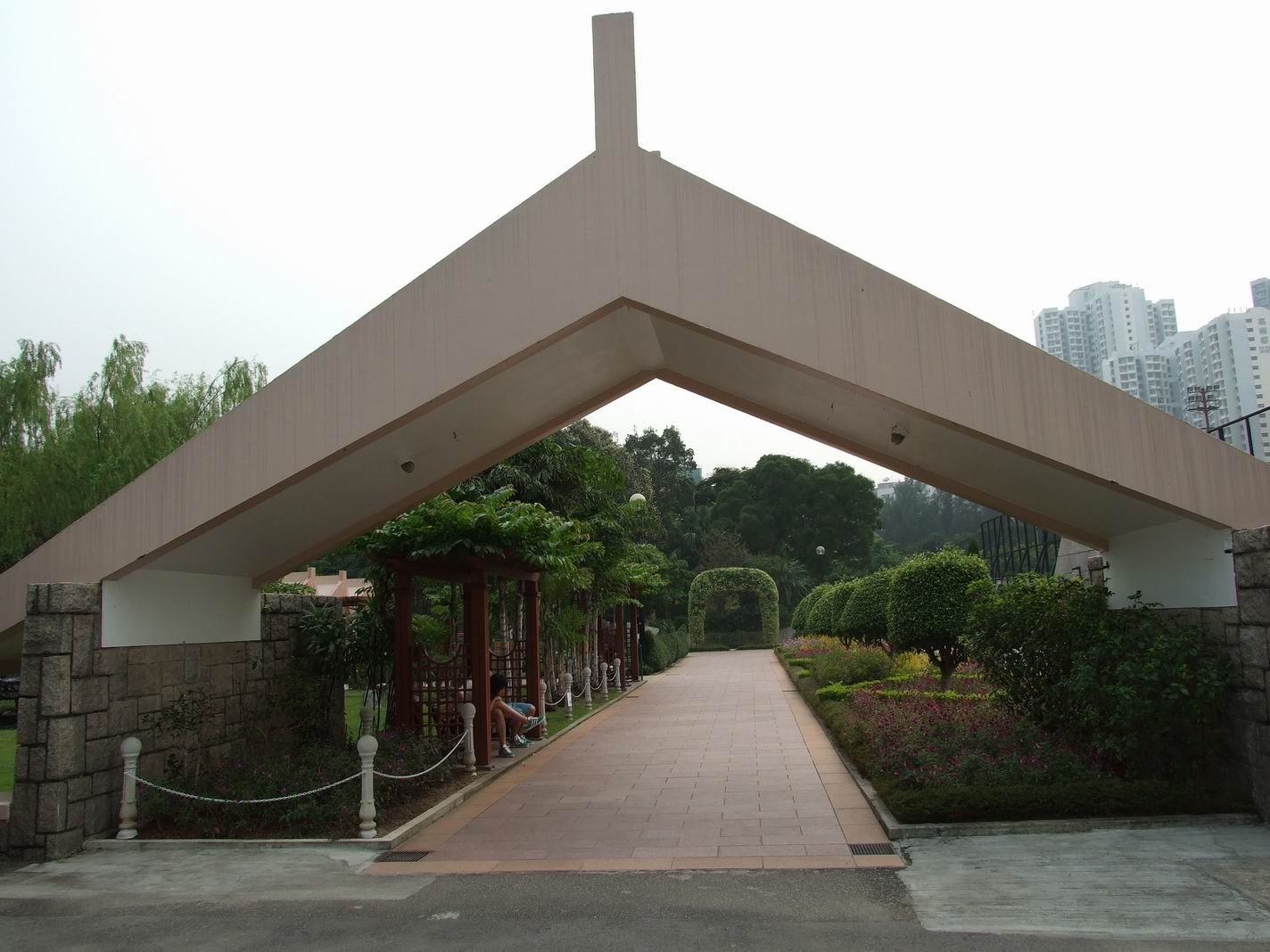
粉嶺遊樂場
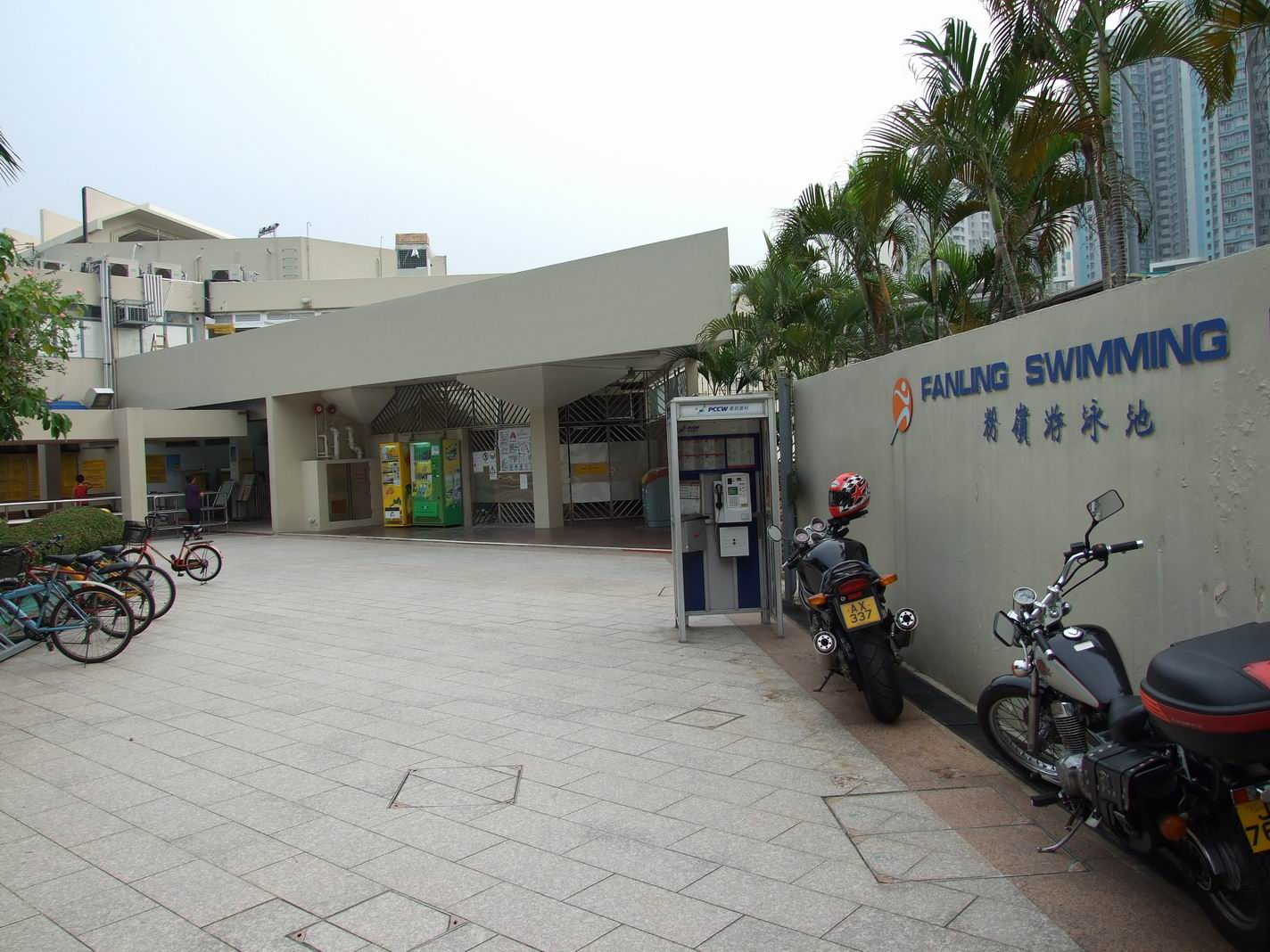
粉嶺游泳池
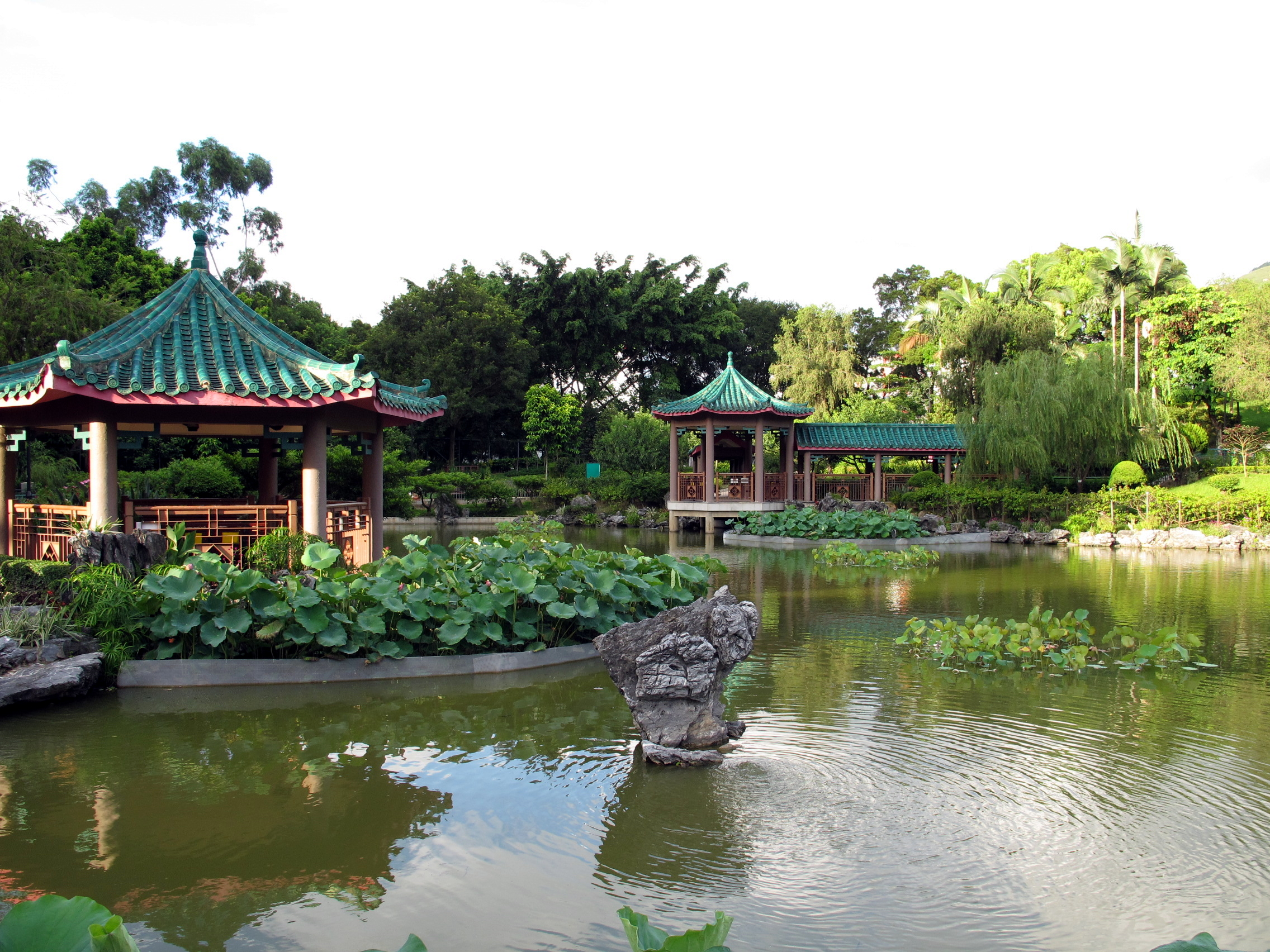
粉嶺康樂公園

### 屠房
北區是香港極小數有屠房的分區，即是上水屠房。

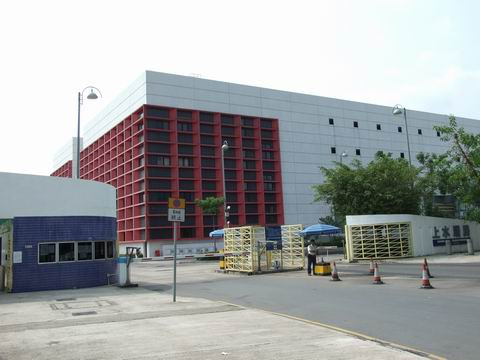
上水屠房

### 政府設施
| 消防局及救護站 - 上水消防局 - 上水救護站 - 粉嶺消防局及救護站 - 沙頭角消防局 - 打鼓嶺消防局 市政大廈 - 石湖墟綜合大樓 - 聯和墟綜合大樓 - 沙頭角街市 - 古洞街市購物中心 郵政局 - 粉嶺郵政局 - 華明郵政局 - 石湖墟郵政局 - 沙頭角郵政局 污水處理廠 - 石湖墟污水處理廠 | 警署 - 上水警署 - 沙頭角分區警署 - 打鼓嶺分區警署 裁判法院 - 粉嶺裁判法院 健康中心 - 粉嶺健康中心 政府合署 - 北區政府合署 |

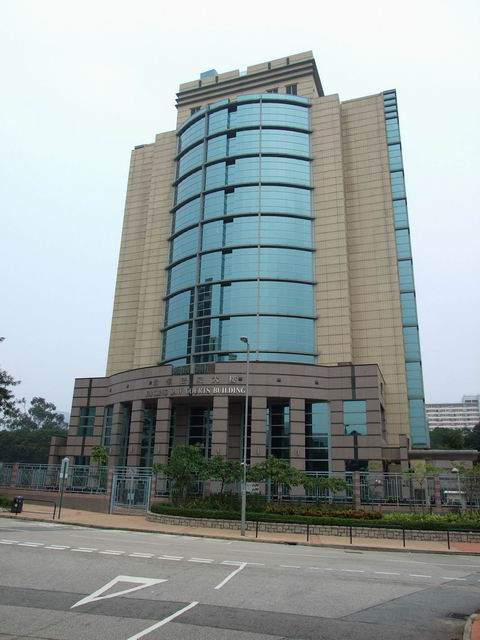
粉嶺法院大樓
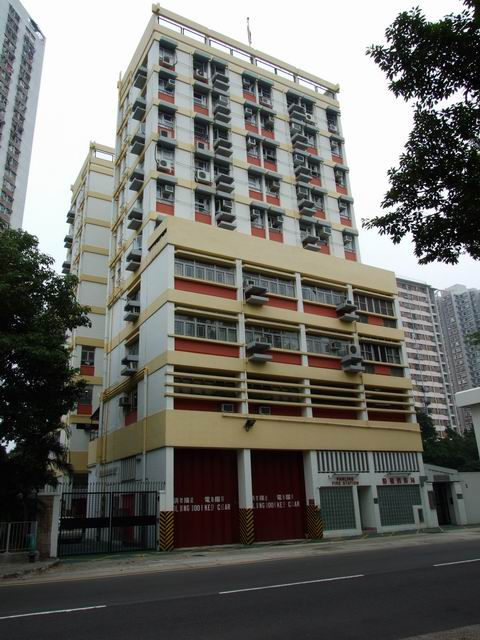
粉嶺消防局
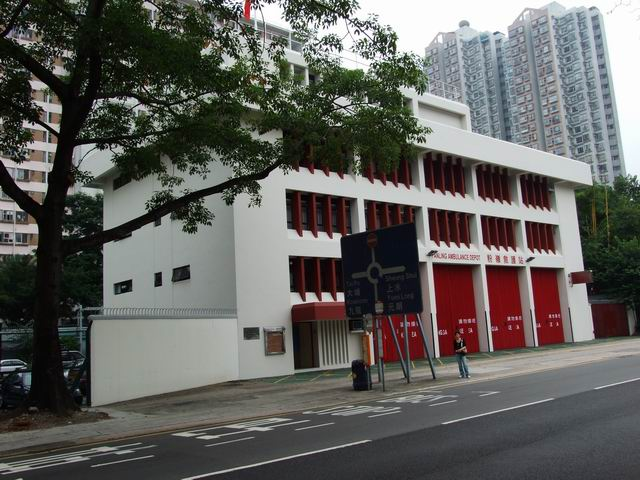
粉嶺救護站
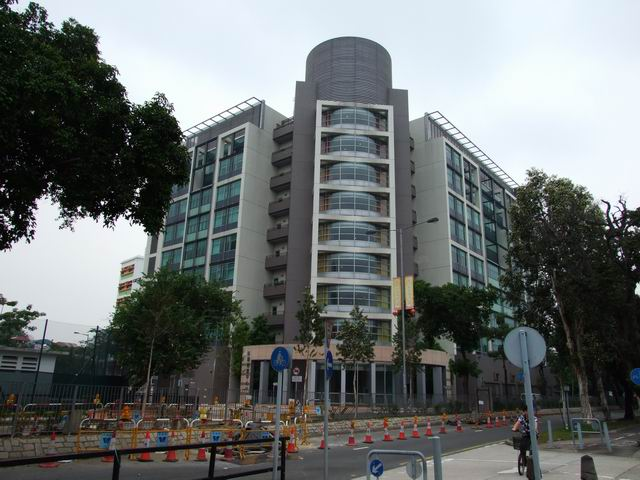
粉嶺健康中心
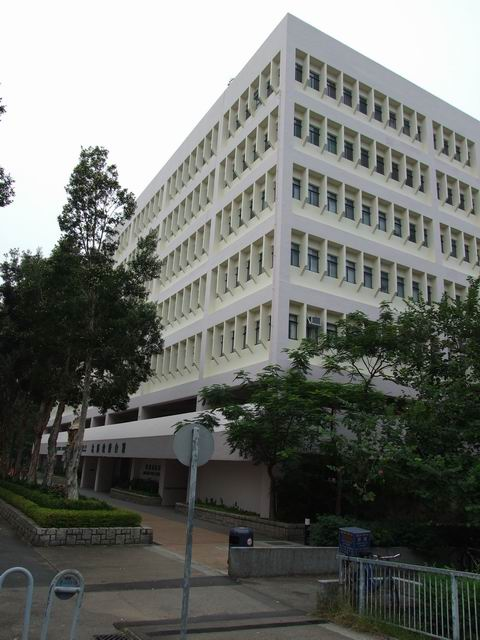
北區政府合署
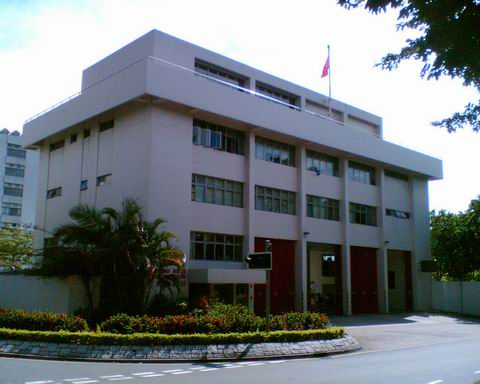
上水消防局
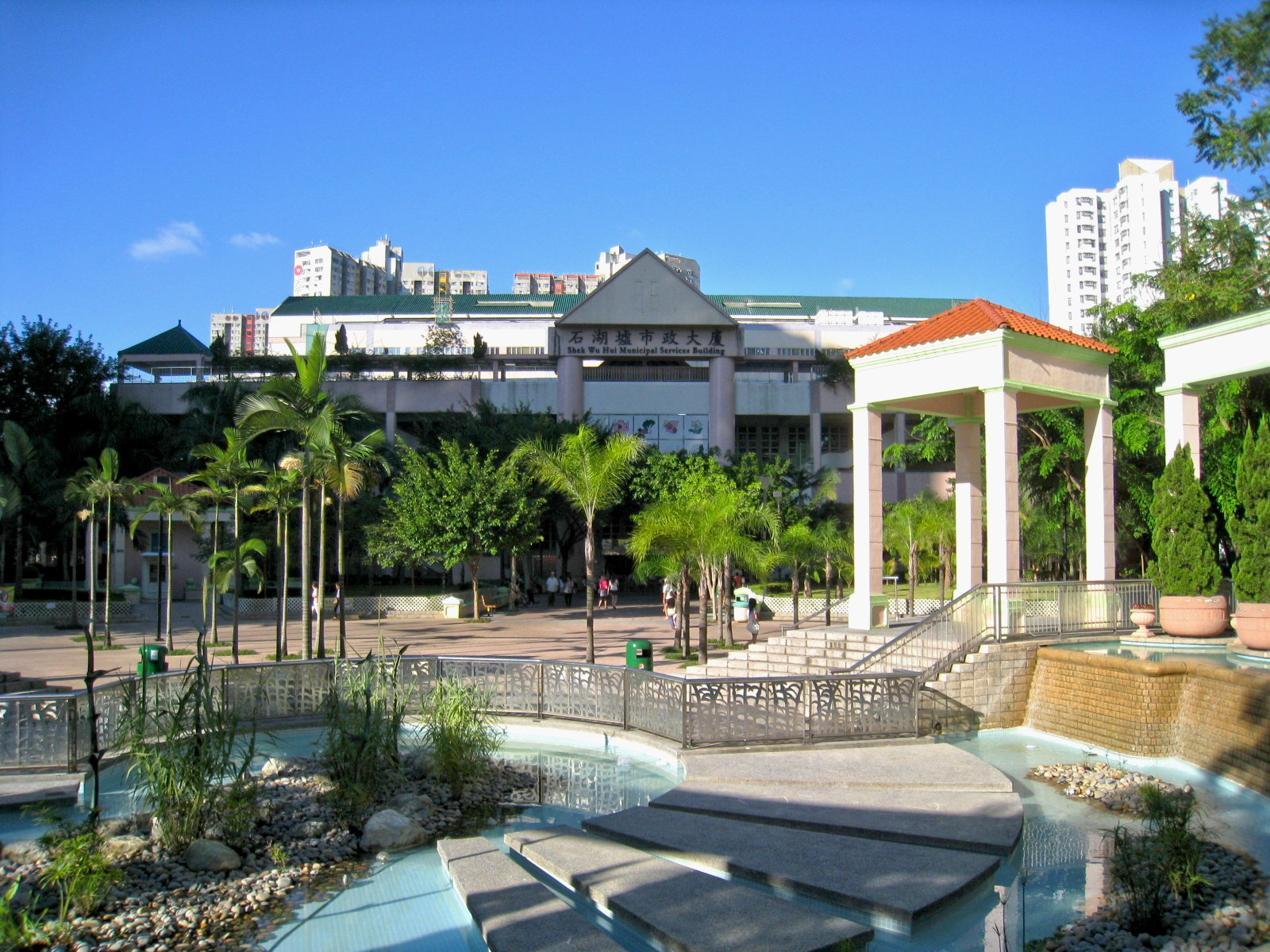
石湖墟市政大廈
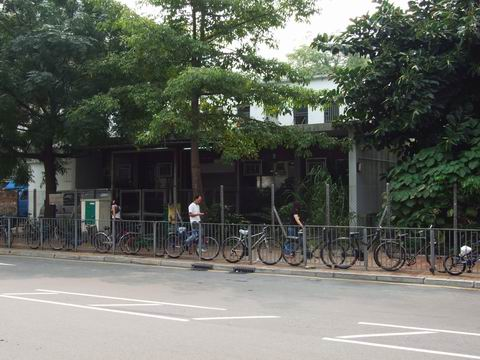
石湖墟郵政局
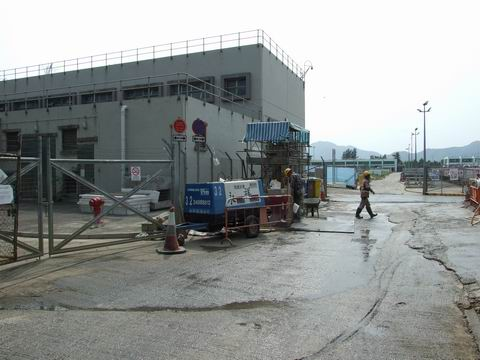
石湖墟污水處理廠

### 過境通道

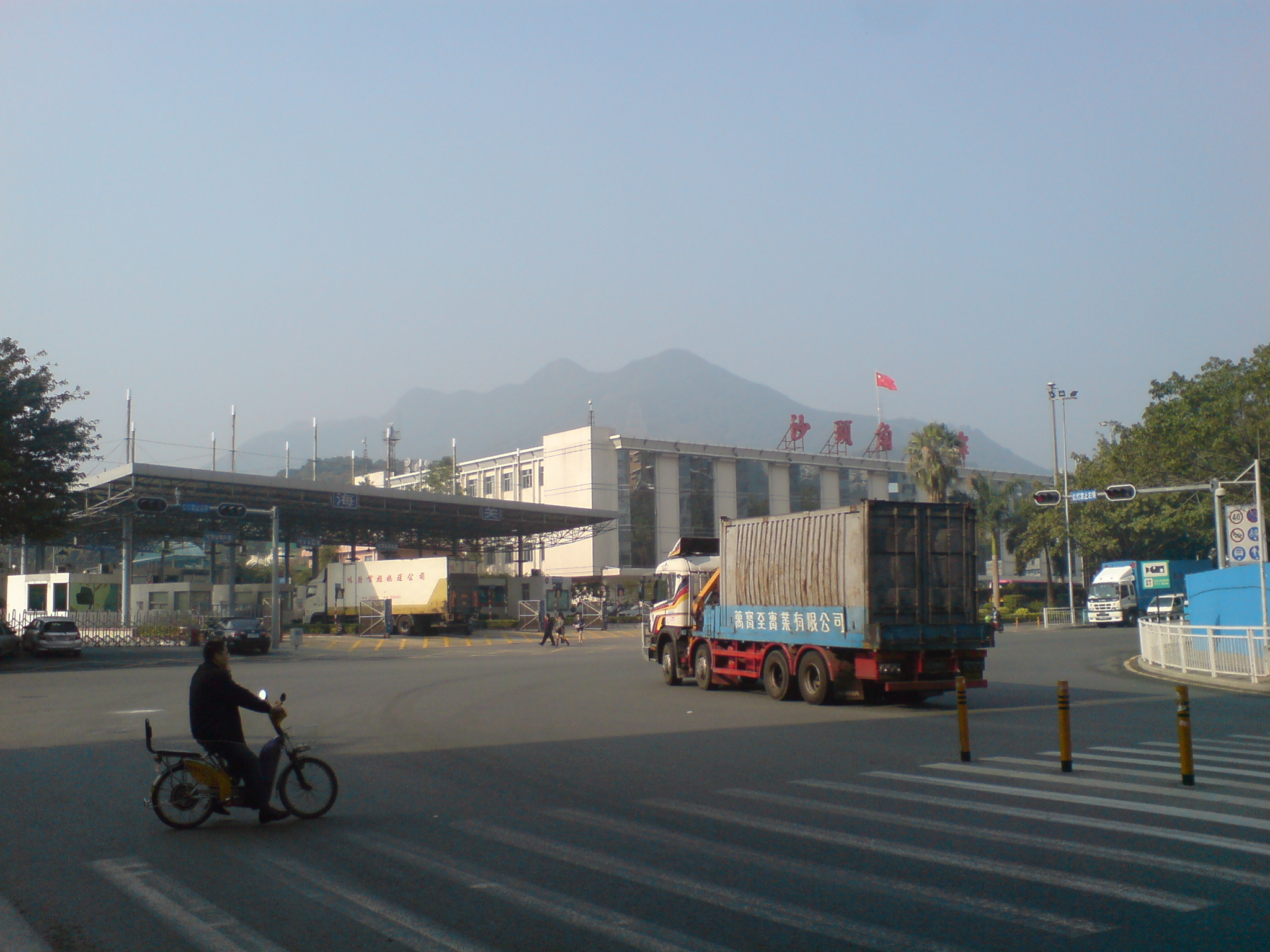
沙頭角口岸
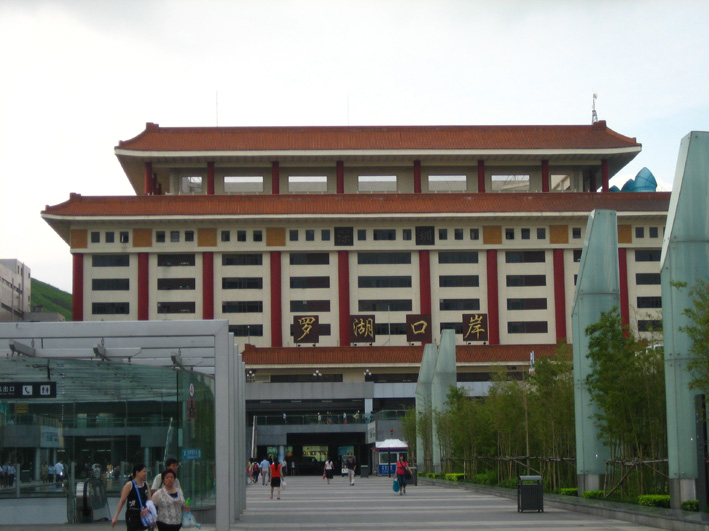
羅湖口岸
- 文錦渡口岸
- 香園圍口岸

- 沙頭角口岸
- 羅湖口岸

## 河流
| - 深圳河 - 梧桐河 - 雙魚河 - 丹山河 - 軍地河 - 石上河 - 平原河 - 沙頭角河 | - 深圳河 - 梧桐河 - 雙魚河 |

## 旅遊景點

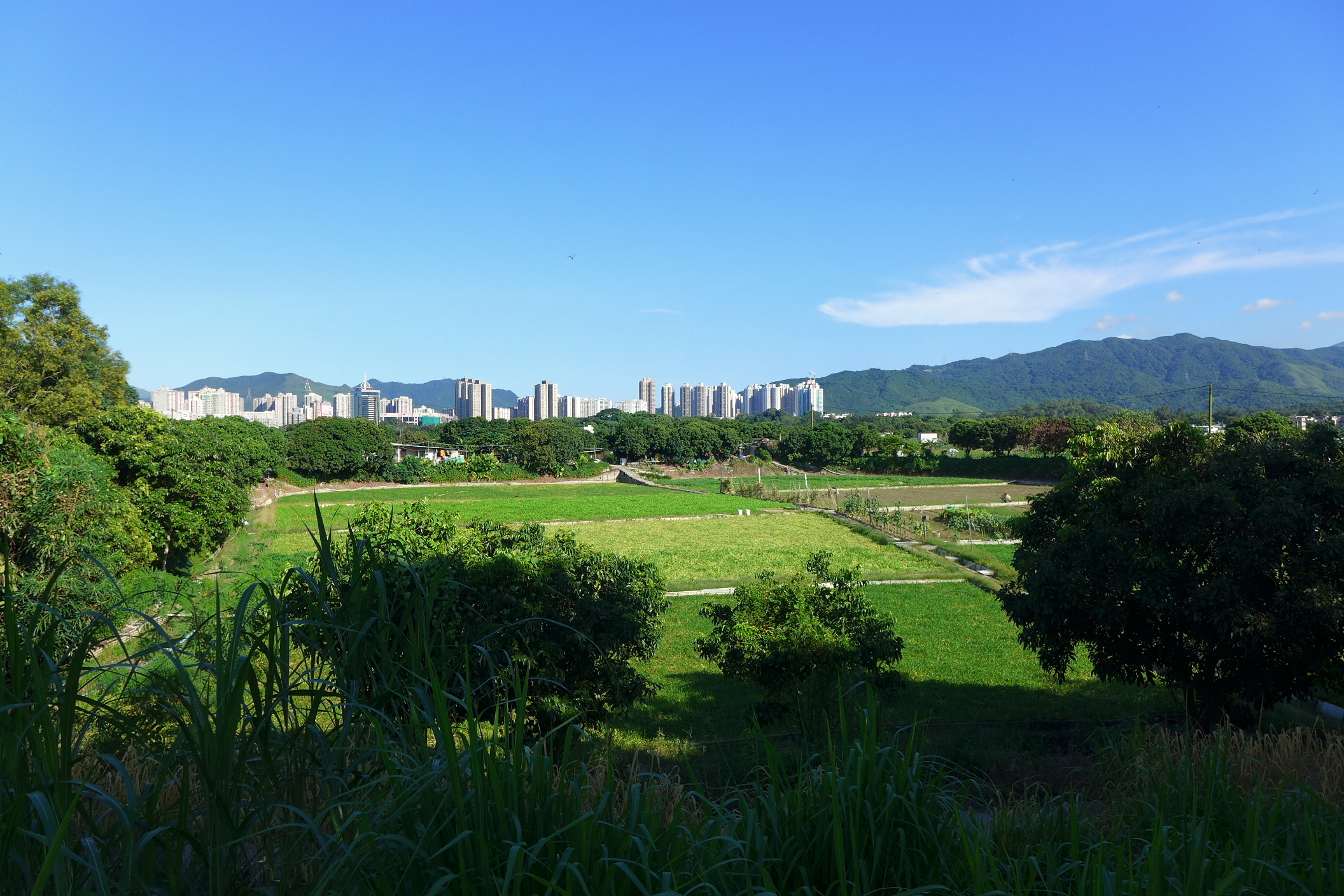
塱原仍有通菜和西洋菜的濕農田

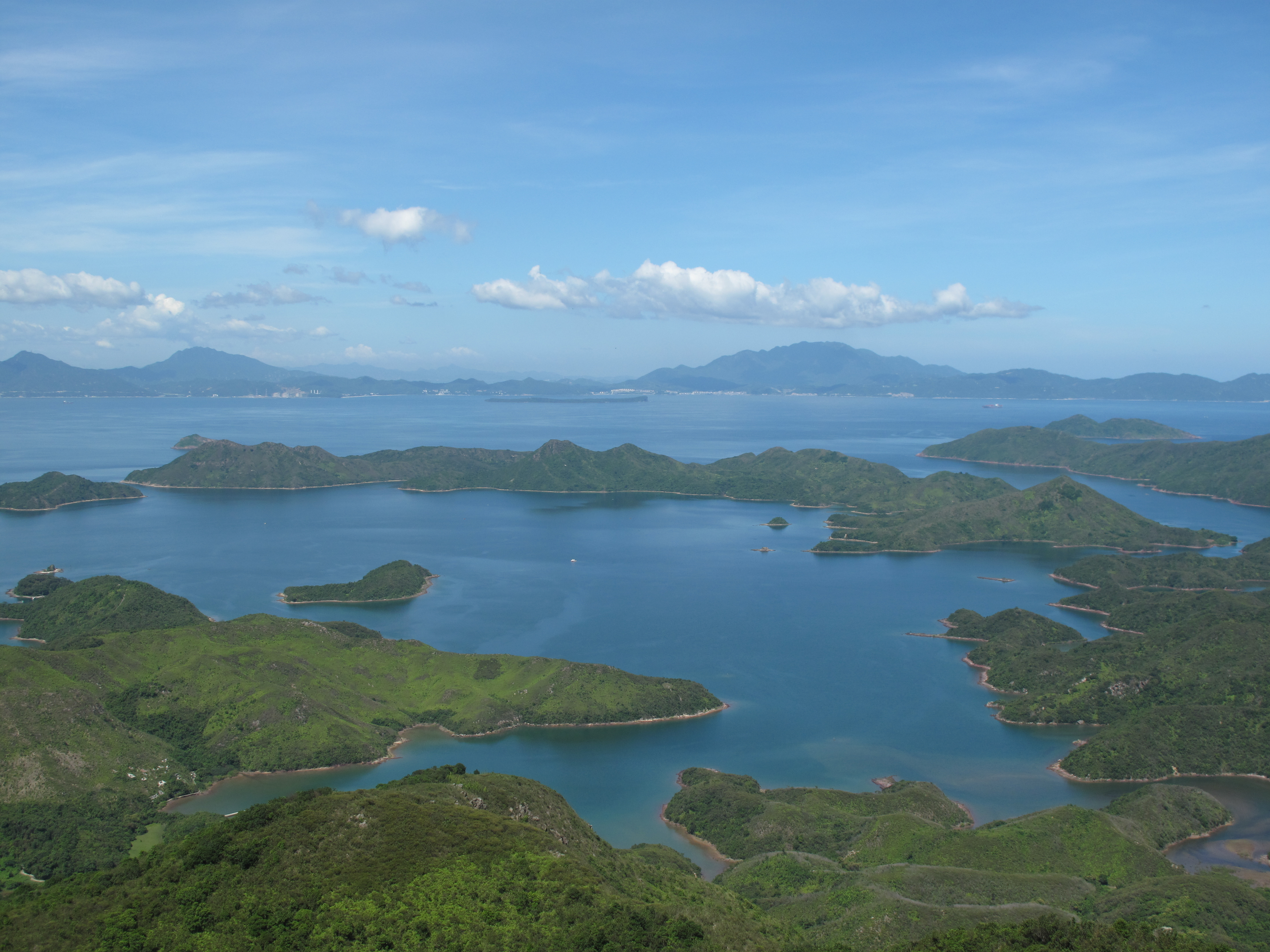
印洲塘

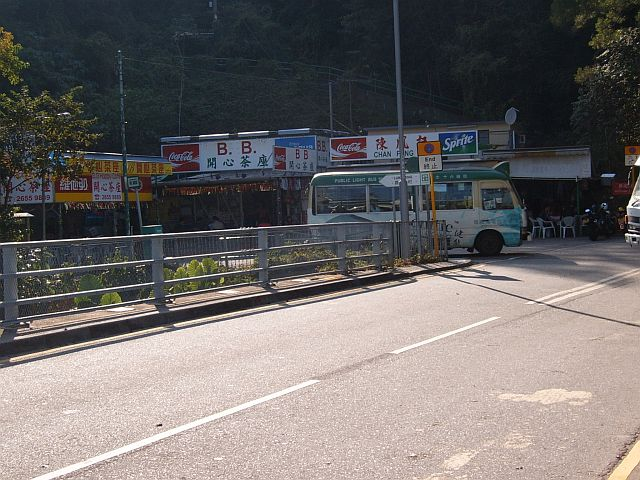
鹿頸

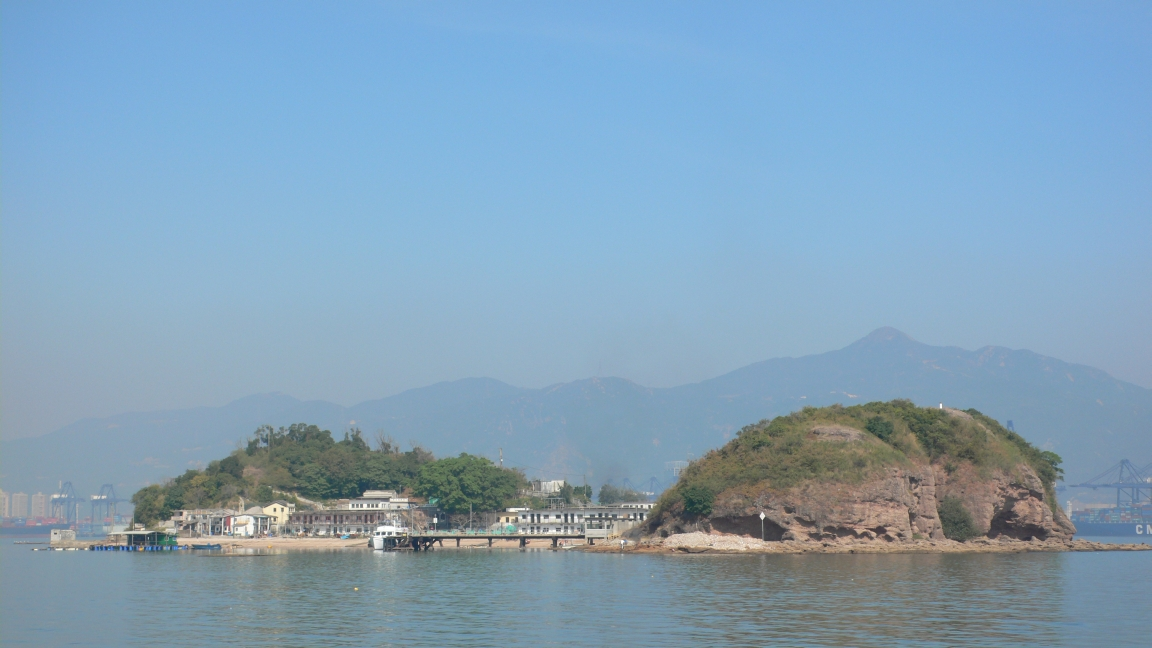
鴨洲

北區為郊遊的好去處，設有船灣郊野公園、八仙嶺郊野公園、林村郊野公園、紅花嶺郊野公園四個郊野公園，以及印洲塘海岸公園。此外，香港世界地質公園的新界東北沉積岩園區亦於北區的範圍內。衛奕信徑的第九段以及第十段亦途經北區，為市民提供遠足的選擇。
北區亦為香港少數仍保存農田的地區，其中最著名的有主要種植通菜和西洋菜的濕農田塱原。除此以外，北區亦保留了不少傳統村落、寺廟以及其他歷史建築，其中包括建於1751年的法定古蹟全港最大的祠堂廖萬石堂、同為法定古蹟，建於1762年的居石侯公祠以及香港目前保存最好的客家圍村松柏塱。區內亦設有香港第二條文物徑，龍躍頭文物徑。石湖墟和聯和墟皆爲仍然保存五六十年代建築的傳統墟市且仍爲區內商業活動中心之一。 
自從內地於2003年開放港澳個人遊後，作爲距離內地最近的香港市鎮，上水成爲內地個人遊遊客和深圳居民的購物熱點，帶動整個上水市中心商業活動轉型爲以內地旅客需求爲重心，區內龍頭購物商場上水廣場更常年在深圳羅湖口岸一帶展示廣告吸引旅客，上水市中心儼然成爲實質性的「香港邊境購物城」，不過商店種類一面倒的轉變、人流量劇增和物價上漲亦爲區內居民帶來不便，使部分沒法從相關發展得益的居民強烈不滿，認爲這種改變損害他們的利益和生活舒適度。
- 鹿頸
- 烏蛟騰
- 香港聯合國教科文組織世界地質公園：鴨洲、吉澳、印洲塘、荔枝窩
- 塱原
- 龍躍頭文物徑
- 蓬瀛仙館
- 雲泉仙館
- 八仙嶺郊野公園：鶴藪、流水響水塘、流水響郊遊徑、流水響營地
- 寶生園養蜂場
- 石湖墟
- 聯和墟：聯和市場

### 節日特色

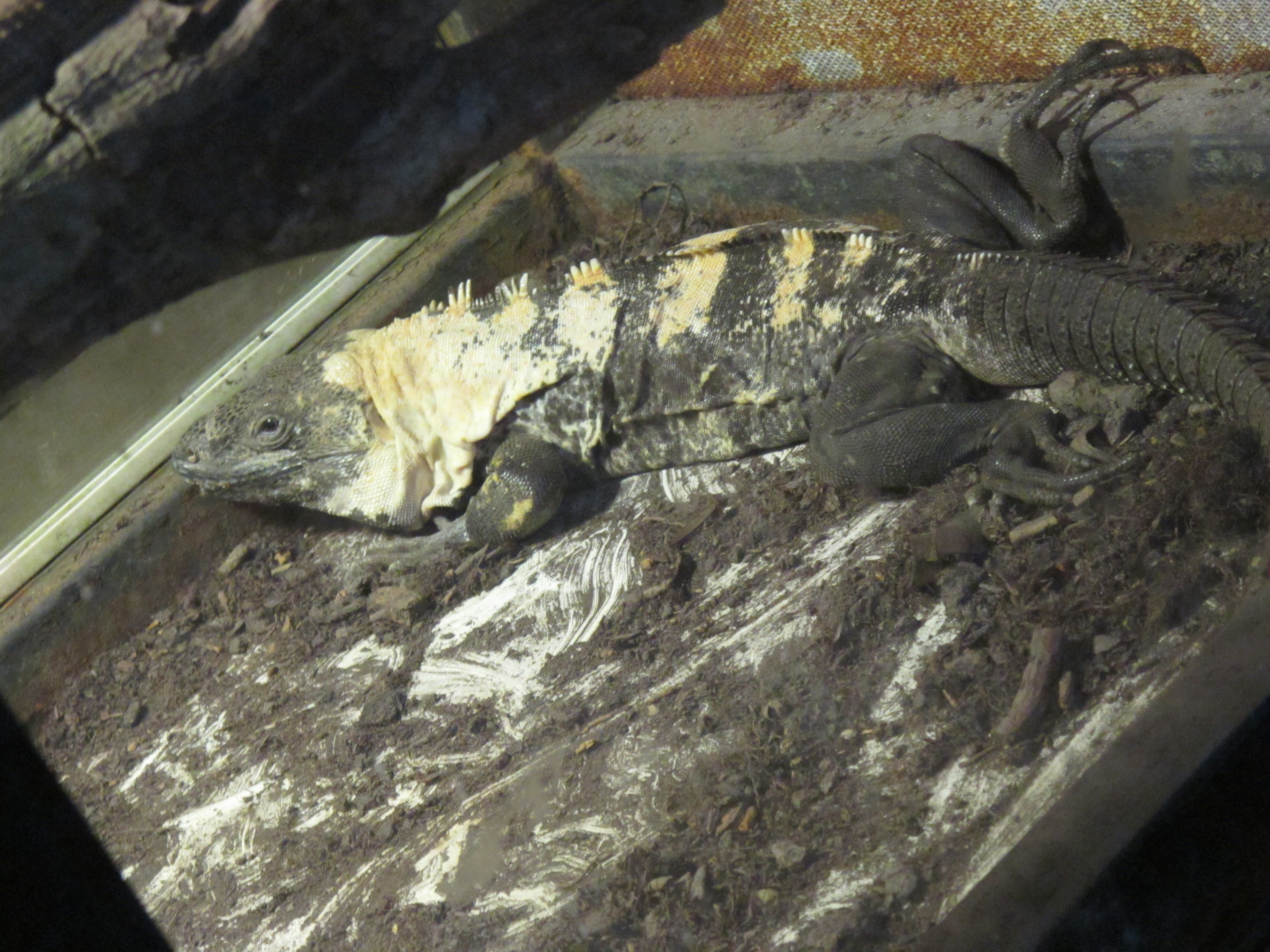
北區花鳥蟲魚展覽會的展品

- 上水圍每六十年舉行一次太平清醮，粉嶺圍則每十年一次太平清醮以及每年春節舉行太平洪朝，粉嶺龍躍頭太平清醮、沙頭角吉澳安龍太平醮會以及沙頭角慶春約太平清醮同為每十年一屆
- 河上鄉於洪聖爺誕均有飄色巡遊、盆菜宴、粵劇表演以及搶花炮等活動
- 北區花鳥蟲魚展覽會自1976年起一年一度舉辨，成為區內每年的盛事
- 禁毒滅罪耀北區為另一個北區一年一度的大型活動

### 推廣活動
- 賞玩北區培訓約20名學生於6團公眾導賞團(地點:上水塱原、前沙頭角禁區、聯和墟及龍躍頭文物徑)擔當導賞員，藉此推廣北區人文及生態旅遊。

## 經濟發展

### 商業
商業中心包括上水市中心、上水廣場商業大廈、石湖墟、粉嶺市中心及聯和墟。

### 工業
粉嶺安樂村工業區及上水站西北工貿樓建築群，以及分布郊區的小型廠房

### 漁農業
北區是香港少數仍有農業生產的地區，主要生產花卉、生菜、白菜、芥蘭以及菜心等。漁農自然護理署為支援香港的農業發展在上水蓮塘尾設有大隴實驗農場。粉嶺亦設有北區臨時農產品批發市場。但農業式微，目前北區共有約1861公頃荒廢農地。
漁業方面，沙頭角曾是漁業重鎮，為昔日「香港八大漁港」之一。目前沙頭角、鴨洲、吉澳、澳背塘、西流江以及往灣州均為海魚魚類養殖區。沙頭角亦曾有漁民建成的棚屋。

## 交通

### 港鐵

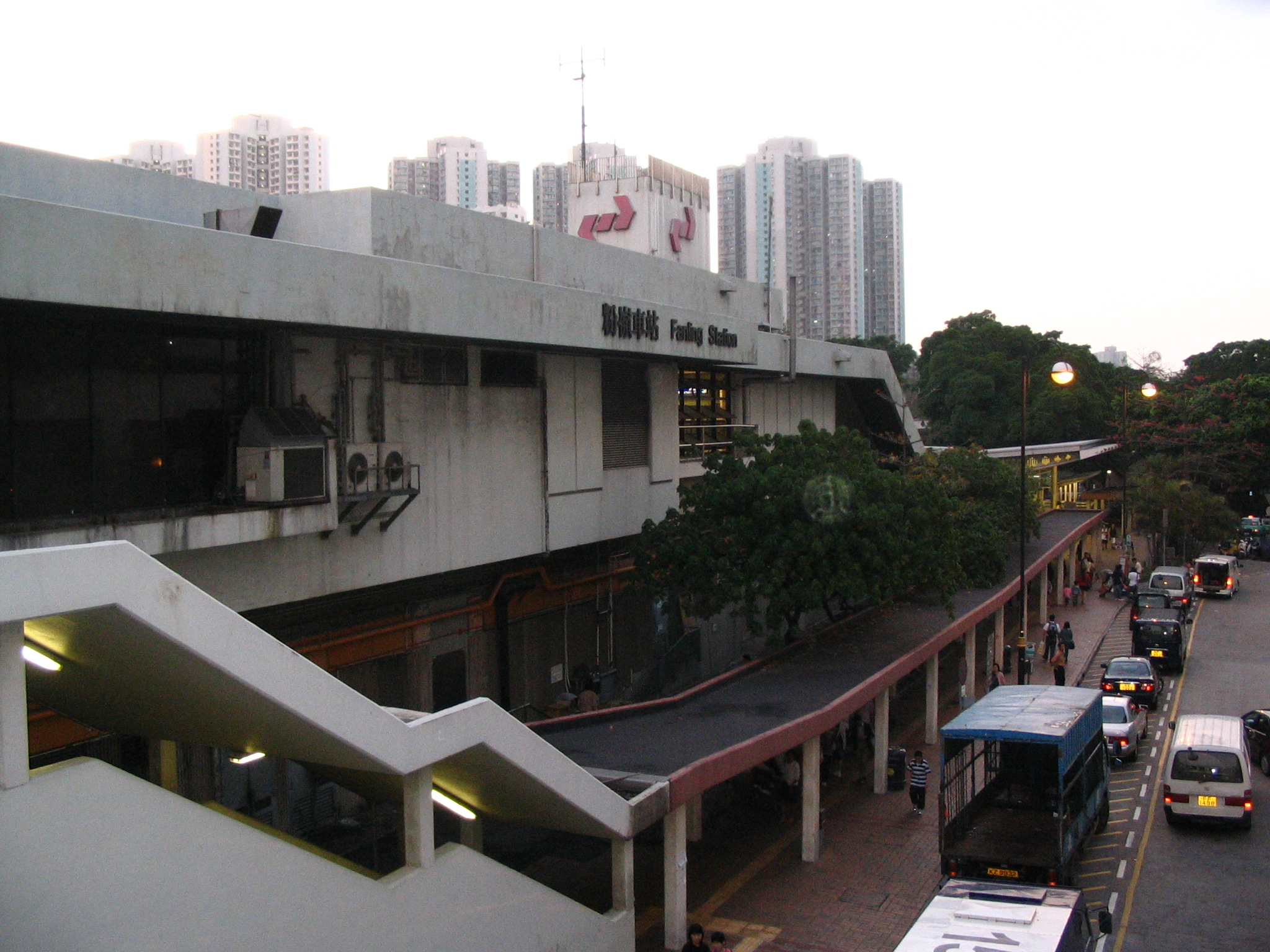
粉嶺站

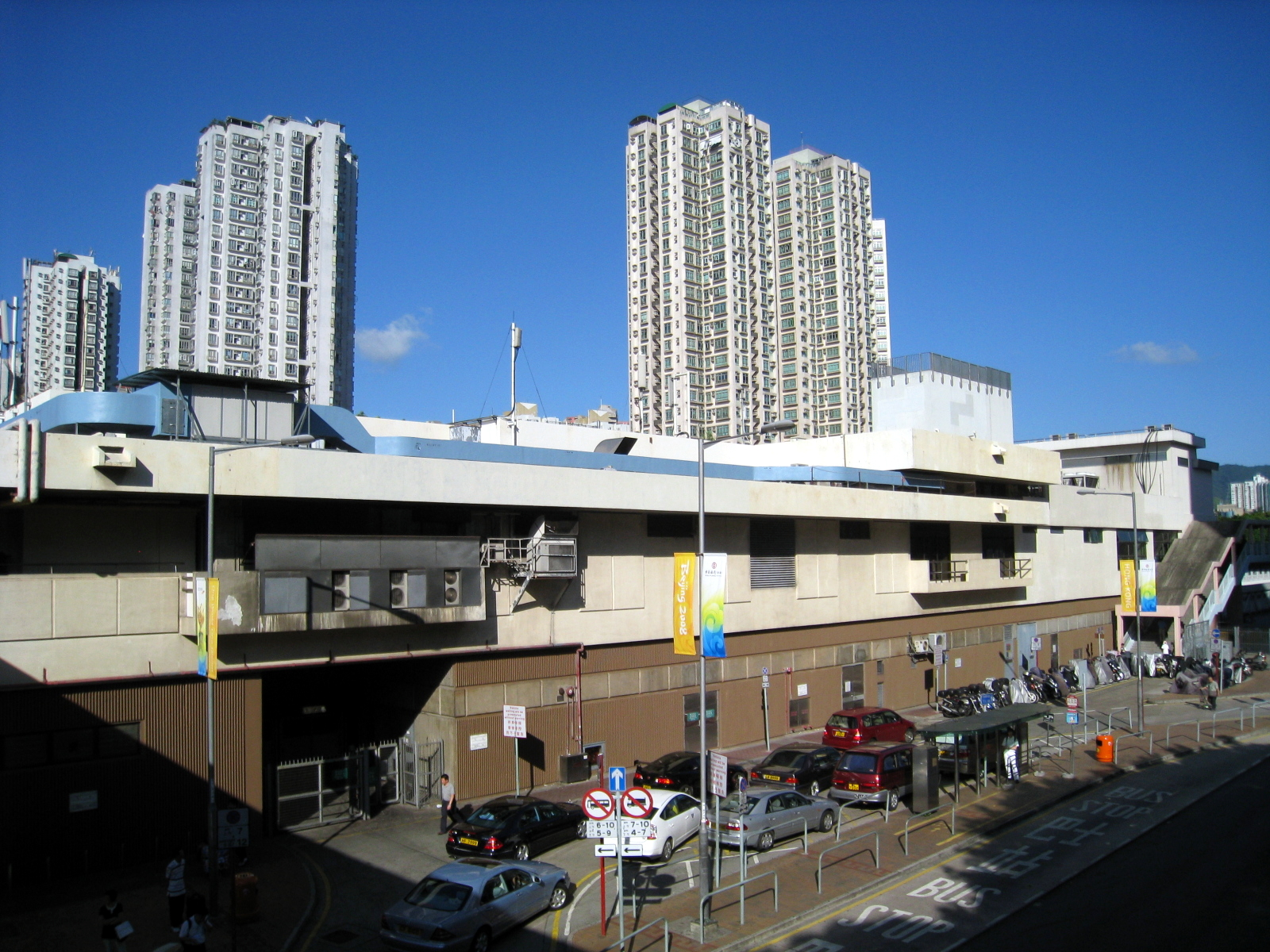
上水站

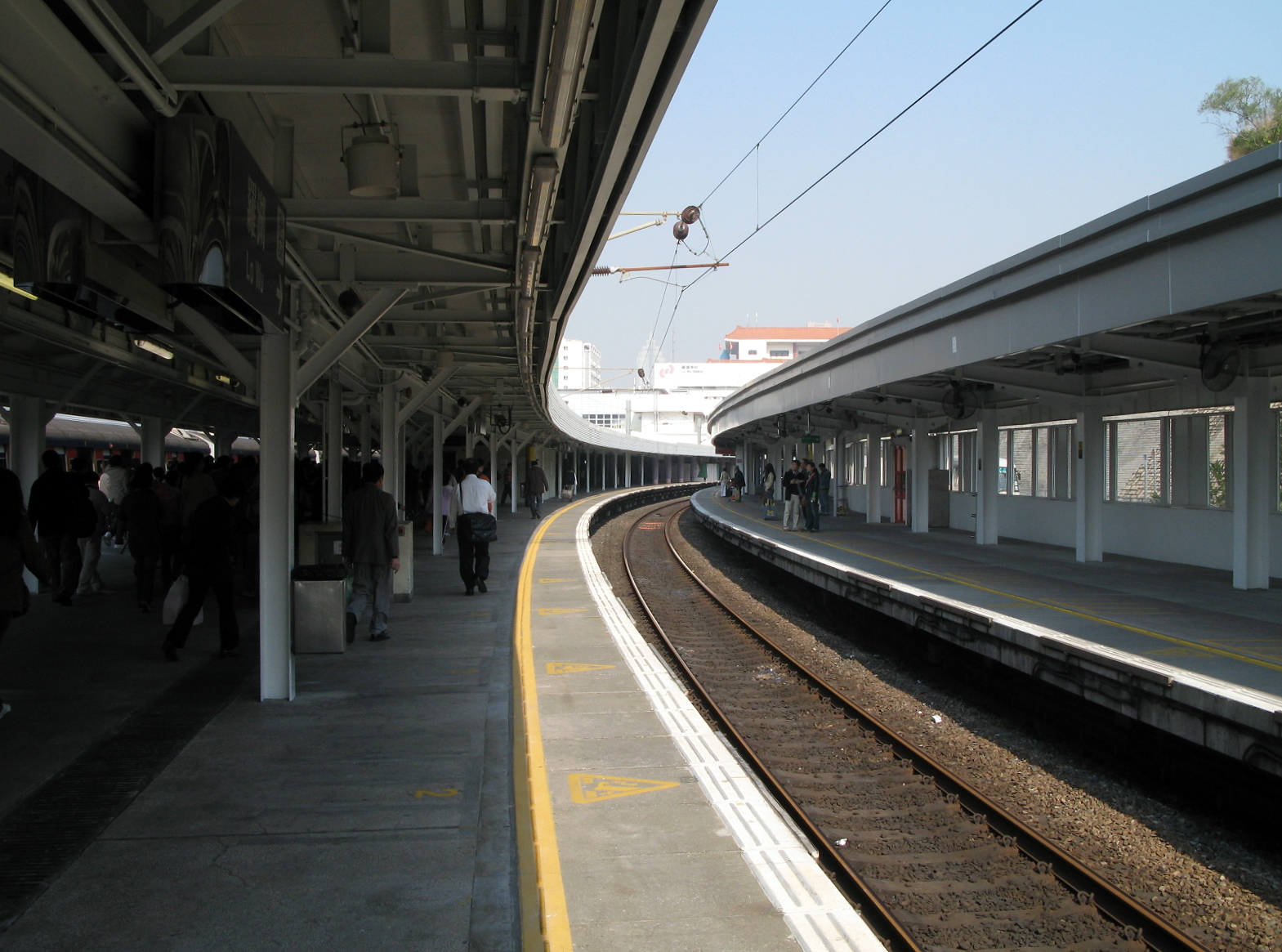
羅湖站

- █  東鐵綫：粉嶺站、上水站、羅湖站、古洞站（預計2027年啟用）

現由香港鐵路有限公司營運的東鐵綫前身為九廣鐵路英段，於1910年10月1日通車，當時已於粉嶺設站，而1930年於上水再設一站。現時東鐵綫在上水／粉嶺新市鎮內設粉嶺站及上水站；而羅湖站同屬北區，但則為市民提供過境運輸的服務。北區於1912年至1928年曾建有沙頭角支線連接沙頭角，但因客量偏低以及沙頭角公路通車而停運。另外，1949年至1983年間曾設和合石支線運送遺體往和合石火葬場及墳場以及於清明節和重陽節為掃墓的市民提供服務。1986年香港輕鐵系統擴展研究計劃更曾討論將輕便鐵路伸延至上水及粉嶺，但計劃不獲接納。

### 道路

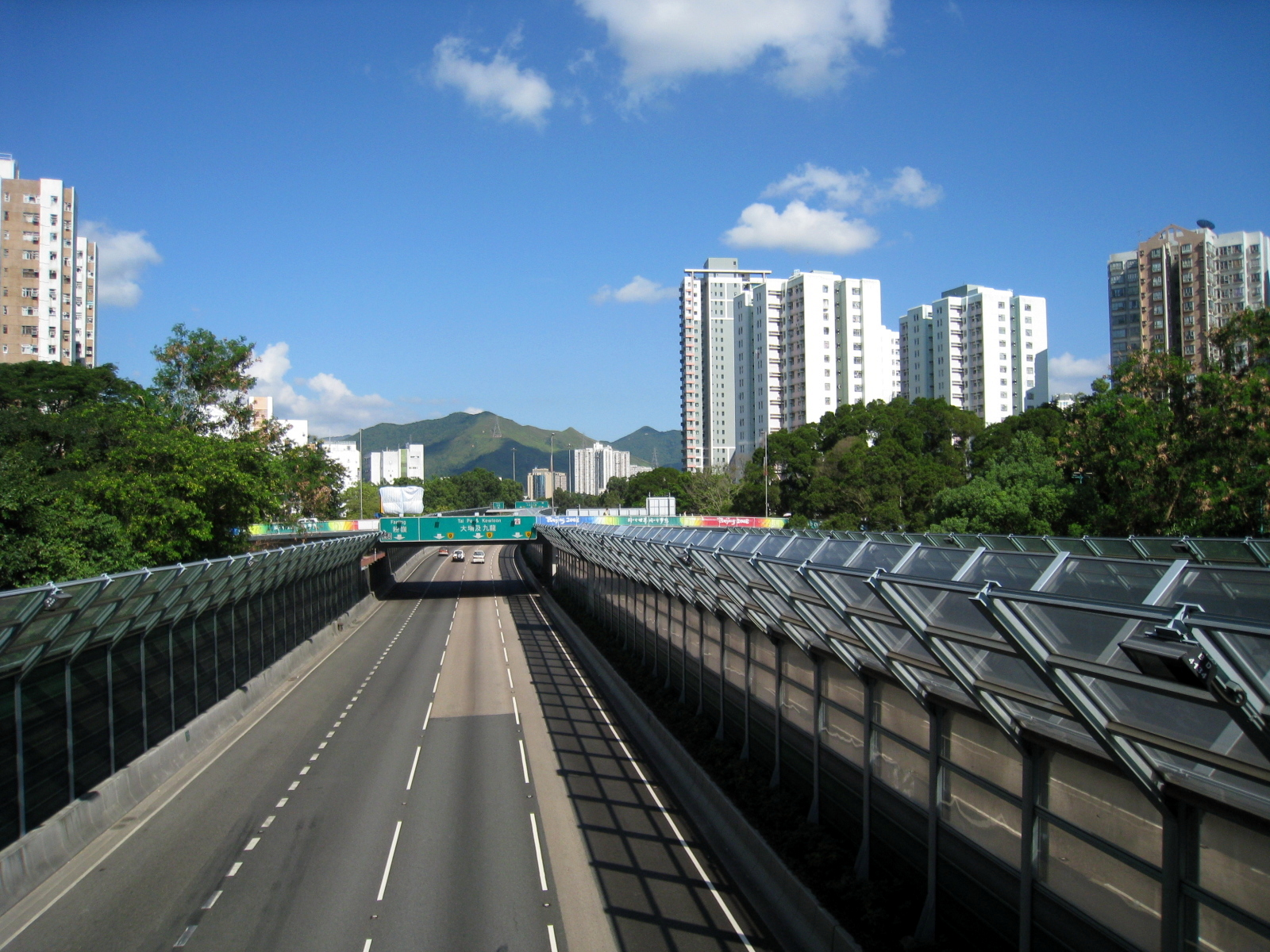
粉嶺公路(上水段)
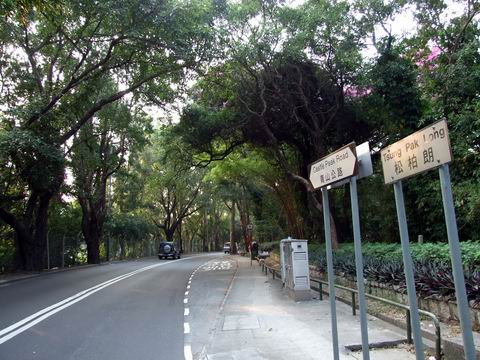
青山公路－古洞段
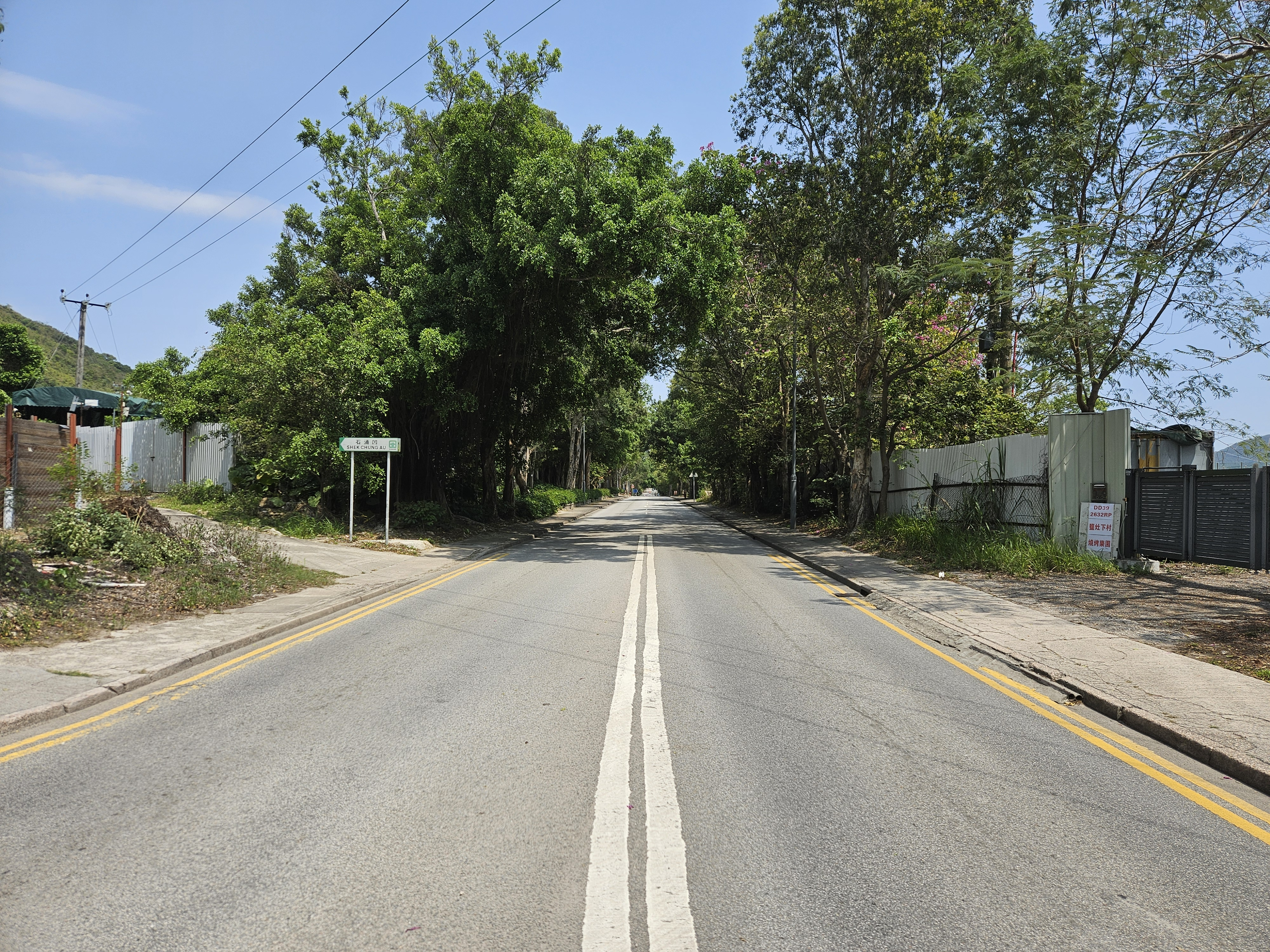
沙頭角公路－石涌凹段

幹線道路
- 9號幹線：粉嶺公路
- 香园围公路

| 市區道路 - 馬會道 - 寶石湖路 - 百和路 - 新運路 - 馬適路 - 掃管埔路 - 沙頭角公路（近粉嶺新市鎮一段） | 郊區道路 - 青山公路－古洞段 - 粉錦公路 - 沙頭角公路 - 大窩西支路 - 坪輋路 - 文錦渡路 - 蓮麻坑路 - 鹿頸路 - 新娘潭路 - 香園圍公路 |

### 巴士
巴士
專線小巴
紅色公共小巴
- 上水 ⇄ 深水埗
- 上水 ⇄ 佐敦道
- 上水 ⇄ 大埔
- 上水 ⇄ 元朗（經青山公路，編號為17）
- 上水 ⇄ 元朗（經粉錦公路，編號為18）
- 觀塘 ⇄ 落馬洲

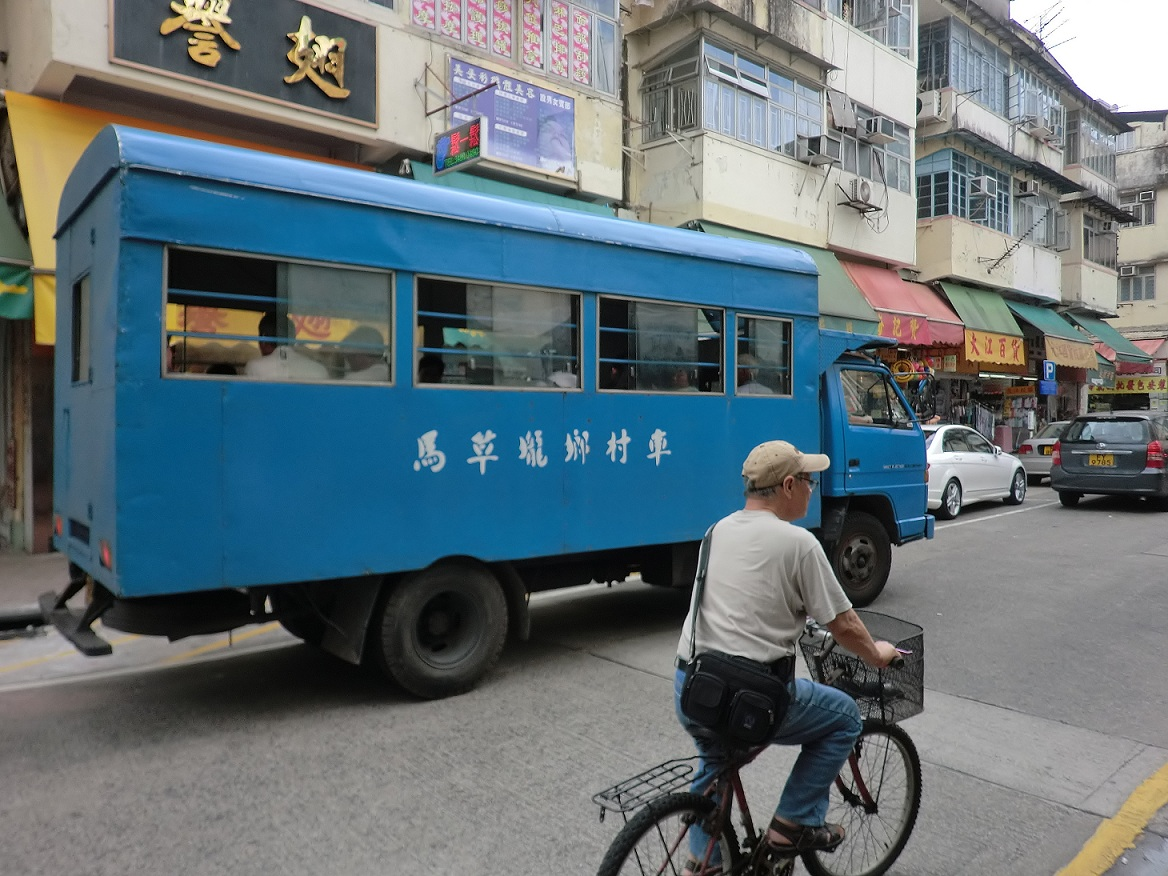
正於巡撫街行駛的鄉村車

1920年代以及1930年代起已有巴士路線為北區提供服務以取代過去的鄉村車，如現九龍巴士76K線的前身，往來元朗及上水的17號線、九龍巴士77K線的前身，往來粉嶺及沙頭角的18號線，以及往來粉嶺及大埔的16號線。此後陸續有新的巴士路線提供服務。
北區是香港最後一個仍有「鄉村車」營運的行政分區，分別是來往馬草壟至上水巡撫街的馬草壟鄉村車以及來往萬屋邊至粉嶺和豐街的萬屋邊鄉村車。
最後一輛鄉村車服務在2015年3月31日停止。

### 交通問題
在2018年3月7日下午放工高峰時段，上水多條道路出現嚴重擠塞。運輸署消息指，因車多關係，上水一帶的路段（如雞嶺迴旋處、大頭嶺迴旋處、掃管埔路、新運路、新豐路、寶石湖路、馬會道、馬適路、文錦渡路、彩園路及百和路）的交通已十分擠塞，該區的專營巴士及公共小巴的班次已經受到影響。
據網上圖片見到，小巴站大量市民正在等候上車。由於車龍停滯不前，不少已上車的乘客甚至要求下車，冒險沿公路路肩自行徒步離開。
現時北區居民主要依靠使用率高企的鐵路及新界環迴公路進出市區；如使用新界環迴公路進出市區，僅有兩條通道可以選擇 —— 雞嶺迴旋處或大頭嶺迴旋處，一旦該處或公路上發生交通意外，將可引致全區交通癱瘓。據2019年中的人口統計，新界北區人口約31.4萬；隨著新界東北發展計劃陸續推行，北區人口會持續上升，為該區帶來更大的交通壓力。而且北區位處香港最北面，鄰近中國內地，設有多個邊境管制站，包括羅湖、文錦渡、沙頭角及香園圍。為數不少的跨境貨車及私家車亦會途經北區前往香港各地，使北區交通更為繁忙。

### 未來發展

#### 港鐵
- █  東鐵綫 、 █  北環綫：古洞站（建造中）

## 未來發展

### 新地古洞北住宅項目
項目獲准建6幢25層住宅大廈，建於4層平台及2層地庫之上，涉及總樓面逾119.8萬方呎，當中包括逾19.9萬方呎商用樓面。該集團於去年以86.14億元投得該地皮，為該新發展區首幅官地。

### 新世界馬適路項目
新世界（00017）旗下粉嶺第14區項目，發展4幢分層住宅，預計提供約2,300伙住宅，暫定2029年落成。

### 清濤苑
香港房屋委員會轄下設於新界區的首個綠表置居計劃屋苑，位於上水清河邨側，毗鄰石上河，已於2024年7月18日獲發入伙紙，2024年9月13日起開始安排入伙。

### 樂嶺都匯
位於粉嶺百和路專用安置屋邨項目，預計將於2024年開始分階段落成, 附設商場, 為近年房協大型發展項目。

### 粉嶺女童院
由於粉嶺女童院已遷往屯門，明愛康復服務已計劃於未來數年在女童院舊址興建康復大樓，以應付長遠需求。

### 上水第27區及粉嶺和合石
上水第27區（彩蒲苑以北）土地將會興建公共屋邨寶石湖邨，共3座樓宇提供900個單位，預計2020年落成。粉嶺第49區（雍盛苑以西）將會興建2座公屋樓宇，預料提供超過900個單位。粉嶺第48區工業用地（現何家樓村一帶）正進行公營房屋發展研究，初步估計可興建提供超過4000個單位的大型公共屋邨。
除此以外，上水寶石湖路以北的工貿建築群及上水污水處理廠附近土地皆有被提議釋出土地作公營房屋發展。

### 粉嶺聯和墟聯和市場
聯和市場主體建築是聯和墟的地標，其街市業務在2002年結業，後被列入三級歷史建築，自2011年起以短租形式先後租予多個非牟利團體進行回收及社區工作，目前由地政總署以1港元象徵性租予「健康行動」團體進行環保回收及展覽用途。2016年底政府將聯合市場主體建築加入「活化歷史建築伙伴計劃」，方案評審結果將於2018年上半年公布。
至於聯和市場主體建築後方原爲聯和市場一部分的空地則售予信和地產公司發展名爲「囍逸」的地產項目，於2018年9月落成。

### 香園圍管制站
香園圍管制站是香港與深圳的第七個出入境陸路管制站，位於打鼓嶺最北端的香園圍附近，於2013年7月動工，於2020年落成啓用。興建此管制站的主要目的是爲了舒緩文錦渡管制站與沙頭角管制站原已近飽和的車流量，連接深圳莲塘口岸以及多條高速公路直達惠州、汕頭等地，建成後與已有的深港西部通道及將來的港珠澳大橋分別成為香港連接粵東、粵北和粵西的三條主要通道。
除了建造香園圍的出入境管制站外，整個工程還包括在香港9號幹線和合石以南部分的道路改建工程、從龍山西坡興建通往公主山的龍山隧道、在公主山以北興建與沙頭角公路的道路交匯處，興建長山隧道至坪輋、坪輋至出入境管制站的高速公路、相關污水處理設施，以及重置受工程影響而需要搬遷的打鼓嶺竹園村。

### 皇后山公營房屋發展區
粉嶺皇后山前軍營土地，原用作私立大學發展，後期港府將191萬平方呎改劃作房屋發展。港府現時正就皇后山一帶進行規劃，在皇后山公屋及居屋發展計劃中，總單位數目由1.1萬個增至1.2萬個（包含居屋2千多個增至3千個、公屋單位數目增至9千個），整個項目可容納住3萬多居民，有商場、街市和巴士總站，成為自給自足的小社區，預計項目2020年至2021年落成。相關的工程還包括上水迴旋處、沙頭角公路與粉嶺樓路及馬適路的十字路口改建工程。

### 新界東北發展計劃
2010年後，香港現有城市土地發展已近飽和，而填海造地又受到環保團體及建議選址附近的居民強烈反對，政府再次將目光放到至今仍有大量平原土地未作都市開發的北區，提出新界東北發展計劃，在北區增建三大新市鎮，包括粉嶺北、古洞北和坪輋及打鼓嶺以供香港未來人口增長所需及疏解市區人口。政府亦計劃興建北環線接駁西鐵線與東鐵線以至建設支線到粉嶺北及坪輋∕打鼓嶺新發展區。落馬洲支線亦已因應規劃預留位置，以便日後於古洞設站。發展局表示，除了《新界東北發展計劃》外，新界北部仍然有大片未被開發的土地（包括從邊境禁區釋放出來的土地）可以考慮作為應付香港土地供應需要；特首梁振英在《2013年度香港行政長官施政報告》中更提出，規劃署將會就新界北部的進一步發展進行規劃研究。
然而由於北區與深圳接壤的地理事實、大量居於深圳的單非及雙非兒童現正佔有北區中小學的學額、中央政府提出「港深同城」、「珠三角一體化」等國家大政方針、香港政府曾提出於落馬洲河套發展區工作的內地人才可以居於新界東北發展區等多種原因，使部分市民擔憂北區未來新建的新市鎮會以內地專才和內地新移民的居住需求爲優先，土生土長的香港基層市民無法享受到新市鎮的建設成果，故對北區新市鎮的發展感到疑慮。
另外，建議的北區新市鎮用地中有大量私人農地和寮屋用地在早年已爲各大發展商以低價收購囤積，以待政府發展該區後可以高價賣出住宅單位，引來社會對「官商勾結」和「利益輸送」的批評聲音，同時也被認爲是對當地村民的剝削，加上近年有大量內地人因應內地股市不景氣、經濟發展放緩、人民幣有貶值趨勢等因素高價購買香港住宅以追求更高投資回報，部分香港市民亦擔心在香港政府規管不嚴的情況下大量土地會被地產商開發成滿足內地買家需求的高級住宅區甚至豪宅區，無助解決香港基層住屋需求。
此外，近年亦有不少組織和團體意欲推動復興香港農業，而新市鎮的建議選址有不少地方仍然維持小規模的農業活動，對於新市鎮建設與本地農業發展孰先孰後的爭論也成爲針對北區新市鎮的主要反對力量。
由於2013年後預測香港人口增長比2010年前預計的增長速度減慢，政府宣布暫時擱置坪輋/打鼓嶺新市鎮的發展計劃，而粉嶺北新市鎮和古洞北新市鎮仍然會按計劃繼續進行，預料可以提供超過6萬個住宅單位，之前已預留站位未作具體建築的東鐵線古洞站也會隨新市鎮建設而正式興建。

## 影視作品
- 焚城
- 每當變幻時

## 外部連結
- 北區區議會
- 粉嶺/上水新市鎮
- 《香港文物志》1991年
- 《北区风物志》1994年，香港北区民政处
- 2003年區議會選舉北區選區分界(圖一（页面存档备份，存于）、圖二（页面存档备份，存于）、說明（页面存档备份，存于）)
- 2007年區議會選舉北區選區分界 (圖一（页面存档备份，存于）、圖二（页面存档备份，存于）、說明)
- 2011年區議會選舉北區選區分界 (圖一（页面存档备份，存于）、圖二（页面存档备份，存于）、說明)